# U-Bahn Hamburg

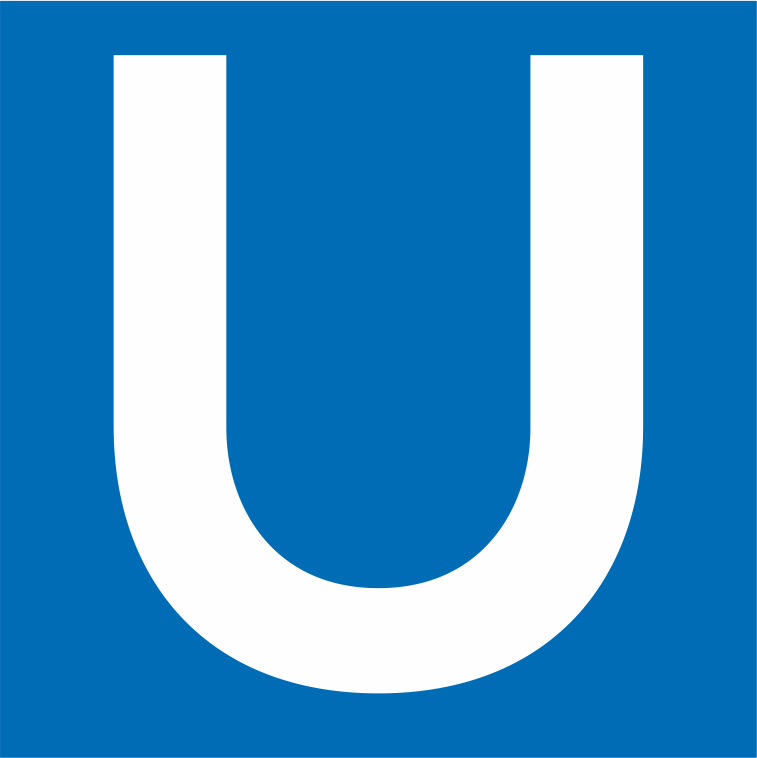
Logo der Hamburger U-Bahn

Die Hamburger U-Bahn ist das Hoch- und Untergrundbahn-System der Freien und Hansestadt Hamburg sowie einiger angrenzender Gemeinden und Städte in Schleswig-Holstein.
Das System wurde 1912 in Betrieb genommen und hat eine Streckenlänge von rund 106,4 km. Es ist damit das zweitälteste und zweitlängste U-Bahn-Netz Deutschlands nach der Berliner U-Bahn. Betreiber ist die städtische Hamburger Hochbahn AG (Hochbahn/HHA), die mit Ausnahme des Streckenabschnitts Norderstedt Mitte – Garstedt auch Eigentümer des Systems ist. Der Norderstedter Abschnitt gehört einschließlich einiger Fahrzeuge des Typs DT4 der Verkehrsgesellschaft Norderstedt (VGN), einem Tochterunternehmen der Stadtwerke Norderstedt, die jedoch die Hamburger Hochbahn mit dem Betrieb beauftragt hat.
Die U-Bahn bildet zusammen mit der S-Bahn, der AKN und der Regionalbahn das Angebot des schienengebundenen öffentlichen Personennahverkehrs in der Hansestadt und ihrem Umland. Im Jahr 2022 beförderte die U-Bahn insgesamt 195,8 Mio. Fahrgäste bei 1.169,4 Mio. Personenkilometern.

## Strecken- und Liniennetz

### Übersicht
Die U-Bahn hat eine Streckenlänge von rund 106,4 km. Das Netz ist normalspurig ausgeführt und vollständig unabhängig von anderen Verkehrsarten trassiert, die Stromversorgung erfolgt über eine seitliche, von unten bestrichene Stromschiene mit 750 Volt Gleichspannung. Charakteristisch ist der große Anteil offener Streckenabschnitte, insgesamt verlaufen rund 61 km auf Dämmen und Viadukten oder im Einschnitt, während auf Tunnelstrecken etwa 45 km entfallen.
Das Netz ist im Wesentlichen radial strukturiert und verläuft vom Hauptbahnhof in die nördlichen und östlichen Teile Hamburgs und das anschließende Umland in Schleswig-Holstein. Das Hamburger Stadtgebiet südlich der Norderelbe und westlich der bis 1937 bestehenden Grenze zwischen den bis dahin selbstständigen Städten Hamburg und Altona sowie der Bezirk Bergedorf werden hingegen bislang nicht bedient (siehe hierzu auch hier).
Die Hochbahn betreibt die vier U-Bahn-Linien U1, U2, U3 und U4, die Strecke für eine fünfte Linie befindet sich in Bau und soll ab 2029 sukzessive den Fahrgastbetrieb aufnehmen.
| Linie | Stationen | Länge      | davon im Tunnel |
| ----- | --- | ---------- | --------------- |
| U 1   | Norderstedt Mitte – Richtweg – Garstedt – Ochsenzoll – Kiwittsmoor – Langenhorn Nord – Langenhorn Markt – Fuhlsbüttel Nord – Fuhlsbüttel – Klein Borstel – Ohlsdorf – Sengelmannstraße (City Nord) – Alsterdorf – Lattenkamp (Sporthalle) – Hudtwalckerstraße – Kellinghusenstraße – Klosterstern – Hallerstraße – Stephansplatz (Oper/CCH) – Jungfernstieg – Meßberg – Steinstraße – Hauptbahnhof Süd – Lohmühlenstraße – Lübecker Straße – Wartenau – Ritterstraße – Wandsbeker Chaussee – Wandsbek Markt – Straßburger Straße – Alter Teichweg – Wandsbek-Gartenstadt – Trabrennbahn – Farmsen – Oldenfelde – Berne – Meiendorfer Weg – Volksdorf / Streckenast Ohlstedt – Buckhorn – Hoisbüttel – Ohlstedt \ Streckenast Großhansdorf – Buchenkamp – Ahrensburg West – Ahrensburg Ost – Schmalenbeck – Kiekut – Großhansdorf | 055,383 km | 013,444 km      |
| U 2   | Niendorf Nord – Schippelsweg – Joachim-Mähl-Straße – Niendorf Markt – Hagendeel – Hagenbecks Tierpark – Lutterothstraße – Osterstraße – Emilienstraße – Christuskirche – Schlump – Messehallen – Gänsemarkt (Oper) – Jungfernstieg – Hauptbahnhof Nord – Berliner Tor – Burgstraße – Hammer Kirche – Rauhes Haus – Horner Rennbahn – Legienstraße – Billstedt – Merkenstraße – Steinfurther Allee – Mümmelmannsberg | 024,534 km | 021,132 km      |
| U 3   | Barmbek – Saarlandstraße – Borgweg (Stadtpark) – Sierichstraße – Kellinghusenstraße – Eppendorfer Baum – Hoheluftbrücke – Schlump – Sternschanze – Feldstraße (Heiligengeistfeld) – St. Pauli – Landungsbrücken – Baumwall (Elbphilharmonie) – Rödingsmarkt – Rathaus – Mönckebergstraße – Hauptbahnhof Süd – Berliner Tor – Lübecker Straße – Uhlandstraße – Mundsburg – Hamburger Straße – Dehnhaide – Barmbek – (in Planung: Fuhlsbüttler Straße –) Habichtstraße – Wandsbek-Gartenstadt | 020,681 km | 05,113 km       |
| U 4   | (in Planung: Moldauhafen –) Elbbrücken – HafenCity Universität – Überseequartier – Jungfernstieg – Hauptbahnhof Nord – Berliner Tor – Burgstraße – Hammer Kirche – Rauhes Haus – Horner Rennbahn – Legienstraße – Billstedt (im Bau: – Stoltenstraße – Horner Geest) | 013,318 km | 011,508 km      |
| U 5   | im Bau: Bramfeld – Steilshoop – Barmbek Nord – Sengelmannstraße – City Nord (Stadtpark) – (in Planung:, vorläufige Namen kursiv: Borgweg – Jarrestraße – Beethovenstraße – Uhlenhorst – St. Georg – Hauptbahnhof Nord – Stephansplatz – Universität – Grindelhof – Hoheluftbrücke – Gärtnerstraße – Universitätsklinikum – Siemersplatz/Behrmannplatz – Hagenbecks Tierpark – Sportplatzring – Stellingen – Arenen Volkspark) | 0 ~25 km   | 0               |

Fahrgäste auf den einzelnen U-Bahn-Abschnitten in 1.000 pro Tag (montags–freitags)
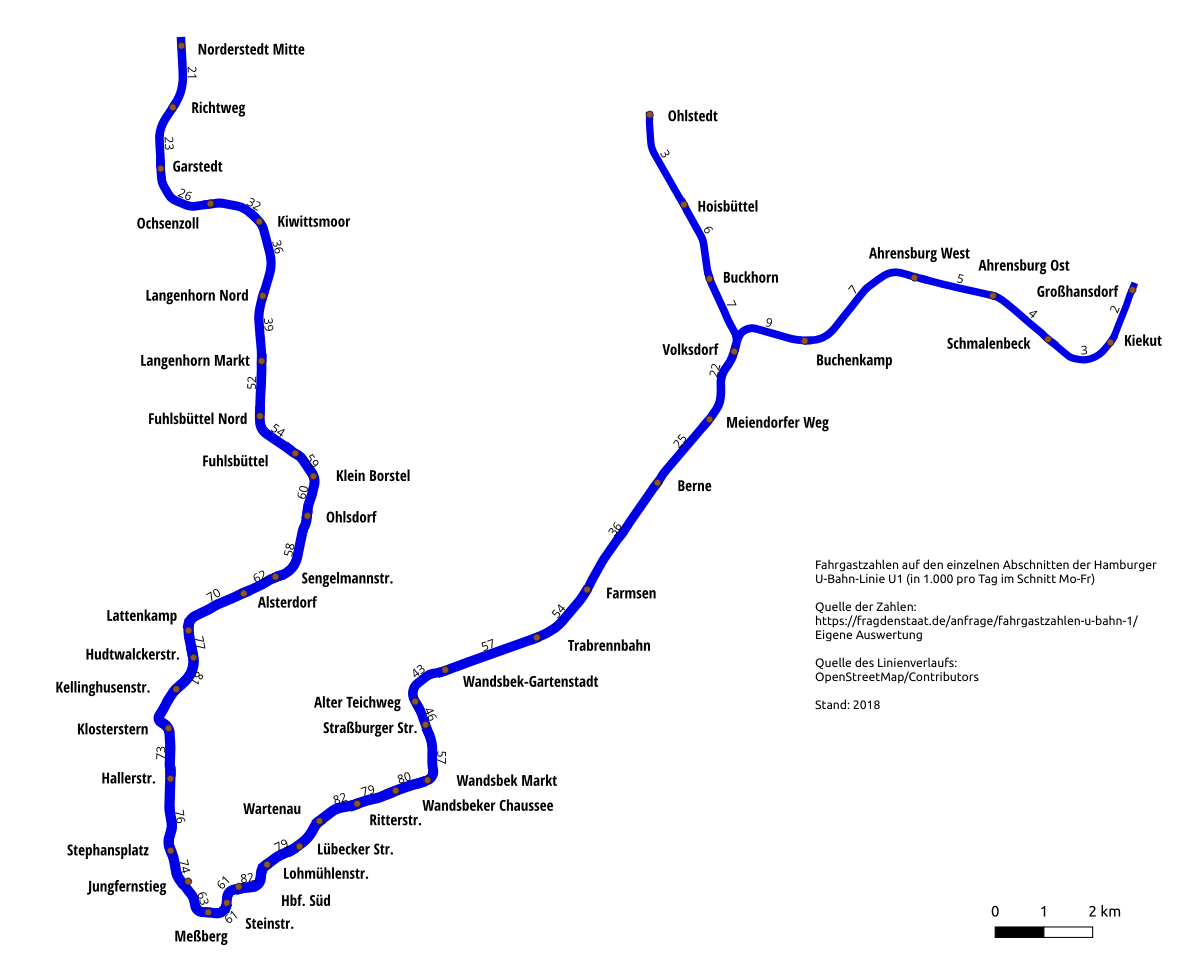
Linie U1 (2018)
Linie U2 (2019)
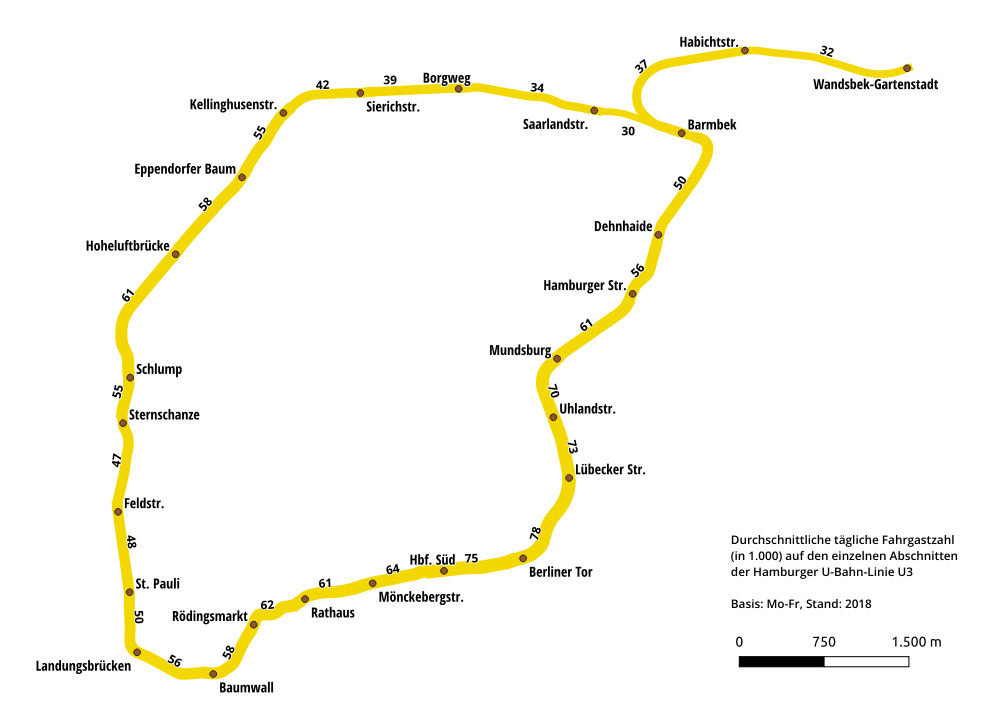
Linie U3 (2018)

Die 0,505 km lange sogenannte „Moorkamp-Kurve“ zwischen dem Ringbahnsteig der heutigen U3 an der Station Schlump und Christuskirche wird seit dem 3. Juni 1973 nicht mehr im Linienbetrieb befahren und dient seitdem nur noch als Betriebsstrecke.
Die heutigen Linienbezeichnungen wurden 1966 zunächst bei der U1 und der U2 eingeführt, 1967 folgte die Bezeichnung U3. Die Bezeichnung U4 wurde 2012 mit Inbetriebnahme der Linie zwischen HafenCity nach Billstedt eingeführt.

### Die Buchstaben-Strecken
Die Hochbahn verwendet zur betriebsinternen Bezeichnung der einzelnen Strecken bzw. Streckenabschnitte ein Buchstabensystem, das die Strecken im Wesentlichen nach dem Zeitpunkt ihrer Inbetriebnahme alphanumerisch ordnet. Das System wurde Anfang der 1950er Jahre eingeführt und ordnete zunächst den zu diesem Zeitpunkt bestehenden Strecken die Buchstaben A bis D zu, die später hergestellten Strecken erhielten bzw. erhalten die Buchstaben ab E.
Die im Zweiten Weltkrieg weitgehend zerstörte Rothenburgsorter Strecke wurde bei der Vergabe der Buchstaben nicht mehr berücksichtigt, nachdem ihr Komplettabriss bereits 1944 beschlossen worden war.
Die Lücken in der Benennung ergeben sich aus der Berücksichtigung ehemals geplanter, jedoch nicht in die Realisierung geführter Strecken.
| Strecke | Streckenname                                          | Länge                         | davon Tunnel         | Streckenverlauf und Anmerkungen |
| ------- | ----------------------------------------------------- | ----------------------------- | -------------------- | --- |
| A       | Ring                                                  | 017,487 km                    | 05,113 km            | Schlump – St. Pauli – Rathaus – Hauptbahnhof Süd – Berliner Tor – Mundsburg – Barmbek – Kellinghusenstraße – Schlump |
| B       | Eimsbütteler Strecke                                  | 09,540 km                     | 08,126 km            | Schlump (Ringbahnsteig) – Christuskirche – Hagenbecks Tierpark – Niendorf Markt – Niendorf Nord Der 0,505 km lange Streckenabschnitt Schlump (Ringbahnsteig) – Christuskirche wird seit der Eröffnung des Innenstadttunnels (Strecke T) nur noch als Betriebsstrecke genutzt (Moorkampkurve) |
| C       | Langenhorner Bahn Ohlsdorfer Strecke KellJung-Strecke | 08,308 km 05,004 km 06,056 km | 00,119 km 0 5,453 km | Landesgrenze Schleswig-Holstein/Hamburg – Ochsenzoll – Langenhorn Markt – Fuhlsbüttel – Ohlsdorf Ohlsdorf – Alsterdorf – Lattenkamp – Kellinghusenstraße Kellinghusenstraße – Stephansplatz – Jungfernstieg – Hauptbahnhof Süd                                                               |
| C1      | Norderstedter U-Bahn                                  | 03,668 km                     | 01,172 km            | Landesgrenze Hamburg/Schleswig-Holstein – Garstedt – Norderstedt Mitte |
| D       | Walddörferbahn                                        | 017,665 km                    |                      | Barmbek – Wandsbek-Gartenstadt – Farmsen – Berne – Volksdorf – Ohlstedt |
| D1      | Großhansdorfer Ast                                    | 010,385 km                    |                      | Volksdorf – Ahrensburg West – Großhansdorf |
| E       | Wandsbeker Strecke                                    | 07,491 km                     | 06,700 km            | Hauptbahnhof Süd (km 19,368) – Lübecker Straße – Wartenau – Wandsbek Markt – Wandsbek-Gartenstadt (km 26,859) Diese Strecke beginnt bei km 19,368 der Strecke C und führt deren Kilometrierung fort                                                                                          |
| K       | Billstedter Strecke                                   | 010,427 km                    | 08,192 km            | Berliner Tor – Burgstraße – Horner Rennbahn – Billstedt – Merkenstraße – Mümmelmannsberg |
| T       | Innenstadttunnel                                      | 05,072 km                     | 05,072 km            | Berliner Tor – Hauptbahnhof Nord – Jungfernstieg – Messehallen – Schlump (unten) – Christuskirche |
| W       | HafenCity-Strecke                                     | 05,270 km                     | 04,988 km            | Jungfernstieg – HafenCity Universität – Elbbrücken |
|         | Streckenlänge gesamt:                                 | 106,373 km                    | 044,935 km           | von denen 105,868 km im regulären Linienbetrieb befahren werden und 0,505 km als Betriebsstrecke |

## Fahrplan
Die U-Bahn verkehrt täglich von ca. 4 bis ca. 1 Uhr, in den Nächten von Freitag auf Sonnabend sowie vor Sonntagen und gesetzlichen Feiertagen in Hamburg gibt es einen durchgehenden Nachtverkehr. Die U-Bahn fährt nach einem Taktfahrplan, der zwischen Werktagen, Sonnabenden und Sonn- und Feiertagen unterscheidet.
Der Grundtakt beträgt auf allen Linien und an allen Tagen von 5 bis 24 Uhr 10 Minuten, ab etwa 24 Uhr 20 Minuten. Ausgenommen hiervon sind die beiden nordöstlichen Außenabschnitte Volksdorf – Ohlstedt und Volksdorf – Großhansdorf der U1, die außerhalb der Hauptverkehrszeiten (HVZ) nur jeweils alle 20 Minuten bedient werden. Im Innenstadtbereich besteht montags bis samstags auf allen Linien außer der U4 bis etwa 21 Uhr ein 5-Minuten-Takt. An Werktagen wird das Angebot während der Hauptverkehrszeiten in der Innenstadt auf eine Zugfolge von 2½ Minuten verdichtet. Diese Verstärkerzüge sind teilweise nicht im Fahrplan verzeichnet und werden von der Hochbahn nach Bedarf eingesetzt.
Im Nachtverkehr am Wochenende werden die Linien im 20-Minuten-Takt betrieben, der Ring der U3 alle 10 Minuten und die Außenstrecken nach Ohlstedt und Großhansdorf der U1 alternierend alle 40 Minuten betrieben. Im 20-Minuten-Takt (nicht Nachtverkehr) fährt die U1 lediglich nach Großhansdorf durchgehend. Für die Weiterfahrt nach Ohlstedt fährt ein Pendelzug ab Volksdorf, in welchen ohne Wartezeit umgestiegen werden kann.
Da die U4 zwischen Jungfernstieg und Billstedt zusammen mit der Linie U2 auf derselben Strecke verläuft, verkehrt sie im schwächer ausgelasteten Nachtverkehr nur zwischen Jungfernstieg und Elbbrücken. Die Fahrpläne sind dabei so koordiniert, dass an der Station Jungfernstieg in beide Richtungen ein wartefreier Übergang zwischen beiden Linien besteht.
Alle Linien haben eine einheitliche Symmetriezeit, die bei einigen Sekunden nach der Minute ×1 liegt.

## Stationen

Durchschnittliche werktägliche Ein- und Aussteigerzahlen an den U-Bahnhöfen (2016)

Das Netz umfasst 93 Stationen, von denen 84 in Hamburg und neun in Schleswig-Holstein liegen. Die zentralen Knoten sind der Hauptbahnhof mit den beiden Stationen Hauptbahnhof Nord und Hauptbahnhof Süd (verknüpfen alle vier U-Bahn- und fünf S-Bahn-Linien sowie die Regional- und Fernbahn), Berliner Tor (verknüpft drei U-Bahn- und zwei S-Bahn-Linien) und der Stationskomplex aus Jungfernstieg und Rathaus im Zentrum der Innenstadt (verknüpft alle vier U- und zwei S-Bahn-Linien).

### Technische Parameter
Die Bahnsteige der Stationen der Linien U1, U2 und U4 und die der U3-Stationen von Berliner Tor bis Wandsbek-Gartenstadt sowie Schlump, Kellinghusenstraße und Saarlandstraße haben eine Bahnsteiglänge von mindestens 120 Metern, sodass sie von Zügen aus zwei der rund 60 Meter langen Einheiten der Baureihe DT4 bzw. aus drei der rund 40 Meter langen Einheiten der Reihe DT5 und perspektivisch DT6 bedient werden können. Die restlichen 14 Stationen auf dem südlichen, westlichen und nördlichen Teil der Ringlinie, der ältesten U-Bahn-Strecke, verfügen demgegenüber nur über rund 90 Meter lange Bahnsteige, sodass hier maximal Doppeltraktionen der Baureihe DT5 und lediglich Einzelfahrzeuge des Typs DT4 eingesetzt werden können. Eine Verlängerung der kürzeren Bahnsteige ist langfristig vorgesehen, jedoch priorisieren Senat und Hochbahn zunächst den Ausbau der Barrierefreiheit.

### Typologie

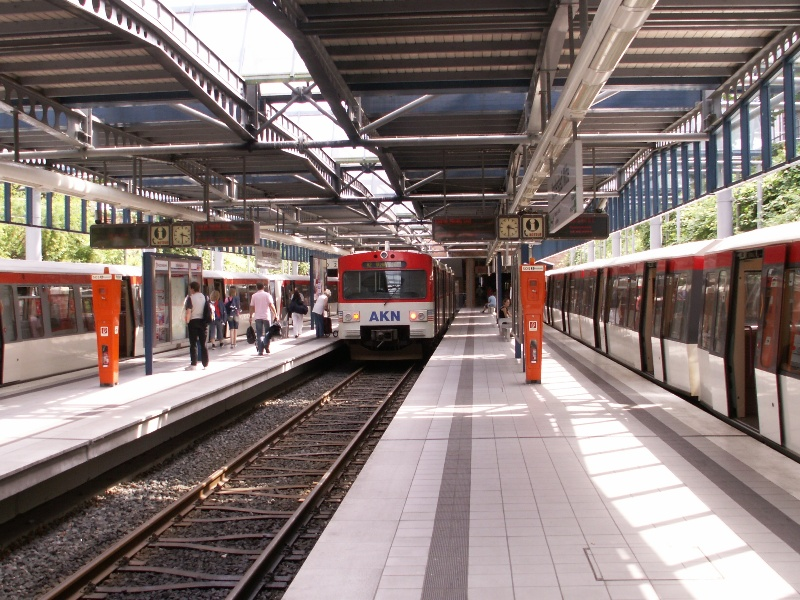
Norderstedt Mitte: Gleis der AKN zwischen Gleisen der U-Bahn

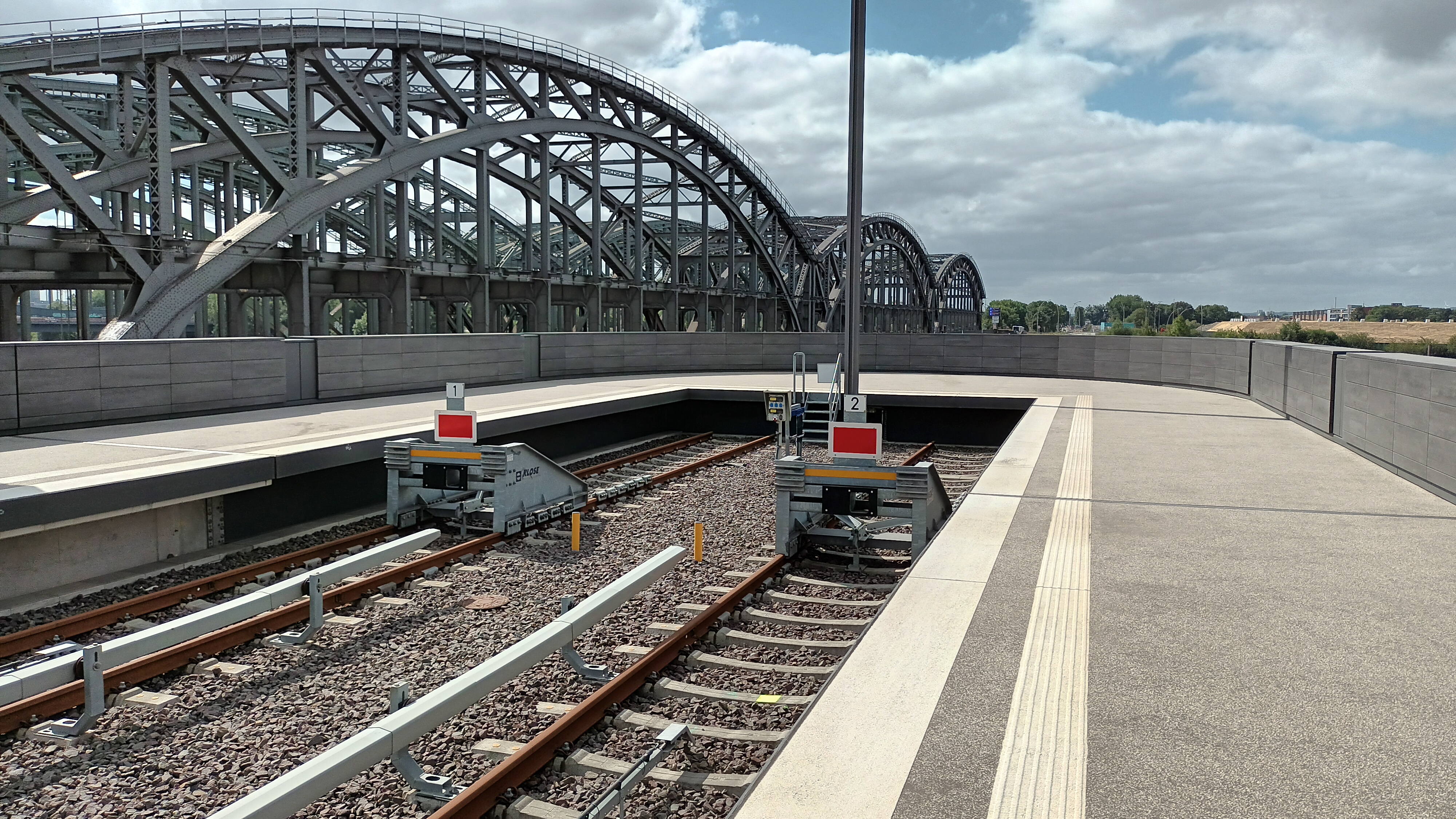
Aussichtsplattform am südlichen Ende der Station Elbbrücken, rechts im Bildhintergrund das Entwicklungsgebiet Grasbrook

Von den 93 Stationen des Netzes liegen 45 im Tunnel, 42 im Einschnitt oder auf einem Bahndamm und sechs auf Viadukten. Alle vier Linien verfügen sowohl über unterirdische als auch über offene Stationen, wobei die U3 bislang als einzige Linie Haltestellen auf einem Viadukt hat. Mit Ausnahme der gemeinsam von U2 und U4 bedienten Strecke zwischen Billstedt und Jungfernstieg verfügen alle Linien an den einzelnen Haltestellen über eigene Gleise.
Der überwiegende Großteil der Haltestellen hat Mittelbahnsteige, so verfügen 70 Stationen mindestens über einen Mittelbahnsteig für jede dort jeweils verkehrende Linie und 22 über Seitenbahnsteige einschließlich der eingleisigen Stationen Ahrensburg Ost und Kiekut. Lübecker Straße ist eine Station, an der eine Linie einen Mittelbahnsteig (U1) nutzt, während die andere Linie an Seitenbahnsteigen (U3) hält.
Die Stationen Berliner Tor, Kellinghusenstraße und Wandsbek-Gartenstadt verfügen jeweils über zwei Mittelbahnsteige, an denen ein bahnsteiggleicher Übergang zwischen den jeweils dort verkehrenden Linien besteht. Die Fahrpläne sind dabei so abgestimmt, dass ein weitgehend wartefreier Anschluss besteht. Ein bahnsteiggleicher Übergang besteht ebenfalls am dreigleisigen Endbahnhof Norderstedt Mitte, an dem das Gleis der AKN zwischen den beiden außenliegenden Gleisen der U1 angeordnet ist.
Das Stationsbauwerk der Linien U2 und U4 am Jungfernstieg verfügt ebenfalls über zwei Mittelbahnsteige, die im Prinzip ebenfalls im Richtungsbetrieb bedient werden. Da beide Linien östlich von Jungfernstieg allerdings dieselbe Strecke nutzen, ergeben sich hieraus für Fahrgäste nur begrenzte Vorteile.
Die Stationen Barmbek, Billstedt, Farmsen und Saarlandstraße verfügen ebenfalls jeweils über zwei Mittelbahnsteige, um die dort ein- und aussetzenden Züge von den weiterverkehrenden Zügen zu trennen, in Barmbek werden außerdem die über den Ring und die nach Wandsbek-Gartenstadt verkehrenden Züge getrennt.
Der dreigleisige Verzweigungsbahnhof Volksdorf verfügt über einen Seiten- und einen Mittelbahnsteig, wobei der Seitenbahnsteig für die stadtauswärts und der Mittelbahnsteig für die stadteinwärts verkehrenden Züge genutzt wird. Der Großhansdorfer und der Ohlstedter Streckenast verfügen hierbei jeweils über ein eigenes Gleis am Mittelbahnsteig. Zu den Tagesrandzeiten, wenn der Ohlstedter Ast nicht zur Innenstadt durchgebunden wird bzw. aus Richtung Innenstadt nur Großhansdorf direkt angebunden wird, dient das Gleis des Ohlstedter Astes auch der Abfahrt nach Ohlstedt. Im Rahmen der Verlängerung der U4 zur Horner Geest wird der künftige Verzweigungsbahnhof Horner Rennbahn um eine separate eingleisige Bahnsteighalle erweitert, die analog zu Volksdorf von den stadtauswärts verkehrenden Zügen sowohl der U4 als auch der U2 genutzt wird, während die stadteinwärts fahrenden Züge der beiden Linien jeweils ein eigenes Gleis am bestehenden Mittelbahnsteig der Station erhalten werden.
Die U3 verfügt am Bahnhof Schlump ebenfalls über einen Seiten- und einen Mittelbahnsteig, wobei die Linie im Regelbetrieb Gleis 1 an der Westseite des Mittelbahnsteigs (stadteinwärts) und Gleis 3 am Seitenbahnsteig (stadtauswärts) nutzt, während das zweite Gleis am Mittelbahnsteig nur für Verstärkerfahrten und bei Umleitungen genutzt wird.
Der Endbahnhof Elbbrücken verfügt über Seitenbahnsteige, die an ihrem südlichen Ende durch eine Aussichtsplattform miteinander verbunden sind. Die Verbindung würde mit Umsetzung der geplanten Verlängerung der U4 über die Norderelbe allerdings zurückgebaut, um den Streckengleisen Platz zu geben.
Die Stationen Gänsemarkt, Hauptbahnhof Nord, Hauptbahnhof Süd (U3) und Messehallen verfügen jeweils über sogenannte verkappte Mittelbahnsteige, die nur an den Bahnsteigenden und über einige Querschläge miteinander verbunden sind.
Die Stationen Hauptbahnhof Nord, Sengelmannstraße und das Stationsbauwerk der Linien U2 und U4 am Jungfernstieg wurden in Hinblick auf den Bau der in den 1960er und 1970er Jahren ebenfalls unter dem Projektnamen U4 geplanten Strecke (Winterhude – Hauptbahnhof – St. Pauli – Altona – Lurup) mit jeweils zwei Mittelbahnsteigen für einen viergleisigen Betrieb erstellt. Da die früheren Planungen nicht zur Umsetzung kamen, blieben diesen baulichen Vorleistungen über Jahrzehnte ungenutzt; am Hauptbahnhof werden bisher lediglich die beiden inneren der vier Bahnsteigröhren genutzt, an der Sengelmannstraße ist nur der südliche Bahnsteig in Betrieb und die beiden äußeren Gleiströge am Jungfernstieg wurden erst mit Eröffnung der neuen U4 im Jahr 2012 in Nutzung genommen. Im Zuge der Umsetzung der Strecke der U5 sollen die Vorleistungen am Hauptbahnhof und an der Sengelmannstraße jedoch aktiviert und in die neue Linie eingebunden werden.

### Zugänglichkeit und Barrierefreiheit

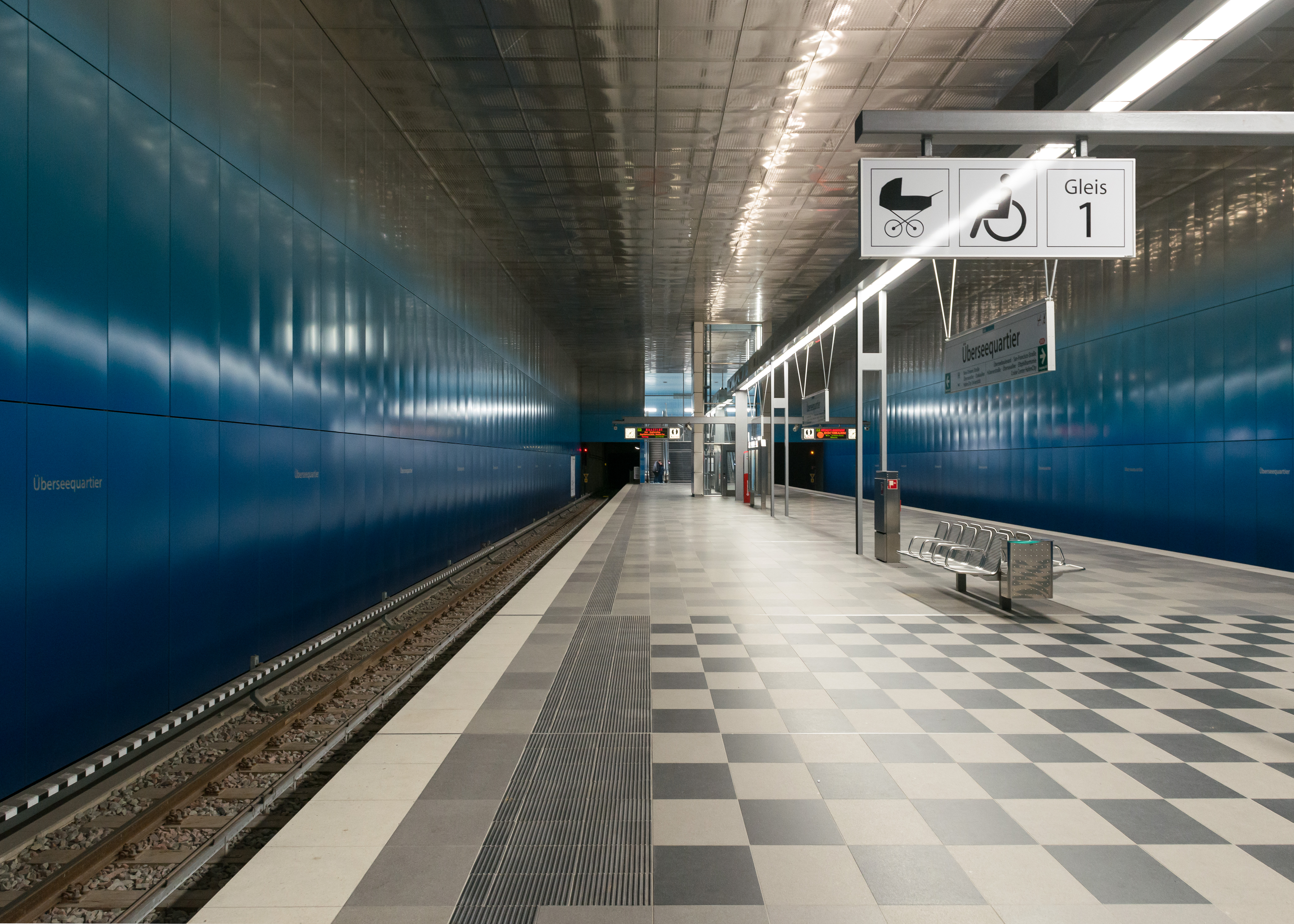
Schachbrett-Markierung und taktiler Leitstreifen auf dem Bahnsteig der bereits zur Erstinbetriebnahme barrierefreien Station Überseequartier

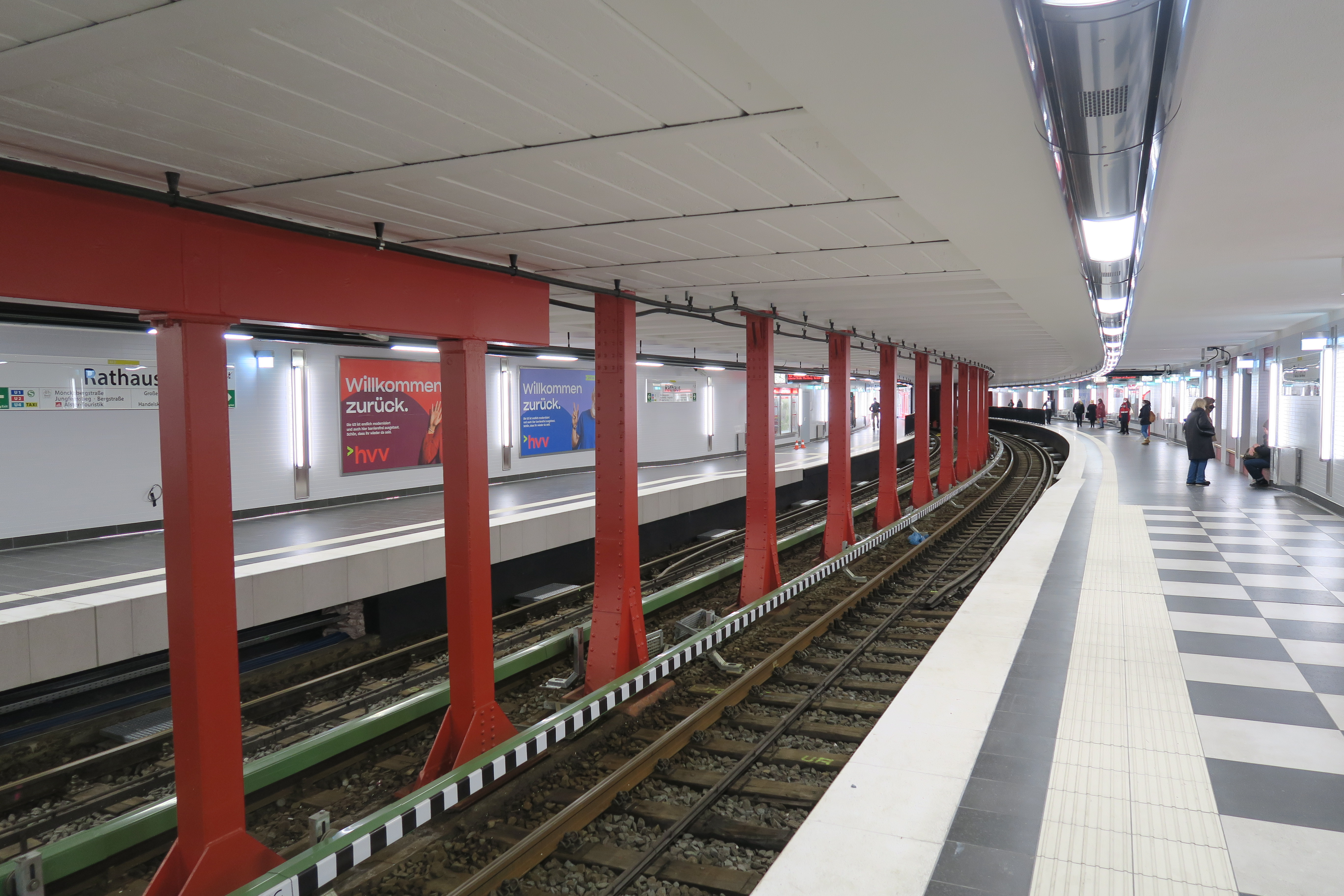
Nachträglich teilerhöhter Bahnsteig an der Station Rathaus

Mit Ausnahme der fünf Haltestellen Meßberg und Kiekut (jeweils Linie U1) und Saarlandstraße, Sierichstraße und Sternschanze (jeweils Linie U3) sind alle Stationen des Netzes mit Aufzügen und einem taktilen Leitsystem ausgestattet und so auch für Fahrgäste mit verminderte körperlicher Beweglichkeit wie beispielsweise Rollstuhlfahrer, für Personen mit Kinderwagen oder Rollatoren und für Personen mit vermindertem Sehvermögen uneingeschränkt zugänglich.
Von den insgesamt 88 barrierefrei zugänglichen Stationen verfügen 35 über Bahnsteige, die auf gesamter Länge auf das Einstiegsniveau der Züge angehoben sind und somit entlang des gesamten Zuges einen stufenlosen Einstieg ermöglichen. An den anderen Stationen ist lediglich ein Abschnitt des Bahnsteigs – in der Regel in dessen Mitte – erhöht ausgeführt und erlaubt nur hier einen stufenlosen Einstieg. Entsprechend halten die Züge stets mit den gleichen Wagen an den erhöhten Bahnsteigabschnitten der einzelnen Stationen. Die Teilerhöhung findet sich ausschließlich an nachträglich barrierefrei ausgebauten Haltestellen, allerdings wurde auch ein Teil der nachträglich ausgebauten Stationen mit vollständig erhöhten Bahnsteigen ausgestattet.
Die Bahnsteigbereiche, die an allen entsprechend ausgebauten Stationen einen stufenlosen Einstieg erlauben, sind durch eine schachbrettartige Bodenmarkierung und über Kopfhöhe mit Hinweistafeln mit Piktogrammen von Rollstuhl und Kinderwagen ausgewiesen. Die Wagentüren, die beim Halten des Zugs an den erhöhten Bereichen liegen, sind mit einem entsprechenden Schachbrett-Piktogramm versehen. Die Bodenmarkierung wird auch an Stationen mit vollständig auf Einstiegshöhe des Zugs liegendem Bahnsteig verwendet, um hier einsteigenden Fahrgästen das Auffinden der Wagentüren zu erleichtern, die in Stationen mit nur teilerhöhtem Bahnsteig einen stufenlosen Ausstieg ermöglichen. Aufgrund dieser Teilerhöhung halten Kurzzüge auch bei Stationen mit nur einem Zugang meistens in der Mitte des Bahnsteigs und nicht in unmittelbarer Nähe zum Zugang.
Die Hochbahn verwendet keine automatische Steuerung für einen passgenauen Halt der Zugmitte an den teilerhöhten Bahnsteigbereichen. Stattdessen muss der Zugfahrer manuell auf einen Punkt hin bremsen, der durch die Wagenzahl des jeweiligen Zuges bestimmt ist. Hierzu befinden sich gegenüber der Bahnsteigkante an der Außenseite der Stromschienenabdeckung an den entsprechenden Stellen Schilder mit der jeweiligen Wagenanzahl.
Barrierefreier Ausbau

Ein zentrales Vorhaben des Senats und der Hochbahn ist der barrierefreie Ausbau aller Stationen im Hamburger Stadtgebiet. Die geplanten Maßnahmen umfassen den Einbau eines Aufzugs pro Bahnsteig, die Teil- sowie an einigen Stationen die Vollerhöhung der Bahnsteige zur Schaffung eines stufenfreien Einstiegs und die Installation eines taktilen Bodenleitsystems.
Der barrierefreie Ausbau der U-Bahn-Stationen begann 1990 mit der U1-Haltestelle Fuhlsbüttel und bis 2011 konnten rund 40 Prozent der Haltestellen entsprechend angepasst werden. Insbesondere in den 2000er Jahren verliefen die Arbeiten nur schleppend: Zwischen 2003 und 2010 wurden lediglich 7 Stationen angepasst. Seit 2011 stellt die Freie und Hansestadt Hamburg jedoch zusätzliche Zuschüsse für den barrierefreien Ausbau zur Verfügung, wodurch die Zahl der angepassten Stationen erheblich erhöht werden konnte. Für die erste Ausbaustufe wurden im Jahr 2012 18 Haltestellen benannt, die zwischen 2012 und 2015 ausgebaut wurden. Tatsächlich wurden 17 bestehende Haltestellen in diesen Jahren ausgebaut und in Betrieb genommen. Die U4 wurde mit der Anpassung der Station Rauhes Haus im Dezember 2015 die erste vollständig barrierefreie Linie des Netzes. Im August 2014 stellte die Hochbahn die Planungen für eine weitere Ausbaustufe vor, in der bis Ende 2016 zehn weitere Haltestellen angepasst wurden.
Für die Umsetzung der ersten Ausbaustufe stellte der Senat zusätzliche Mittel in Höhe von 32 Mio. Euro zur Verfügung, für die nach 2015 ausstehenden Maßnahmen erwartete die Hochbahn im Sommer des genannten Jahres nach einer Grobschätzung ein Investitionsvolumen von rund 100 Mio. Euro. Im Dezember 2015 prognostizierte das Unternehmen ein Investitionsvolumen von 180 Millionen Euro für den Umbau der 33 Haltestellen der Phase II. Als besonders aufwändig wurde bzw. wird die Anpassung der Stationen Landungsbrücken und Sternschanze angesehen, da diese jeweils in einer Kurve liegen, durch die sich besonders große Abstände zwischen Bahnsteig und Türen ergeben. Die Hochbahn schloss einen Neubau der Stationen zur Begradigung des Schienenverlaufs nicht aus. Für Landungsbrücken wurde jedoch eine Alternative gefunden: Bewegliche Gummilamellen, die betreten werden können, verkürzen den Abstand zwischen Bahnsteig und Zug.
Die nachfolgende Tabelle gibt einen Überblick über die Planungen zum Ausbau der bislang nicht barrierefreien Stationen in Hamburg. Für die in Schleswig-Holstein gelegene Station Kiekut verfolgt der für die Finanzierung zuständige Kreis Stormarn keinen Umbau, sodass sie nach Umsetzung der laufenden Planungen die einzige nicht barrierefreie Station des Netzes wäre.
| Station        | Linie | Status            | geplante Fertigstellung | Anmerkungen |
| -------------- | ----- | ----------------- | ----------------------- | --- |
| Meßberg        |       | in Umsetzung      | Sommer 2025             | – |
| Saarlandstraße |       | in Umsetzung      | Sommer 2026             | – |
| Sierichstraße  |       | Anpassung geplant | Umsetzung ab 2028       | – |
| Sternschanze   |       | Anpassung geplant | Umsetzung ab 2024       | Prüfung eines vollständigen Neubaus aufgrund der nur schwierig barrierefrei zu gestaltenden Kurvenlage der Station |

### Verknüpfung mit anderen Verkehrsmitteln

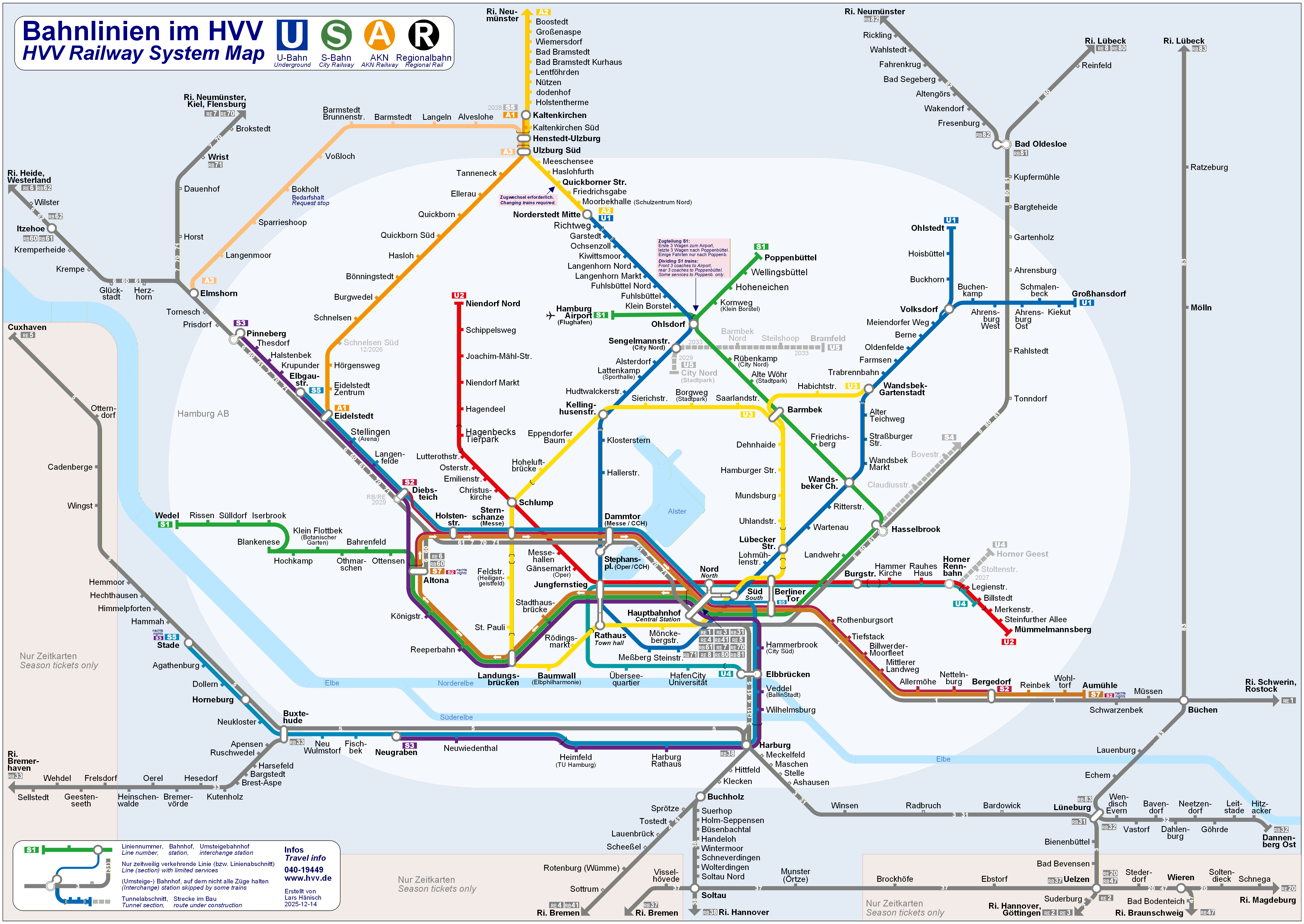
Bahnlinien im HVV

Die U-Bahn ist gut mit der S-Bahn verknüpft und bietet an den einzelnen Stationen überwiegend günstige Umsteigerelationen mit vergleichsweise kurzen Laufwegen zwischen den Bahnsteigen der einzelnen Linien. Am Hauptbahnhof und an der Station Stephansplatz besteht weiterhin ein Übergang zum Fern- und Regionalverkehr, am Hauptbahnhof ferner zum ZOB mit überregionalen und internationalen Busverbindungen.
An der Station Landungsbrücken besteht ein Übergang zu den Elbfähren der HADAG, am Jungfernstieg zu den Alsterschiffen der Alster-Touristik, letztere sind jedoch nicht (mehr) in den Tarif des HVV integriert.
Die Stationen Barmbek, Berliner Tor, Christuskirche, Elbbrücken, Feldstraße, Habichtstraße, Hallerstraße, Hamburger Straße, Hauptbahnhof Nord/Süd, Kellinghusenstraße, Lattenkamp, Lutterothstraße, Merkenstraße, Rödingsmarkt, Saarlandstraße, Schlump, Stephansplatz und Wandsbek Markt sind mit sogenannten hvv switch-Punkten (bis Anfang 2020 switchh) verknüpft, an denen Zugang zu Leihstationen des städtischen Fahrradverleihdienstes StadtRAD Hamburg und zu Carsharing-Fahrzeugen verschiedener Anbieter besteht. Darüber hinaus verfügen mit Ausnahme von Sierichstraße alle Stationen innerhalb des Rings 2 über StadtRAD-Stationen. An 19 Stationen stehen kostenpflichtige P+R-Anlagen zur Verfügung.
An folgenden Stationen bestehen Übergänge zwischen verschiedenen U-Bahn- und/oder S-Bahn-Linien (die gemeinsam von U2 und U4 bedienten Stationen nicht berücksichtigt):
| Station/Stationskomplex                             | verknüpfte Schnellbahnlinien                        | Anmerkungen |
| --------------------------------------------------- | --------------------------------------------------- | --- |
| Barmbek                                             |                                                     | Halt von U- und S-Bahn an benachbarten Bahnsteigen in paralleler Lage, S-Bahn mit Mittelbahnsteig, U-Bahn mit zwei Richtungsbahnsteigen auf Bahndamm |
| Berliner Tor                                        |                                                     | separate Stationsbauwerke für U- und S-Bahn; zwischen den U-Bahn-Linien auf der −2-Ebene bahnsteiggleicher Umstieg im Richtungsverkehr mit koordinierten Abfahrtszeiten; zwischen den S-Bahn-Strecken (S1/S5 auf −1-Ebene, S2 auf +1-Ebene) Verbindungsweg über mehrere Treppen |
| Elbbrücken                                          |                                                     | separate Stationsbauwerke für U- und S-Bahn mit Seitenbahnsteigen in paralleler Lage auf +1-Ebene, die über eine rund 60 Meter lange, eingehauste Brücke auf +2-Ebene miteinander verbunden sind |
| Hauptbahnhof Süd / Hauptbahnhof Nord / Hauptbahnhof |                                                     | die separaten Stationsbauwerke für die U-Bahn-Linien U1 und U3 (Hauptbahnhof Süd) und U2 und U4 (Hauptbahnhof Nord) liegen rund 150 Meter Fußweg voneinander entfernt, dazwischen befinden sich die beiden Richtungsbahnsteige der S-Bahn (Hauptbahnhof) |
| Jungfernstieg / Rathaus                             |                                                     | größter Stationskomplex des Hamburger Schnellbahnnetzes in Tunnellage, bestehend aus der Station Jungfernstieg und der über eine unterirdische Fußgängerpassage mit ihr verbundenen Station Rathaus mit Seitenbahnsteigen; der Mittelbahnsteig der U1 liegt auf –2-Ebene rechtwinklig über dem Mittelbahnsteig der S-Bahn auf –3-Ebene und ist über eine Treppe direkt mit diesem verbunden; die zwei Richtungsbahnsteige der U2/U4 liegen auf der –4-Ebene |
| Kellinghusenstraße                                  |                                                     | bahnsteiggleicher Umstieg im Richtungsverkehr mit koordinierten Abfahrtszeiten zwischen den Linien (Richtung Süd/Südwest und Nord/Ost), zwei Mittelbahnsteige auf Bahndamm |
| Landungsbrücken                                     |                                                     | separate, übereinander angeordnete Stationsbauwerke für U-Bahn (Seitenbahnsteige auf +2-Ebene) und S-Bahn (Mittelbahnsteig auf −1-Ebene) |
| Lübecker Straße                                     |                                                     | separate Stationsbauwerke für die Linien mit kurzem unterirdischem Verbindungsweg, U1 mit Mittelbahnsteig auf −2-Ebene, U3 mit Seitenbahnsteigen auf −1-Ebene |
| Norderstedt Mitte                                   |                                                     | bahnsteiggleicher Umstieg auf –1-Ebene; Einzelgleis der AKN ist zwischen den beiden Gleisen der U1 angeordnet |
| Ohlsdorf                                            |                                                     | Halt von U- und S-Bahn an benachbarten Inselbahnsteigen in paralleler Lage auf Bahndamm |
| Rödingsmarkt / Stadthausbrücke                      |                                                     | keine offizielle Verknüpfungsstation, jedoch liegt die Hochbahnstation Rödingsmarkt (Seitenbahnsteige) nur rund 180 Meter Fußweg von der S-Bahn-Tunnelstation Stadthausbrücke (Mittelbahnsteig auf −2-Ebene) entfernt |
| Schlump                                             | U-Bahn-Linie 2 (Hamburg) · U-Bahn-Linie 3 (Hamburg) | separate, übereinander angeordnete Stationsbauwerke für die beiden Linien, Mittelbahnsteig der U2 auf −2-Ebene, Mittelbahnsteig (Richtung Süden) und Seitenbahnsteig (Richtung Norden) der U3 auf −1-Ebene |
| Stephansplatz / Dammtor                             |                                                     | der Mittelbahnsteig Stephansplatz auf –2-Ebene ist über einen rund 180 Meter langen Fußweg auf Straßenebene mit dem Dammtor-Bahnhof verbunden |
| Sternschanze                                        |                                                     | separate Stationsbauwerke für U-Bahn-Mittelbahnsteig (−1-Ebene) und S-Bahn-Mittelbahnsteig (+1-Ebene auf Bahndamm) mit kurzem Verbindungsweg über Treppen |
| Wandsbeker Chaussee                                 |                                                     | separate Stationsbauwerke für U-Bahn (−2-Ebene) und S-Bahn (−1-Ebene im Einschnitt) mit kurzem Verbindungsweg auf Straßenebene |
| Wandsbek-Gartenstadt                                |                                                     | bahnsteiggleicher Umstieg im Richtungsverkehr mit koordinierten Abfahrtszeiten an zwei Mittelbahnsteigen zwischen den Linien, U3 auf den Mittelgleisen |

### Ausstattung mit WLAN
In Kooperation mit wilhelm.tel sind alle Haltestellen mit WLAN ausgestattet. Der Zugang zum Internet ist ohne Registrierung und kostenfrei möglich.
Als erste Haltestelle wurde der Bahnhof Norderstedt Mitte mit WLAN zusammen mit fast allen anderen Stationen der AKN ausgestattet, der Betrieb startete im Mai 2015.
Bei der Hamburger Hochbahn begann im April 2016 eine sogenannte Pilotphase in den Stationen Borgweg und Mönckebergstraße, 2017 waren alle 25 Stationen der Linie U3 versorgt, im Frühjahr 2018 auch alle Haltestellen der Linien U2 und U4. Im Mai 2018 war der Westteil der U1 zwischen Norderstedt und Jungfernstieg vollständig abgedeckt, im Sommer 2018 folgten die restlichen Haltestellen der U1, sodass die Ausstattung mit WLAN abgeschlossen ist.

## Geschichte

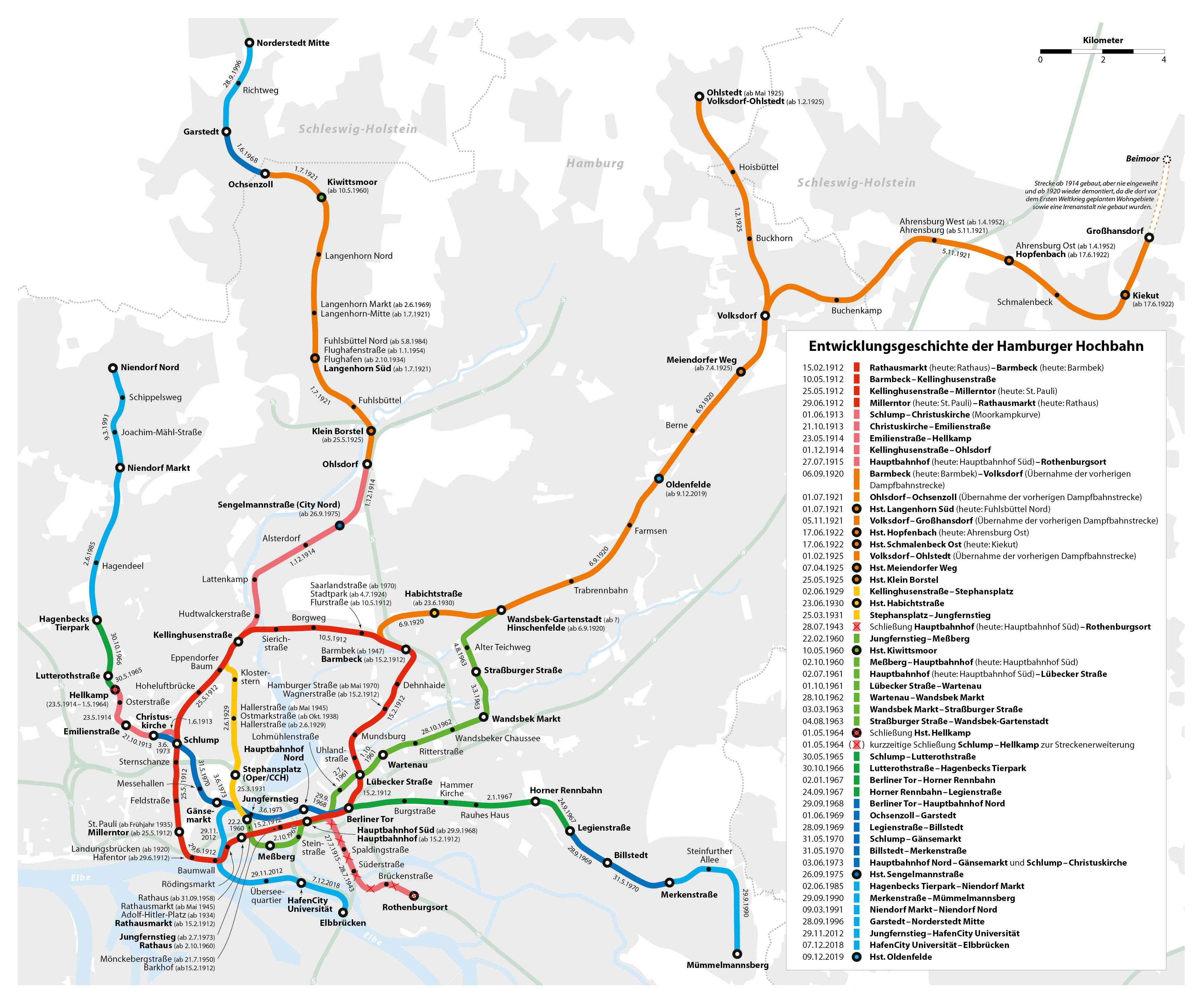
Streckenkarte mit Darstellung der Netzentwicklung

Hamburg war 1912 mit der Inbetriebnahme der ersten Strecke die dritte deutsche Stadt mit einer eigenen U-Bahn, nach Berlin (1902) und Schöneberg (1910, Strecke ist heute als Linie U4 Bestandteil der Berliner U-Bahn). Erst 1971 kamen die U-Bahn München sowie 1972 die U-Bahn Nürnberg hinzu.
Die Entwicklungsgeschichte der Hamburger Hoch- und Untergrundbahn gliedert sich im Wesentlichen in folgende Phasen:
1. ab 1890 Planung und Bau erster Strecken
2. ab 1912 Inbetriebnahme des ersten Streckenabschnittes
3. ab 1923 Zusammenwachsen zu einem Schnellverkehrssystem
4. ab 1955 Ersetzung der Straßenbahn durch Omnibus und U-Bahn (sogen. gebrochener Verkehr)
5. ab 1975 Erweiterungen des Streckennetzes

### Vorbereitungen und Baubeginn ab 1906

Tunnelbauarbeiten am Steintorplatz 1910, heutige Haltestelle Hauptbahnhof Süd

Ende des 19. Jahrhunderts kam die Idee eines schnellen städtischen Verkehrsmittels auf. Hierbei wurden Streckenführung und Art des Verkehrsmittels bis ins 20. Jahrhundert hinein diskutiert – unter anderem war eine Hängebahn nach Vorbild der Wuppertaler Schwebebahn im Gespräch. 1906 erteilte daraufhin der Hamburger Senat einen Bauauftrag für die Hoch- und Untergrundbahn an Siemens & Halske und die AEG in Berlin. Der erste Spatenstich wurde am 7. Oktober 1906 für eine Ringstrecke mit der Linienführung Hauptbahnhof – Berliner Tor – Barmbeck – Kellinghusenstraße – Schlump – Landungsbrücken – Rathaus – Hauptbahnhof mit drei Abzweigungen nach Eimsbüttel, Ohlsdorf und Rothenburgsort vollzogen. 1911 erfolgte die Gründung der Betreibergesellschaft „Hamburger Hochbahn AG“.

### Eingesetzte Wagen
Für die Hamburger Hochbahn wurden in mehreren Lieferserien von verschiedenen Waggonbaufabriken vierachsige Elektrotriebwagen mit je einem Führerstand beschafft, die mit einer elektrischen Ausrüstung jeweils von SSW bzw. von AEG. Die Außenachsen jedes Drehgestells wurden durch jeweils einen Gleichstrommotor angetrieben, die Motoren von SSW hatten eine Leistung von 74 kW, die der AEG 81 kW. Die Stromaufnahme von der seitlich am Gleis befindlichen Stromschiene erfolgte über Stromabnehmer-Gleitschuhe, die an einem Holzbalken am Drehgestell befestigt waren.
Anfangs gab es bei der Hamburger Hochbahn zwei Wagenklassen, die II. und die III. Klasse. Die beschafften Wagen bestanden etwa je zur Hälfte aus Wagen III. Klasse und gemischtklassigen Wagen. Die Wagenhälften der II. Klasse, die sich an der Seite ohne Führerstand befanden, waren besser ausgestattet, so gab es hier mit Leder bezogene gepolsterte Sitzbänke, der Fußboden war mit Linoleum ausgelegt. Im Gegensatz dazu bestanden die ergonomisch geformten Sitzflächen und -lehnen bei der III. Klasse aus dunkel gebeizten Eichenholzlatten, der Fußboden war mit Holzlatten belegt. Die Außenlackierung der Wagenkästen unterschied die beiden Wagenklassen im Bereich unterhalb der Fenster. Im Dezember 1920 wurde die Klassenaufteilung aufgegeben. Stattdessen wurde von 1921 bis 1963 in einigen Wagen(teilen) das Rauchen erlaubt, die dafür mit kleinen Aschenbechern ausgerüstet wurden.

### Inbetriebnahme und Netzerweiterungen bis in die 1930er Jahre

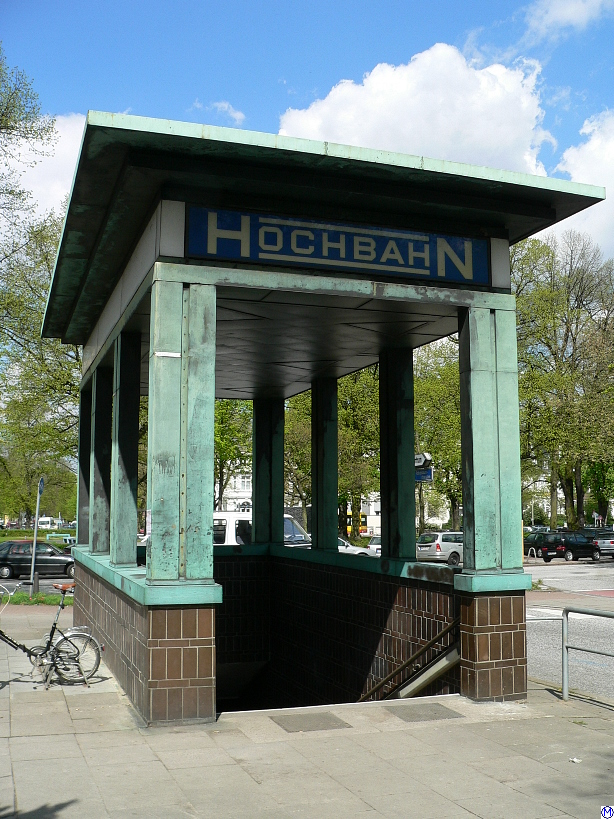
Historischer Schriftzug „HochbahN“ am U-Bahnhof Klosterstern

Am 15. Februar 1912, zehn Jahre nach der Inbetriebnahme der Berliner U-Bahn und zwei Jahre nach der Inbetriebnahme der kommunalen U-Bahn Schöneberg, wurde die dritte deutsche U-Bahn mit dem ersten Teil der Ringstrecke zwischen Barmbeck (heute Barmbek) und Rathausmarkt (heute Rathaus) eröffnet. Die Strecke bestand aus Tunnel-, Damm- und Viadukt-Abschnitten. Es folgten schrittweise weitere Streckeneröffnungen, bis am 29. Juni 1912 der Ring geschlossen und 1915 das geplante Grundnetz mit Ringlinie und Zweigstrecken nach Hellkamp in Eimsbüttel (Tunnel), Ohlsdorf (Damm) und Rothenburgsort (Viadukt) komplettiert waren. Ab 1918 erfuhr das Streckennetz weitere Streckenverlängerungen, so von Ohlsdorf bis Ochsenzoll auf der Langenhorner Bahn und der neuen Walddörferbahn von Barmbeck mit Abzweigungen nach Groß Hansdorf (heute Großhansdorf) und Ohlstedt, bevor 1931 mit der KellJung-Strecke als schnelle Innenstadtverbindung die letzte Netzerweiterung vor dem Zweiten Weltkrieg erfolgte.
1938 wurden bei der U-Bahn 17.162.312 Wagenkilometer geleistet, die Zahl der beförderten Personen betrug 70.636.415, mit der Walddörfer/Wohldorfer Bahn 78,9 Millionen, die mittlere Reiselänge lag bei 5,7 km.

### Zerstörungen im Zweiten Weltkrieg
Aufgrund der Schäden durch die starken Bombardierungen im Zweiten Weltkrieg musste im Sommer 1943 der Betrieb der U-Bahn zeitweise eingestellt werden. Die Viadukt-Strecke vom Hauptbahnhof nach Rothenburgsort wurde wegen der völligen Zerstörung der durchquerten Stadtviertel nicht wieder aufgebaut. Fünf Jahre dauerte es, bis – mit Ausnahme der Strecke nach Rothenburgsort – das gesamte Netz wieder intakt war. Im Jahr 1954 wurden mit der U-Bahn 153,9 Millionen Personen befördert, die mittlere Reiselänge lag bei 7,1 km.

### Neue Planungen in den 1950er Jahren
Die Denkschrift des Senats der Freien und Hansestadt Hamburg zur Neuordnung des Hamburger Stadtverkehrs von 1955 regte nach einer Bestandsanalyse die Verlängerung bestehender und Einrichtung neuer U-Bahn-Strecken an, damit die Verkehrsleistung erhöht und die hohe Belastung der Straßen(bahnstrecken) an der Oberfläche der inneren Stadt verringert wird. Dazu sollte zunächst die bisher am Jungfernstieg endende U-Bahn-Strecke über Meßberg, Hauptbahnhof, Lübecker Straße und Wandsbek bis Farmsen zur Walddörferbahn verlängert werden (was tatsächlich 1960–1963 realisiert wurde). Die durch das bisherige Kehren der Züge am Bahnsteig beschränkte Taktfolge von 2½ Minuten würde sich verringern lassen, außerdem wird eine geringere Streckenbelastung des östlichen U-Bahn-Rings erwartet, da die Züge der Walddörferbahn auf der neuen Strecke schneller die Innenstadt erreichen. Als Nächstes war eine neue U-Bahn-Strecke von Jungfernstieg über den Großneumarkt, St. Pauli und Bf. Altona nach Ottensen vorgesehen.

### Netzausbau ab 1955

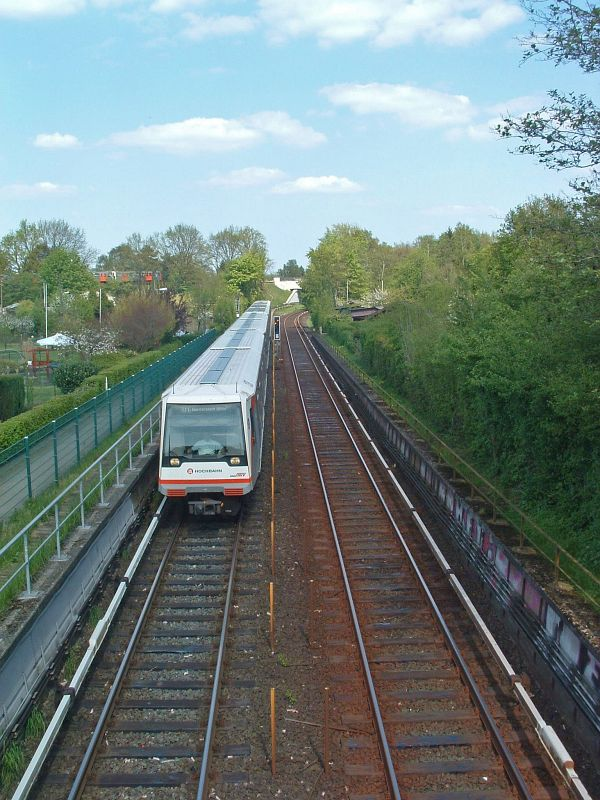
Offene Strecke der Linie U1

Nach Baubeginn 1955 fand 1960 mit der Verlängerung der KellJung-Linie in der Innenstadt nach knapp 30 Jahren die erste Netzerweiterung statt. In mehreren Zwischenschritten wurde die Strecke 1963 bis Wandsbek-Gartenstadt in Betrieb genommen. Das Streckennetz der U-Bahn umfasste nun eine Länge von 67,9 km. In den Folgejahren wurden, auch im Zusammenhang mit der fortschreitenden Stilllegung des Straßenbahnnetzes, bis 1973 in kurzen Abständen weitere Streckenabschnitte eröffnet. So begann 1962 der Bau einer Durchmesserstrecke Stellingen – Billstedt. Ihren westlichen Abschnitt bildet die Eimsbütteler Zweigstrecke, die 1966 bis Hagenbecks Tierpark verlängert wurde. Der östliche Streckenteil ging bis 1970 nach schrittweisen Verlängerungen vom Berliner Tor bis Horner Rennbahn (2. Januar 1967), Legienstraße (24. September 1967), Billstedt (28. September 1969) und Merkenstraße (31. Mai 1970) in Betrieb.
Die Aufteilung des U-Bahn-Netzes in drei Linien wurde im Jahr 1963 nach Fertigstellung der Wandsbeker Strecke möglich. Im Mai 1969 ging die Verlängerung von Ochsenzoll nach Garstedt der U1 in Betrieb. 1973 folgte die durchgängige Innenstadtquerung zwischen Schlump und Berliner Tor, nachdem die Abschnitte Hauptbahnhof Nord – Berliner Tor (– Barmbek) ab 1968 durch die Linie U21 und Schlump – Gänsemarkt ab 1970 durch die Linie U22 bedient wurden. Von da an bis 2009 wurde die Ringstrecke nicht mehr durchgehend durch eine Linie bedient.
Begründet durch die wirtschaftliche Rezession stagnierte, trotz zahlreicher Planungen, der Ausbau des U-Bahn-Netzes ab 1973. Erst 1985 konnte mit der Nordverlängerung der U2 nach Niendorf Markt eine Netzerweiterung vollzogen werden. Diese Strecke führt seit 1991 weiter bis Niendorf Nord. 1990 erreichte die U3 mit der erneuten Verlängerung zwischen Merkenstraße und Mümmelmannsberg den Ostrand der Stadt. Im Jahr 1996 wurde der Teil der Alsternordbahn zwischen Garstedt und Norderstedt Mitte durch die verlängerte U1 ersetzt.
Im Juni 2009 erfolgte der Tausch der Ostäste der Linien U2 und U3, damit die stark nachgefragte Verbindung von Billstedt mit der Innenstadt mit Langzügen bedient werden kann.
Ab 2007 wurde die Strecke vom Jungfernstieg (Außengleise der untersten Bahnsteigebene) zur HafenCity für die neue Linie U4 gebaut und ging am 28. November 2012 in Betrieb.

## Technik

### Wartung
Zur Wartung der Züge sind drei Betriebswerkstätten in Barmbek, Farmsen und Billstedt vorhanden. Letztere ist die neueste und wurde erst 2020 in Betrieb genommen. Sie wird hauptsächlich für die Züge der Linie U2 und U4 verwendet. Eine weitere Betriebswerkstatt wird derzeit zusammen mit der U5 an der Sengelmannstraße gebaut. Nach Fertigstellung im Jahr 2029 sollen dort die fahrerlosen Züge der U5 gewartet werden.

### Abfertigung

#### Fahrgastabfertigung
Der Fahrkartenverkauf bei der Hamburger Hochbahn wurde viele Jahrzehnte lang durch Personal in Fahrkartenausgaben an den Haltestelleneingängen durchgeführt. Die Zu- und Abgänge zu bzw. von den Bahnsteigen wurden durch Personal kontrolliert. Meist wurden an Passimetern die Fahrkarten beim Zugang gelocht und beim Abgang kontrolliert und eingesammelt. Die ständige Kontrolle an den Abgängen wurde im Jahr 1953 aufgegeben. Ab Ende der 1950er Jahre wurden an den Ausgängen neue, standardisierte Sperrenanlagen mit mechanischen Sperrschranken eingeführt. Durch das Gewicht des sich von der Bahnsteigseite her nähernden Fahrgastes auf einem unter einer Gummimatte untergebrachten Drucktaster wurde die Schranke freigegeben und fiel nach Durchgang des Fahrgastes durch Federdruck wieder zu. Meist gab es drei dieser Durchgänge nebeneinander, getrennt durch Stahlgitter, die oben einen Handlauf aus Holz hatten, in dem ein Schlitz zum Einwurf der abgefahrenen Fahrkarten eingelassen war, die in dem darunter befindlichen Kasten gesammelt wurden.
Neben den Sperren zum Ausgang gab es – bei Stationseingängen mit größerem Fahrgastandrang mehrere – Fahrkartenausgaben, meist eine an der rechten Seite des Zugangs, wo aus einem Raum heraus über einen Schalter die Fahrkarten verkauft wurden. Die Einzelkarten der verschiedenen Preisstufen wurden dabei aus mehreren, elektrisch über Drucktasten gesteuerten Druckwerken aus (bis Mitte der 1960er Jahre in unterschiedlich eingefärbtem) dünnen Karton von der Rolle bedruckt und anschließend abgeschnitten und ausgeworfen. Dabei erschien die Uhrzeit (in 5-Minuten-Sprüngen) auf der Mitte der Rückseite.
Bei der HHA wurden (bis heute) keine Mehrfahrtenkarten ausgegeben, auch fand praktisch kein Vorverkauf statt. So gab es auch nie Entwerter bei der HHA. Zeitkarten (Wochen- und Monatskarten) sowie Touristenkarten (3-Tage-Karte) wurden dagegen auch ausgegeben. Zwischen der rechten Seitenwand und den Ausgangssperren befand sich meist ein verglaster Kasten, wo zunächst zwei weitere Fahrkartenausgaben/Zugangskontrollen hintereinander platziert, eine für den rechten und eine für den linken Durchgang befanden. Die entsprechenden Durchgänge waren nur bei Besetzung dieser Fahrkartenausgabe(n) mit Personal geöffnet, ansonsten mit einer Schranke gesperrt.
1962/1963 wurde ein neuer Tarif für die Benutzung der Verkehrsmittel der Hamburger Hochbahn AG und der HADAG eingeführt, wobei die Grundstruktur der Zoneneinteilung für den Zeitkartentarif in Hamburg noch heute beim HVV besteht. Ziel war die Erhöhung des Anteils von Zeitkartenkunden, um den Verkauf von Einzelkarten zu verringern und das Personal zu entlasten, was auch gelang. Nun konnten die Zugangssperren in der Mitte der Abfertigungsanlagen unbesetzt bleiben und für den ungehinderten Durchgang für Zeitkartenkunden (zunächst nur während der Hauptverkehrszeiten) bei Zugängen mit hohem Fahrgastaufkommen geöffnet werden. Zur weiteren Entlastung beim Verkauf von Einzelfahrkarten an den U-Bahn-Stationen wurde zur gleichen Zeit bei der Industrie die Entwicklung von Fahrkartenautomaten für Münzgeld mit Restgeldausgabe in Auftrag gegeben. Nach Versuchen im Mai 1963 gab es ab dem 1. Mai 1964 an den U-Bahn-Zugängen mindestens einen freien Zugang für Zeitkarteninhaber, an wichtigen mehrere. Die weniger genutzten Fahrkartenausgaben wurden ab Mitte der 1960er Jahre zunehmend durch mehrere Einzelpreis-Fahrkartenautomaten, je einer für eine Preisstufe, ersetzt. Auch Bahnsteigkarten wurden verkauft. Ab 1976 wurden diese wiederum durch – je nach Fahrgastaufkommen mehrere, jedoch mindestens zwei – Mehrpreis-Fahrkartenautomaten ersetzt, die (fast) alle Einzelfahrkarten (20 Sorten) ausgeben konnten und Münzen von 10 Pfennig bis 5 DM akzeptierten. Die Auswahl der Kartenart fand über Wahltasten statt. Die Tasten der Preisstufen waren durch verschiedene Farben gekennzeichnet, auf einem neben den Automaten ausgehängten Schnellbahnnetzplan waren die Zielhaltestellen mit der Farbe der jeweiligen Preisstufe markiert, so dass die Auswahl sehr einfach und übersichtlich war. Die unterschiedlichen Angaben zur Fahrkartenart wurde nun auf speziell bedrucktes Papier aufgedruckt. Diese Automaten gaben auch Wechselgeld aus. Die ersten Jahre nahmen diese Geräte nur Münzen an, später wurden neuere Automaten eingesetzt, die auch Geldscheine akzeptierten. Die im Eingang befindlichen Kästen für die früheren Fahrkartenausgaben wurden ab Mitte der 1970er Jahre zurückgebaut, später auch die Ausgangssperren, deren Schranken schon seit Ende der 1960er Jahre nicht mehr in Funktion waren, sondern in geöffnetem Zustand fixiert waren. Dadurch wurden die Ein- und Ausgangsbereiche wesentlich geräumiger. Die Grenze zum fahrkartenpflichtigen Bereich („Sperre“) wird nun nur noch durch Markierungen im Fußboden und an der Decke bezeichnet.

#### Zugabfertigung
Die Züge wurden in Hamburg lange Zeit durch Aufsichten (Haltestellenwärter) auf dem Bahnsteig abgefertigt. Sie überwachten den Fahrgastwechsel und übermittelten den Türschließ- und Abfahrauftrag zunächst über Kelle an den mitfahrenden Zugbegleiter, der diesen an den Zugführer weitergab. Mit Druckluft bediente Türschließvorrichtungen wurden erst ab Ende der 1930er Jahre eingeführt, bis dahin war das Schließen von Hand erforderlich, was in den Sommermonaten aber oft unterblieb. Nach Einführung elektrisch bedienter Signale („Türen schließen“ als „T“, „Abfahren“ als Kreis) konnten die Zugbegleiter eingespart werden. Der Fahrer erhielt den Türschließ- und Abfahrauftrag über diese Signale nun direkt vom Haltestellenwärter. Dazu gab es auf dem Bahnsteig – meist direkt bei der Haltestellenwärterbude – für jede Fahrtrichtung ein erhöhtes Pult mit einem Schaltkasten, der mit einer Uhr (mit Sekundenzeiger), einem Mikrofon, verschiedenen Lampen zur Funktionskontrolle und dem – zunächst mit dem Hochbahn-Dreikantschlüssel zu betätigenden – Schalter versehenen war. Der Haltestellenwärter drehte nach dem Ruf „Zurückbleiben, bitte!“ seinen Schlüssel erst in die eine Richtung („Türen schließen“), danach in die andere Richtung („Abfahren“). Einige Meter hinter dem Bahnsteig befand sich ein weiteres Signal, sodass bei einem Notfall vom Haltestellenwärter ein Bremsbefehl an den Fahrer übermittelt werden konnte. Aufgrund von Rationalisierungsbestrebungen wurde dieses Verfahren nach und nach verändert. Bereits in den 1960er Jahren wurden viele Bahnsteige über Kameras und Monitore „fernabgefertigt“, die Abfertigung wurde vom gegenüberliegenden Bahnsteig oder aus Fahrkartenausgaben durchgeführt. Die öffentlich zugänglichen Abfertigungskästen wurden umgerüstet auf Betrieb mit Sicherheitsschlüsseln, neu auszurüstende Bahnsteige erhielten Abfertigungsanlagen in abschließbaren Kästen.
Ende der 1980er Jahre blieben die Stationen der Linie U1 im Spätverkehr (ab 22:30 Uhr und bis 5:30 Uhr) unbesetzt. Stattdessen fuhren nun Abfertiger als Zugbegleiter in den Zügen mit. Da es auf dieser Linie zu dieser Zeit weniger unterwegs befindliche Züge als Haltestellen gab, konnte so Personal eingespart werden. Nun mussten die Haltestellen allerdings nach Passieren des letzten Zuges von mit Pkw ausgerüstetem Personal abgeschlossen werden.
In den 1990er Jahren wurde schließlich nach und nach auf das heutige Verfahren umgestellt. Dabei werden die Bilder der am Bahnsteig montierten Kameras über Funk mittels einer im Bahnsteigbereich zwischen den Schienen im Gleis verlegten Röhre auf einen Bildschirm im Führerstand des Zuges übertragen, die Fahrer fertigen ihren Zug selbst ab. Ausnahmen gibt es nur noch bei Großveranstaltungen mit hohem Fahrgastaufkommen, bei denen zusätzliche Aufsichtspersonen am Bahnsteig eingesetzt werden. Viele der ursprünglich auf fast jedem Bahnsteig vorhandenen Buden für die Haltestellenwärter wurden seitdem – wie auch früher vorhandene Kioske – abgerissen.
Seit Februar 2014 wird unmittelbar vor dem Schließen der Türen statt der Ansage „Zurückbleiben, bitte!“ ein Signalton von Lautsprechern an den Wagen gegeben, ferner erscheint im Innenraum über jeder Tür ein rotes Blinklichtsignal.

### Automatisierter Fahrbetrieb
Die erste Selbstblockanlage der Hamburger U-Bahn wurde 1913 durch Siemens auf den Streckenabschnitt Dehnhaide–Barmbeck eingerichtet. 1923 war der Selbstblock im gesamten Netz der Hoch- und Untergrundbahn in Hamburg eingeführt. 1928 wurde die Linienzugbeeinflussung durch Siemens getestet, 1929 die Stellwerke für selbsttätigen Betrieb mit elektrischen Weichenverschlüssen bei der HHA eingerichtet. Ab 1938 wurde die Relaistechnik in den Stellwerken der HHA genutzt.
Die Hamburger Hochbahn erprobte nach Vorbereitungen ab Anfang der 1960er Jahre als erstes Verkehrsunternehmen im Bundesgebiet den automatisierten Fahrbetrieb bei der U-Bahn. Am 5. Dezember 1967 wurden zwei verschieden ausgerüstete DT2-Einheiten vorgestellt. Die Einheit 9388/9389 wurde von der AEG ausgerüstet, die Einheit 9426/9427 von Siemens. Automatisiertes Fahren wurde auf dem 6½ Kilometer langen Streckenteil der U1 zwischen den Haltestellen Wartenau/Ritterstraße und Trabrennbahn während der nächtlichen Betriebspause ohne Fahrgäste erprobt. Diese Strecke wurde mit Linienleiter ausgerüstet, die auch die Zugtelefonie ermöglichte. Das Gleis von Wartenau bis Trabrennbahn wurden mit dem AEG-System ausgerüstet, das von Trabrennbahn bis Ritterstraße mit dem von Siemens. Damals gab es nordöstlich des Bahnsteiges Trabrennbahn ein Kehrgleis, ebenso an der Haltestelle Wartenau. Die AEG-Streckenzentrale befand sich in Trabrennbahn, die von Siemens in Wandsbek-Gartenstadt.
Ende der 1960er Jahre wurden zusammen mit dem DT3-Prototyp 9600/01/02, deren beiden Führerstände jeweils mit einer AEG- bzw. mit einer Siemens-Ausrüstung versehen wurden, automatisierte Zugfolgen erprobt. Außerdem stand für Versuchsfahrten das dritte Gleis zwischen dem Betriebsbahnhof Farmsen und Berne zur Verfügung.
Das HHA-Tochterunternehmen Hamburg Consult entwickelte in den 1970er Jahren mit Förderung durch das Bundesministerium für Forschung und Technologie (BMFT) das PUSH – Prozessrechnergesteuertes U-Bahn-Automatisierungs-System Hamburg. Als Ziele wurden angegeben: Steigerung der Verkehrs- und Betriebsqualität, Verdichtung der Zugfolge, Senkung des Energiebedarfs, Verminderung der Betriebskosten durch personalarme Betriebsweise und Verbesserung der Arbeitsbedingungen des Personals. PUSH beinhaltete die drei übereinander angeordnete Ebenen Disposition, Operation und Betrieb. Auf der Dispositionsebene überwacht der Disponent mit Hilfe eines Prozessrechners, der mit allen Streckenzentralen verbunden ist, den gesamten Betriebsablauf und kann bei Störungen und besonderen Vorfällen eingreifen. Die Streckenzentralen bilden die Operationsebene und überwachen jeweils einen Streckenabschnitt von etwa sechs Kilometer Länge. Sie sind für die Steuerung der Signale und Weichen, die Regelung des Betriebsablaufs mit zentralisierter Zugabfertigung und Überwachung der Haltestellen sowie für die Zubildung in den Kehr- und Abstellanlagen auf Grundlage des Fahrplans zuständig. Auf der Betriebsebene werden Türen schließen, Beschleunigen und Bremsen mit Hilfe der Zugbeeinflussung über Strecken- und Fahrzeuggeräten gesteuert. Die Strecken sind mit Linienleiter ausgerüstet. Die Referenzanlage bestand aus den zwei insgesamt 10 Kilometer langen Streckenabschnitten Volksdorf – Großhansdorf und Volksdorf – Hoisbüttel mit der Streckenzentrale Volksdorf und der ferngesteuerten Unterzentrale Schmalenbeck. Es wurden damit 19 Weichen, 4 Doppelkreuzungsweichen und 53 Haupt- und Blocksignale bedient.
Vom 31. Oktober 1982 bis zum 8. Januar 1985 fuhren auf dem nordöstlichen Streckenteil der Linie U1 zwischen den Stationen Volksdorf und Großhansdorf sechs auf LZB-Betrieb umgebaute DT3-Einheiten im Fahrgastbetrieb. Diese Technik wurde von der HHA, Hamburg Consult und Siemens entwickelt, an den Kosten von 34 Mio. DM beteiligte sich das BMFT mit 23 Mio. DM. Der Probebetrieb diente der Erteilung der technischen Betriebssicherheit, die die Technische Aufsichtsbehörde auch erteilte. Danach wurde der automatisierte Betrieb in Hamburg mangels Akzeptanz durch die Fahrgäste wieder eingestellt. Die Hochbahn plante keine Wiedereinführung. Bei anderen Bahnen – wie der Docklands Light Railway in London oder der U-Bahn Nürnberg – werden führerlose Züge mit weiterentwickelter Technik inzwischen im regulären Fahrgastbetrieb eingesetzt.

#### Projekt U-Bahn100
Seit November 2022 verfolgt die Hochbahn mit dem Projekt „U-Bahn100“ den dritten Anlauf, einen automatisierten Fahrbetrieb auf einem Teil des Streckennetzes einzuführen. Dadurch soll es ermöglicht werden, auf dem stark frequentierten Kernstück der U2 und U4 Züge im Abstand von 100 Sekunden verkehren zu lassen. Die Automatisierung würde auf dem Level GoA2 mit einem von Siemens gelieferten CBTC-System (Communication-Bases Train Control) realisiert werden. Dabei überwacht das Fahrpersonal das Ein- und Aussteigen und die Türen. Per Knopfdruck wird dann die Abfahrt ausgelöst und der Zug führe automatisch bis zur nächsten Station. Mit der Eröffnung der U4-Verlängerung in die Horner Geest sollen ab 2026 die U2-Abschnitte Christuskirche – Horner Rennbahn sowie die gesamte U4 von Elbbrücken bis Horner Geest mit dem System ausgerüstet sein. Angestrebt werden vier Züge pro 10 Minuten und Richtung auf der U2 (ein Zug durchschnittlich alle 2½ Minuten) und zwei Züge auf der U4 (5-Minuten-Takt). Ab 2029 soll das System auf der U2 bis Mümmelmannsberg erweitert werden.

### Optimierung der Abschaltgeschwindigkeit
Da in Fahrplänen gewisse Puffer für Verspätungen enthalten sind, ist bei pünktlicher Abfahrt eines Zuges eine geringere Geschwindigkeit nötig, um rechtzeitig an der nächsten Haltestelle anzukommen. Über einen Rechner wird bei der Hamburger U-Bahn für jeden Zug bei der Abfertigung eine fahrplan- und verspätungsabhängig sinnvolle Geschwindigkeit errechnet und dem Fahrer angezeigt. Auf diese Weise lässt sich der Energieverbrauch reduzieren.

### Anschlusssicherung
Im Hamburger U-Bahn-Netz existiert eine automatische Anschlusssicherung, insbesondere an Haltestellen mit bahnsteiggleichem Übergang zwischen zwei Linien. Dem Fahrer eines Zuges wird die Anweisung zum Warten gegeben, wenn ein Anschlusszug voraussichtlich innerhalb einer festgelegten maximalen Verspätung am Umsteigeknoten ankommen wird. Diese Information wird im Führerstand auf dem Monitor eingeblendet.

### Ansagen
Alle Züge im täglichen Fahrgastbetrieb verfügen über einen Sprachspeicher für die Ansagen, die überwiegend von Anke Harnack eingesprochen werden. Bis Juni 2013 wurden die Ansagen von Ingrid Metz-Neun gesprochen, Sondertexte und englische Ansagen hingegen von Dennis Ross. Ross spricht weiter einzelne Sondertexte, beispielsweise bei Baustellen.

## Fahrzeuge

### T-Wagen, TU1-Wagen, TU2-Wagen
Die ersten Wagen hatten ein aus Stahlträgern genietetes Chassis mit zwei Drehgestellen und einen Wagenkasten aus einem Eichenholz-Gerippe mit einer Außenverkleidung aus 2 mm dickem Stahlblech, das Dach war mit imprägniertem Segeltuch bespannt. Nur wenige Wagen hatten an beiden Stirnseiten Führerstände, die meisten waren nur auf einer Seite damit ausgerüstet. Jeder Wagenkasten hatte auf jeder Seite zwei – bis auf die letzte Serie – einflügelige, in Türtaschen laufende Schiebetüren. Bis 1920 gab es eine Klasseneinteilung bei der Hamburger Hochbahn, bei der 2. Klasse waren die Sitzbänke gepolstert, in der 3. Klasse gab es Sitzbänke mit dunklen Holzlatten. Danach gab es keine Klasseneinteilung mehr, die Sitzbänke waren nun nicht mehr gepolstert, dafür wurde das Rauchverbot in einigen Wagen(teilen) aufgehoben. Erst 1964 wurden die Raucherabteile wieder abgeschafft.
Von den 383 von der Hochbahn benutzten Triebwagen (T-Wagen, später als „A-Wagen“ bezeichnet) wurden während des Zweiten Weltkrieges 125 Wagen z. T. erheblich zerstört. 118 Fahrgestelle teilzerstörter Wagen wurden nach dem Zweiten Weltkrieg von den hochbahneigenen Fahrzeugwerkstätten Falkenried verlängert und mit neuen Wagenkästen versehen. Diese nun mit Laternendach versehenen Wagen erhielten die Bezeichnung „B-Wagen“ (später „TU1“). Ende der 1950er / Anfang der 1960er Jahre erfolgte bei 102 weiteren A-Wagen eine Rekonstruktion mit einer Modernisierung des Innenraums. Diese erhielten die Bezeichnung „TU2“, wegen ihres unlackierten Wagenkastens mit ebenfalls durchgeführten neuen Edelstahl-Beblechung wurden sie auch „Silberlinge“ genannt. Da nach einer Änderung der Verordnung über den Bau und Betrieb der Straßenbahnen (BOStrab) – zu denen rechtlich auch U-Bahnen gehören – keine Aufbauten mit Holzgerüst mehr im Fahrgastbetrieb erlaubt waren, stellte die Hochbahn diese nach und nach ab und ließ sie größtenteils verschrotten. Einzelne Wagen wurden noch über einen längeren Zeitraum als Arbeitswagen genutzt. Insgesamt vier der T-Wagen sind heute noch als Museumsfahrzeuge unterwegs, davon zwei T-Wagen im Ursprungszustand und zwei Umbauwagen von den Typen TU1 und TU2.
Die T-Wagen wurden mechanisch mit einer auf die Radreifen wirkende, mit Druckluft betätigte Klotzbremse gebremst. Beim Bremsen entstand an den Bremsklötzen Abrieb, der durch die Luft wirbelte und sich auf das Gleisbett niederlegte. In den Tunnelhaltestellen wurde durch regelmäßiges Gießen der Bahnsteigoberfläche versucht, die Staubbelastung in Grenzen zu halten. Zwischen den Zugabfertigungen ging der Haltestellenwärter mit einer Gießkanne voll Wasser den Bahnsteig entlang und sprengte ihn mit großem und geübtem Schwung. Dies erklärt die feuchten Bahnsteige auf alten Photographien der Tunnelhaltestellen. Auch die Verwendung von Bremsklötzen aus unterschiedlichen Materialien löste dieses Problem nicht.
Bei einzelnen T-Wagen wurden Ende der 1930er / Anfang der 1940er Jahre Versuche mit elektrischen Bremsen (Motor als Generator) durchgeführt.

T-Wagen, TU1-Wagen, TU2-Wagen
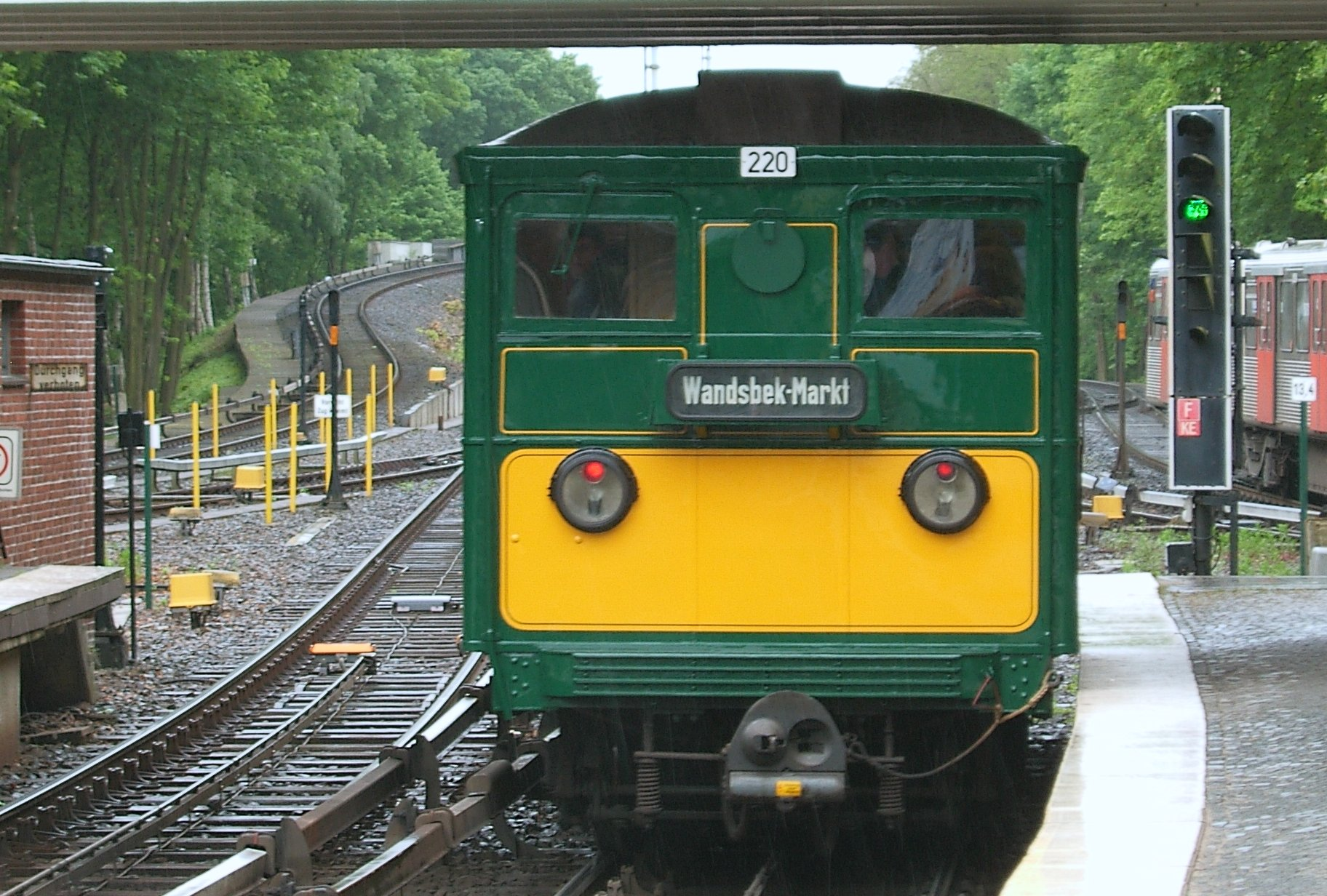
Ein A-Wagen/T-Wagen als Museumszug
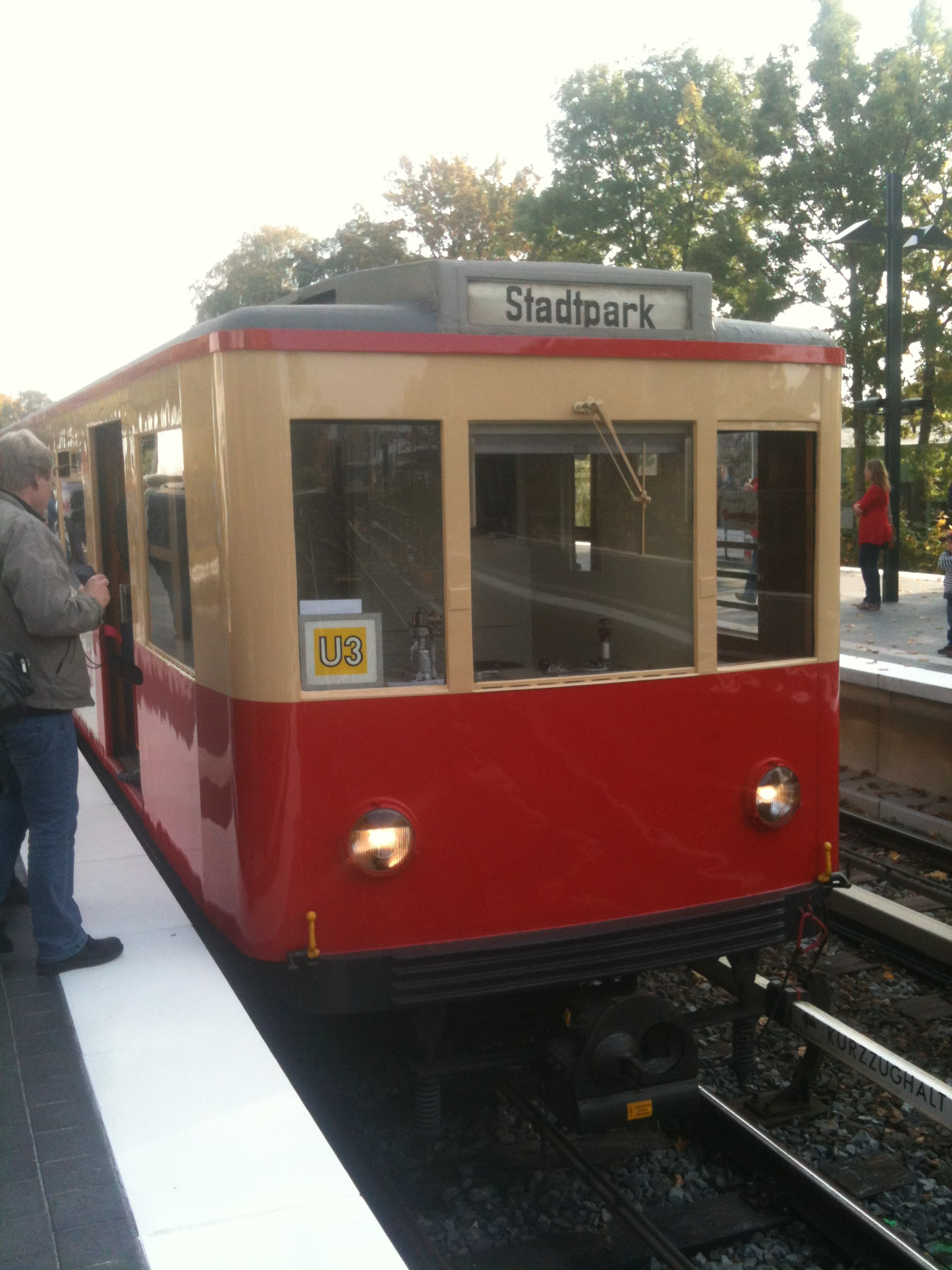
Der B-Wagen (später TU1) als Museumszug
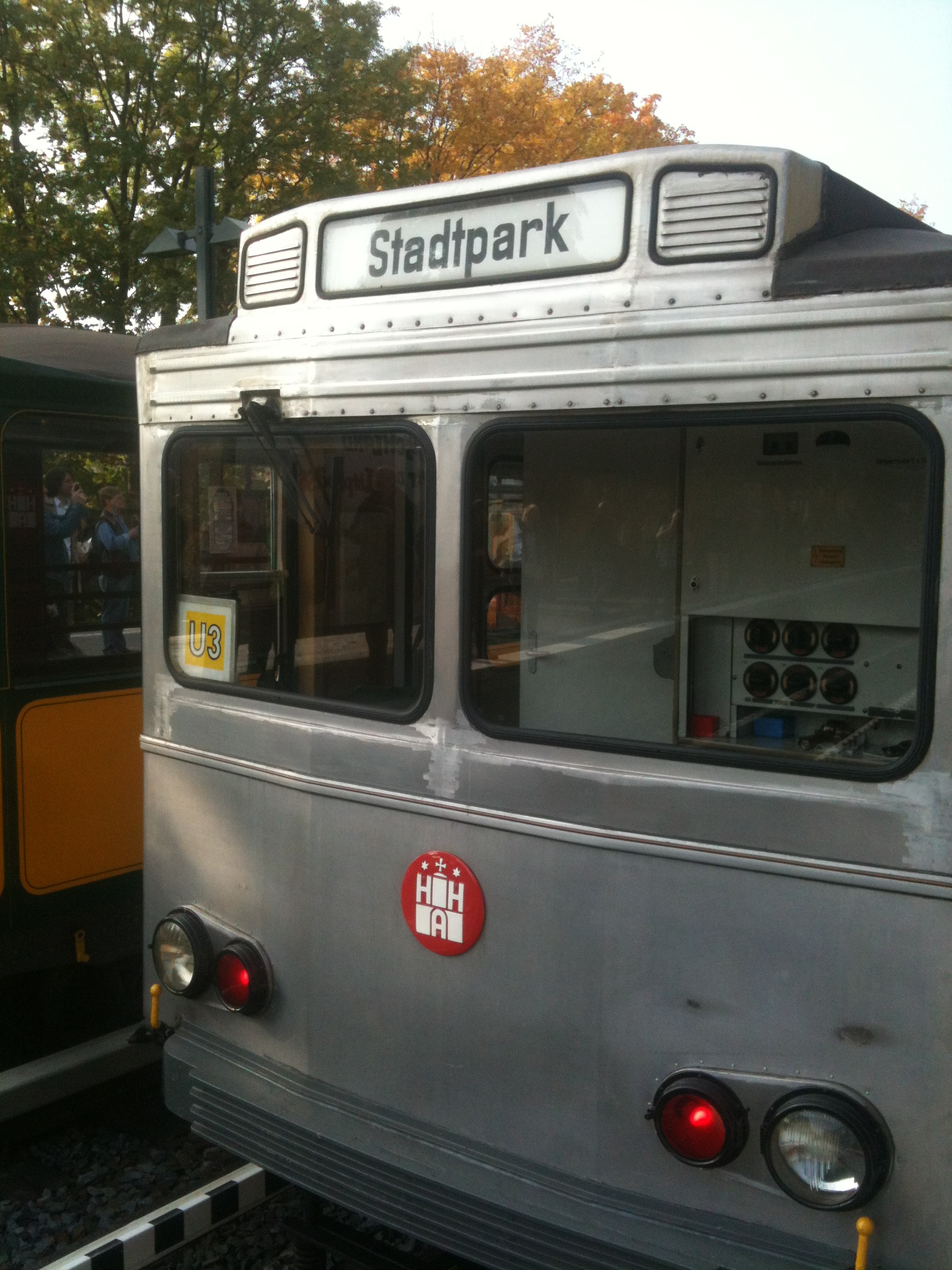
Ein TU2 als Museumszug („Silberling“)
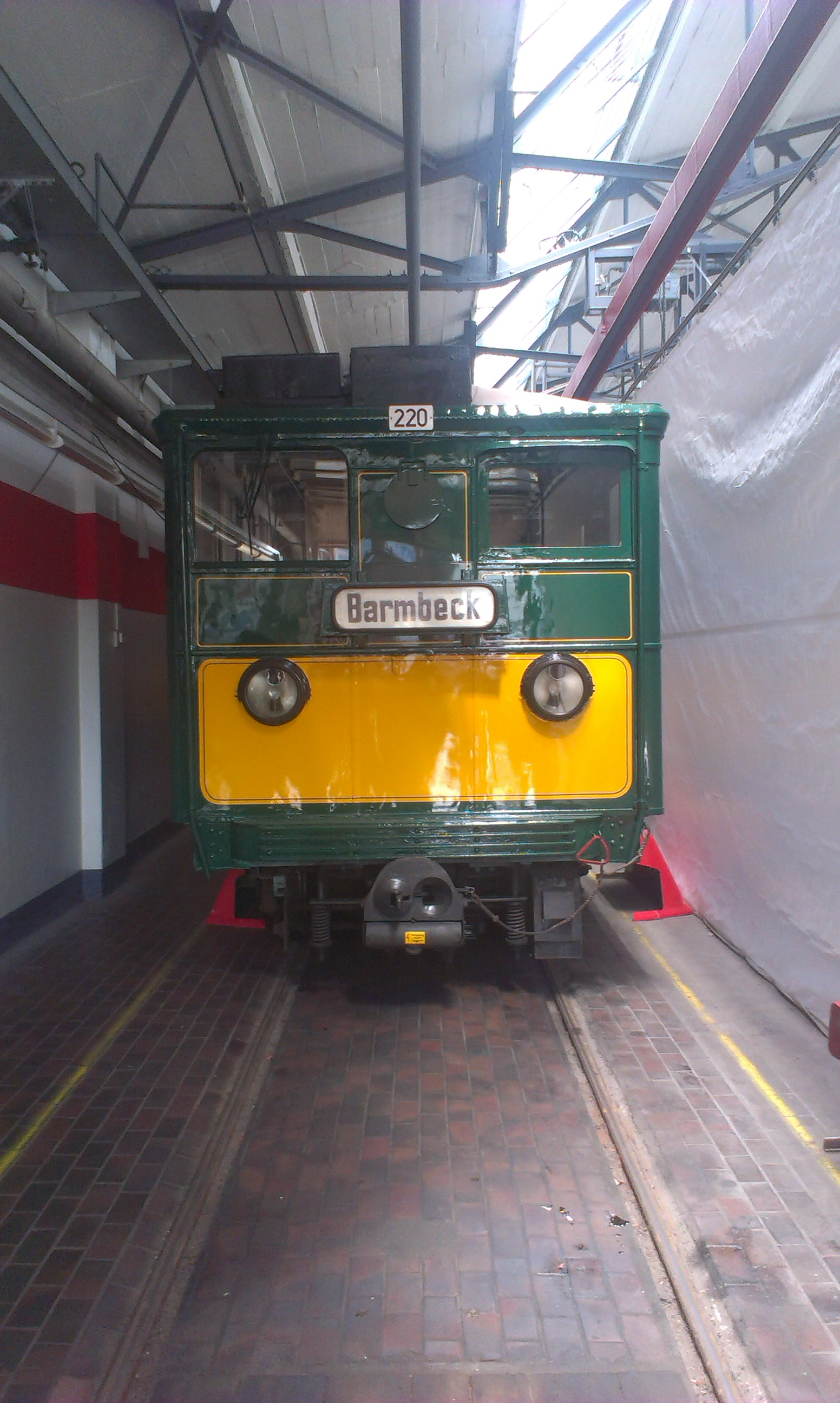
Ein A-Wagen/T-Wagen in der Wartungshalle der Hamburger Hochbahn (mit der alten Schreibweise „Barmbeck“)

### DT1

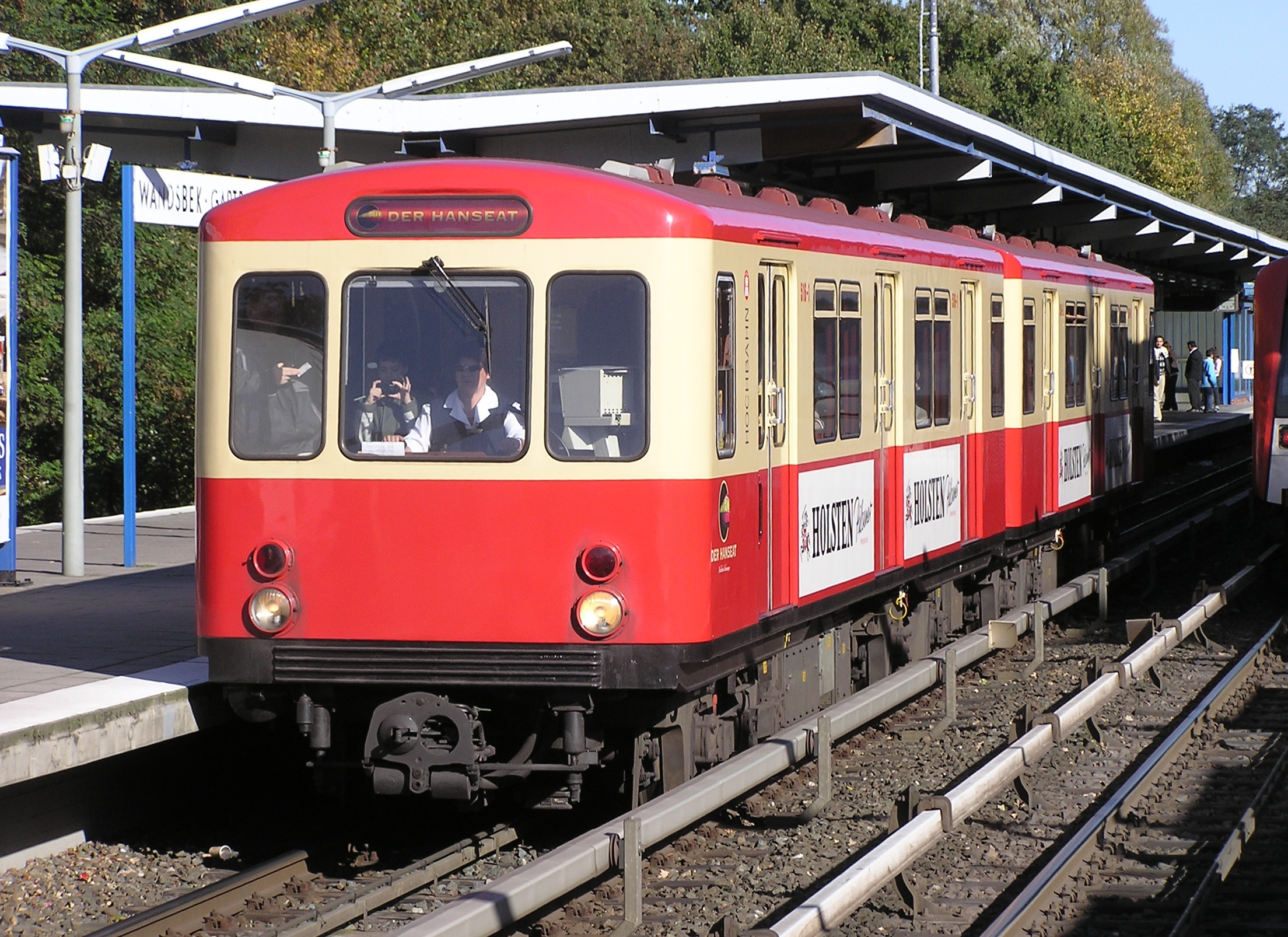
DT1 umgebaut zum Party-Zug mit historischer Lackierung

Für die geplante Netzerweiterung reichte der vorhandene Fahrzeugpark aus A- und B-Wagen nicht aus. Daher entwickelten die Firmen Waggonfabrik Uerdingen, die Siemens-Schuckert-Werke und die AEG im Auftrag der Hochbahn einen neuen Triebwagentyp, den DT1. 1958 und 1959 wurden 100 DT1-Wagen (50 Einheiten) nach Hamburg geliefert. Je zwei Wagen (A- bzw. B-Teil) bilden eine betrieblich nicht trennbare Einheit, daher auch die Bezeichnung: Doppeltriebwagen (DT). Diese Wagen hatten durch ihre Ganzstahl-Bauweise ein hohes Gewicht, was bei der geforderten Leistung (hohe Anfahrbeschleunigung, Höchstgeschwindigkeit 80 km/h) jedoch einen großen Energiebedarf verursachte. Ab etwa 1970 wurde die rot/creme-farbene Lackierung der DT1 an das Aussehen der DT2 und DT3 angepasst, sie wurden Dunkel-/Hellgrau mit rotorange-farbenen Fronten und Türen. Bis 1991 wurden die DT1 abgestellt und die meisten verschrottet, einzelne Einheiten wurden zu Arbeitswagen, eine Einheit zur Party-Bahn „Hanseat“ umgebaut. Zwei weitere Einheiten sind noch erhalten. Die eine dient als Ersatzteilspender für den Hanseat, die andere soll als Museumswagen, im Ursprungszustand, wiederhergerichtet werden. Auf kurze Sicht ist das allerdings nicht zu erwarten, denn durch die lange Abstellung im Tunnel sind beide Wagen in einem schlechten Zustand.

### DT2
In den Jahren 1962 bis 1966 wurden 186 Einheiten des zweiteiligen Typs „DT2“ von LHB und Kiepe gefertigt, die das Bild der Bahn bis in die 1990er Jahre prägten. So wurden sie nach zwei Probeeinheiten (Wagen 9000–9003) in fünf Produktionsserien („DT2.1“ bis „DT2.5“) geliefert. Sie verbrauchten im Betrieb aufgrund ihrer Stahlleichtbauweise, aber auch wegen geringerer Leistung (Anfahrbeschleunigung, Höchstgeschwindigkeit nur 70 km/h) deutlich weniger Strom als ihre Vorgänger. Nach Lieferung der DT3-Fahrzeuge wurden die DT2-Fahrzeuge in den 1970er und 1980er Jahren hauptsächlich auf den Linien U2 (als 4-, 6- oder 8-Wagen-Zug) und U3 (als 4- oder 6-Wagen-Zug) eingesetzt, nach Lieferung der DT4-Fahrzeuge in den 1990er Jahren hauptsächlich auf der Linie U3.

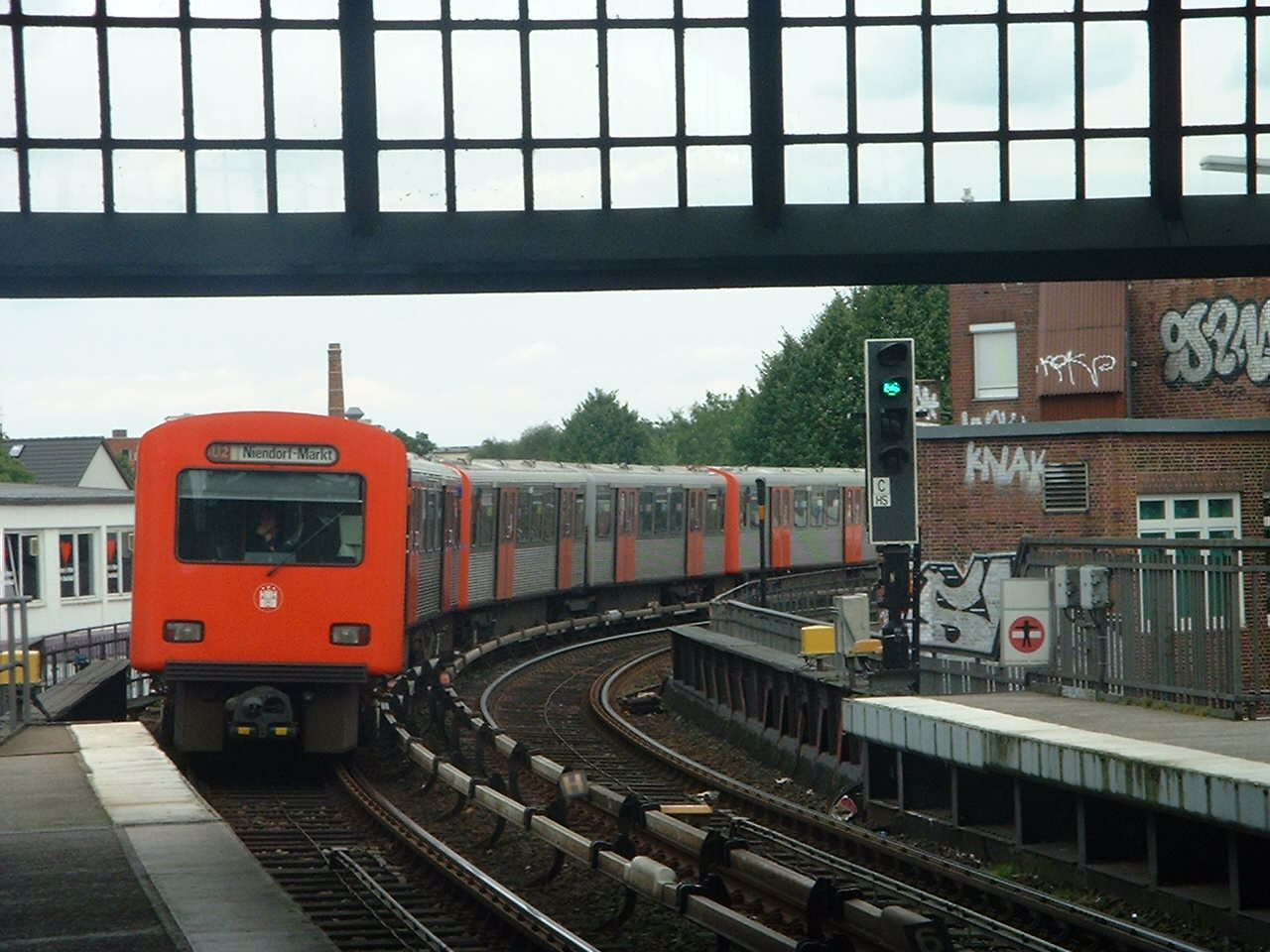
DT2E mit erneuerter Front

Um die Lebensdauer der DT2 zu verlängern, wurden in den 1980er Jahren einige Erhaltungsaufwendungen durchgeführt. Die ertüchtigten Einheiten der 4. und der 5. Serie bekamen neue Stirnfronten und wurden danach als DT2E bezeichnet. 1995 wurden dann die DT2.3-Einheiten ausgemustert. Bis 2000 sollten auch die letzten Einheiten der DT2.5-Serie ausgemustert werden. Im Rahmen der Fußball-Weltmeisterschaft 2006, wegen der Bauarbeiten zur Umstellung der Linie U3 zur Ringlinie im Sommer 2009, während der Erneuerung des Viaduktes am Hafen 2010 und wegen der Verzögerungen bei der Lieferung der Wagen der Baureihe DT5 dienten jedoch die 15 noch vorhandenen Einheiten als Betriebsreserve und wurden im Verstärkerverkehr eingesetzt. Die DT2E-Einheiten verfügten nicht über eine automatische Stationsansage und Videokameras (die laut Aussage der Hochbahn in jedem U-Bahn-Wagen installiert sein sollen). Im Jahr 2012 haben einige Fahrzeuge in dieser Ausrüstung das 50. Betriebsjubiläum erreicht. Im November 2015 endete der Einsatz der DT2-Wagenserie bei der Hamburger Hochbahn nach ungefähr 53 Jahren. Am 27. November 2015 wurde der letzte DT2-Zug im regulären Verstärkungsbetrieb auf der Linie U1 eingesetzt. Am 28. November 2015 erfolgte mit den letzten, noch nicht abgestellten Einheiten eine Abschiedsfahrt über das gesamte U-Bahn-Netz, dabei auch auf der Linie U4 bis HafenCity Universität.

### DT3
Nach dem Bau einer dreiteiligen Probeeinheit 1966 wurden von 1968 bis 1971 die 126 dreiteiligen Einheiten des DT3 von LHB, BBC und Kiepe geliefert. Die DT3-Wagen glichen äußerlich den DT2, von der Technik her (Anfahrbeschleunigung 1,2 m/s², Höchstgeschwindigkeit wieder 80 km/h und Feststellbremse wieder mit Druckluft) jedoch eher den DT1, die angepasst wurden, um mit den DT3 gekuppelt fahren zu können. Bis in die 1990er Jahre wurden diese leistungsfähigen Einheiten als Standardfahrzeuge auf der Linie U1 eingesetzt, je nach Verkehrszeit und Einsatzstrecke als 3-, 6- oder 9-Wagen-Zug.

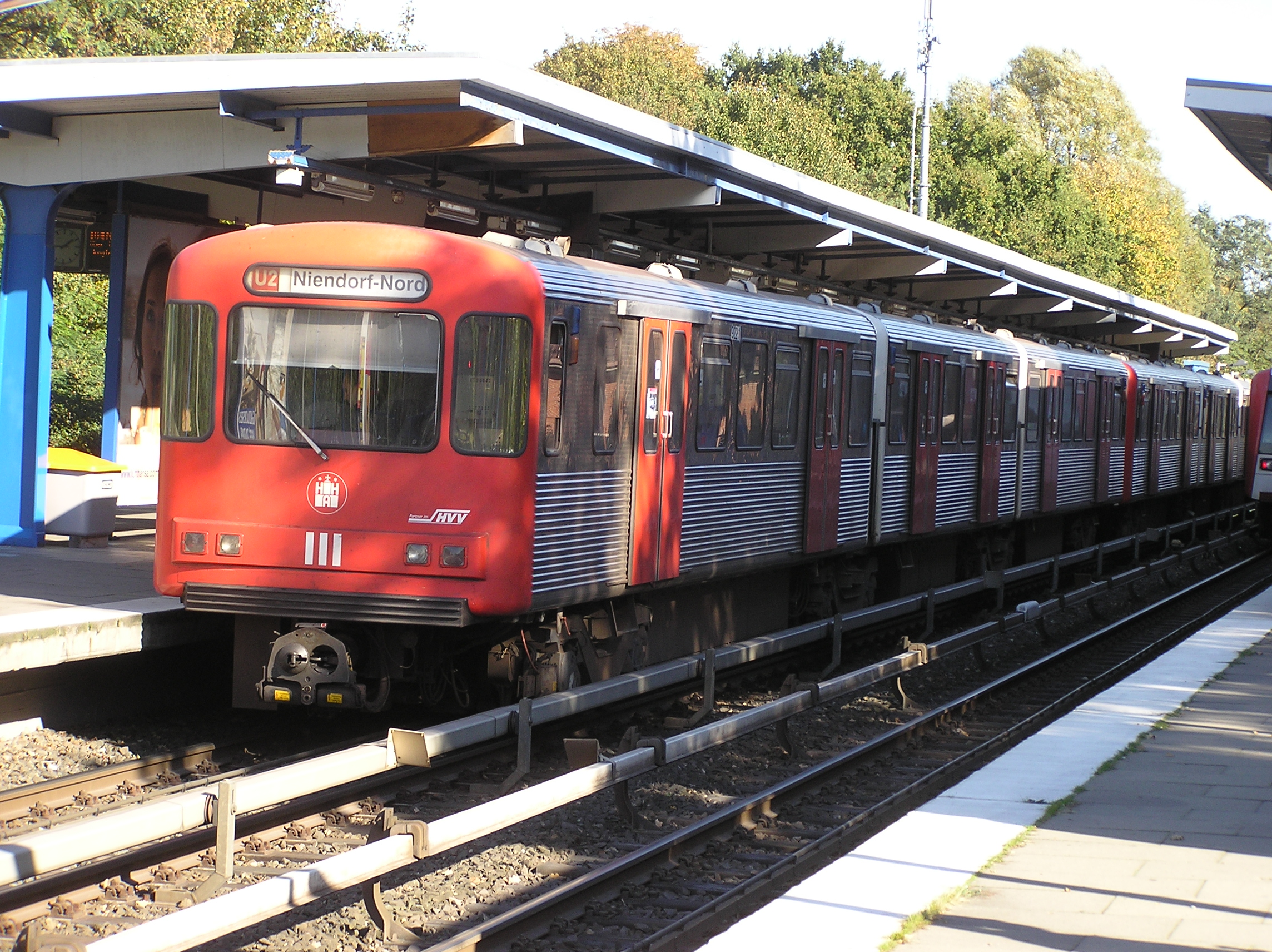
DT3 für LZB-Betrieb

Mit einigen DT3-Fahrzeugen wurden Erprobungen im Fahrbetrieb durchgeführt: DT3-LZB (automatisierter Fahrbetrieb) und DT3-DAT (Versuch des Drehstromantriebs bei zwei Einheiten; Wagen 931: 1995–1999 als Ersatz für den DT1 beim Ausbildungszentrum der Feuerwehr Hamburg in Billbrook; 932: Verschrottung 1995). Während viele Einheiten zwischen 1994 und 2000 ausgemustert und verschrottet wurden, ließ die HHA die restlichen 68 Einheiten zur Verlängerung der Einsatzdauer ertüchtigen. Diese Einheiten (bezeichnet als „DT3E“) erhielten u. a. neue, vom Aussehen an den Typ DT4 angeglichene Fronten und auch eine Auffrischung des Innenraums. Die restlichen DT3-Fahrzeuge erfuhren (2009–2012) eine weitere Auffrischung des Innenraums. Sie bestritten nun bis zur Ausrüstung mit den neuen DT5 den Hauptverkehr auf der Linie U3, einzelne Fahrten fanden auch auf der Linie U1 statt.
Ursprünglich war geplant, dass die DT5-Fahrzeuge die DT3 bis 2015 vollständig ablösen sollten. Im Juni 2015 hatte die Hochbahn jedoch die Ertüchtigung und Umbaumaßnahmen zur Laufzeitverlängerung bis 2025 bei einigen DT3 ausgeschrieben. Dies geschah dann 2017–2019. 2025 würden die ältesten Fahrzeuge 57 Jahre alt sein. Sie dienten bis August 2023 als Reserve und fuhren im Verstärkerbetrieb. Nachdem an einem Fahrzeug ein Isolationsschaden festgestellt wurde, der nur mit unverhältnismäßig hohen Kosten zu reparieren gewesen wäre, wurden zum 26. August 2023 alle DT3N-Fahrzeuge außer Betrieb genommen. Die Hochbahn ging davon aus, dass die Schäden über kurz oder lang auch an den anderen Fahrzeugen aufgetreten wären.
Am 15. Oktober 2023 fanden vier Abschiedsfahrten auf der Ringlinie statt. Bis auf zwei Einheiten werden die restlichen DT3 verschrottet.

### DT4
Ab 1988 wurden von LHB und ABB 126 vierteilige Einheiten für die Hamburger Hochbahn hergestellt. Wichtige Punkte waren dabei unter anderem ein modernes Design, eine geringe Geräuschentwicklung und hohe Sicherheit (z. B. Fahrgast-Sprechanlagen), so wurde für die DT4 ein neues Brandschutzkonzept mit Sprinkleranlage eingeführt. Ebenfalls wurde durch verschiedene Punkte wie z. B. wartungsarme Drehstrommotoren und Energierückführung auf hohe Wirtschaftlichkeit Wert gelegt. Die DT4-Züge wurden zuerst auf der Linie U2 eingesetzt, je nach Verkehrszeit als Doppeleinheit oder einzeln.
Die Betätigung zur Steuerung des druckluftunterstützten Öffnens der Schwenkschiebetüren bei den DT4-Einheiten geschah zunächst durch Schwenkhebel, bei neueren Wagen geschieht dies durch Druckknöpfe. Die älteren Einheiten wurden später umgerüstet, ebenso sogenannte „Trainscreen-Monitore“ zur optischen Stationsankündigung mit aktuellen Informationen, Nachrichten und Wetter. Beginnend im Jahr 2010 wurden die DT4-Wagen im Innenraum überarbeitet und an das Design der neuen Fahrzeuggeneration DT5 angepasst. Das Haupteinsatzgebiet dieser Fahrzeuge sind die Linien U1 und U2.

### DT5

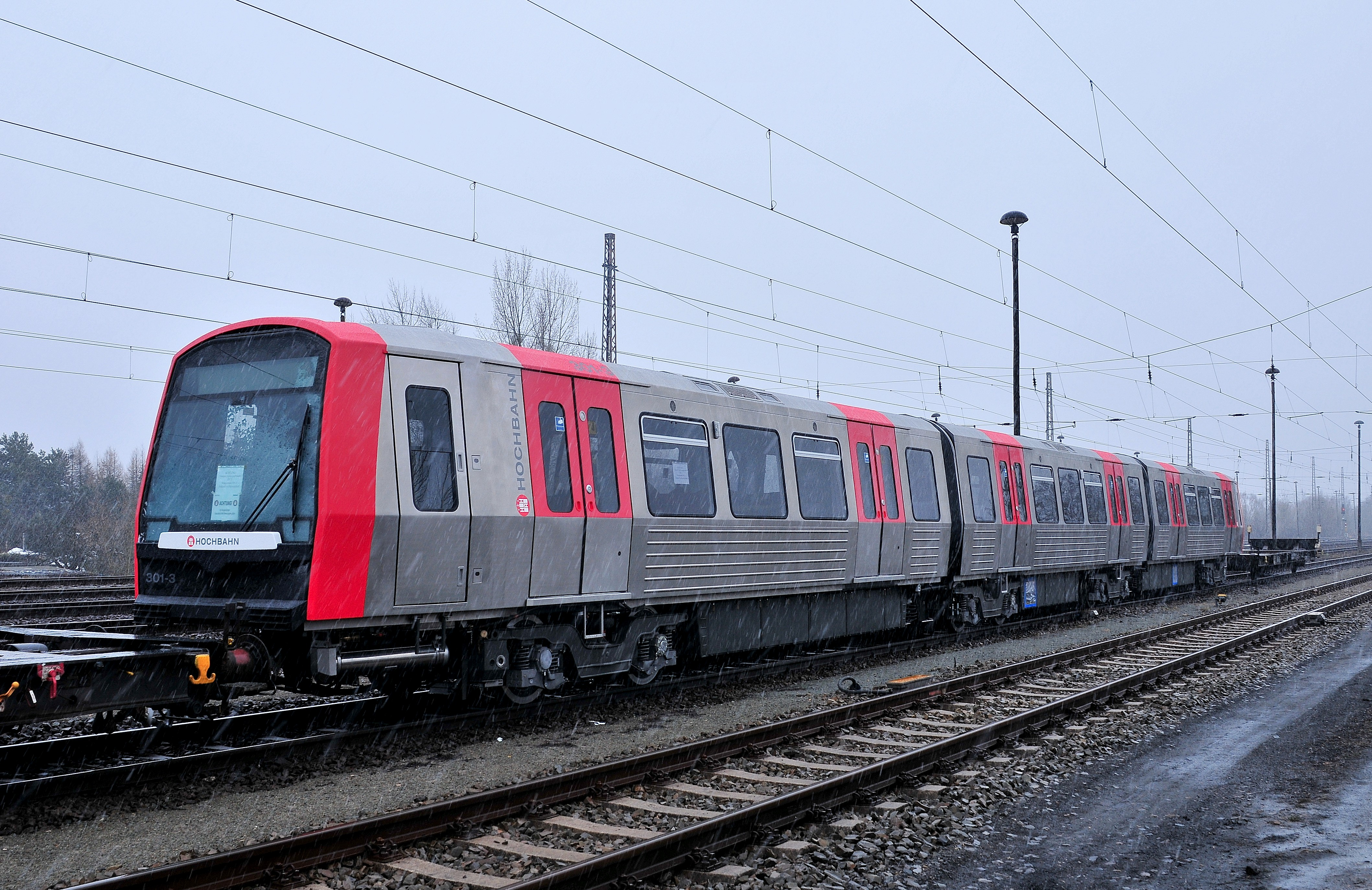
DT5-Einheit bei Überführung zum Testgelände in Hennigsdorf

Ab dem Jahr 2011 wurde zunächst eine Vorserie von sieben Einheiten („DT5.1“) der neuen Baureihe DT5 von einem Konsortium aus Alstom (Lieferung des wagenbaulichen Teils wie schon bei DT4) und Bombardier Transportation (Lieferung des elektrischen Teils) geliefert. Sie wurden wieder wie die DT3 als dreiteilige Fahrzeuge mit einer Gesamtlänge von etwa 40 Metern ausgeführt. Die DT5 besitzen erstmals Durchgänge zwischen den Wagenkästen, Klimaanlagen und bessere Abstellplätze für Kinderwagen, Rollstühle und Fahrräder. Bis Ende 2014 waren fast alle 20 Einheiten der 2. Serie („DT5.2“) ausgeliefert. Auch hier gab es erhebliche Verzögerungen. Weitere 80 Einheiten wurden bestellt und bis 2019 geliefert. Der Fahrzeugbestand betrug dann 107 Einheiten.
Anfang 2010 wurde die erste fertige Einheit des DT5, der Triebwagen 301, der Presse vorgestellt. Dieser absolvierte danach Testfahrten auf einem Betriebsgleis am Werk Hennigsdorf. Im Dezember 2011 kam mit der Einheit 306 der erste DT5 nach Hamburg, wo er ab Januar 2012 Testfahrten hauptsächlich auf dem Testgleis zwischen Betriebswerkstatt Farmsen und Berne absolvierte. Ab November 2012 verkehrten die Züge zu Testzwecken im gesamten Netz mit Fahrgästen. Nach Abschluss dieser Testfahrten wurde der DT5 zunächst hauptsächlich auf der Ringlinie U3 eingesetzt. Ab Ende 2015 wurde er auch auf Kursen der Linie U4 eingesetzt.
Aufgrund der Angebotsausweitung in den folgenden Jahren und der überzeugenden Qualität des DT5 wurden deutlich mehr Fahrzeuge als ursprünglich geplant bestellt. Zusammen mit den 126 DT4-Fahrzeugen bilden seit Februar 2023 die 163 Fahrzeuge des DT5 die beiden Generationen den heutigen Hamburger U-Bahn-Fuhrpark.

### DT6
Im November 2014 entschied man sich, ein neues Fahrzeug mit 40 und 80 Meter Länge entwickeln zu lassen, das für das fahrerunterstützte, rechnergesteuerte und teilautomatisierte Fahren (GoA 2) vorbereitet sein sollte. Aufgrund von Nachbestellungen des DT5 wurde die Beschaffung aufgeschoben.
Im Juli 2024 wurde der Abschluss eines Rahmenvertrags mit Alstom über bis zu 374 Fahrzeuge des Typs DT6 und ein erster Abruf von 48 Einheiten zur Auslieferung ab 2028 bekanntgegeben. Die Züge sind als vierteilige Gelenkwagen mit sechs Türen pro Seite konzipiert, wobei darauf geachtet wurde, dass die Lage der Türen (in etwa) an der gleichen Position zum Bahnsteig liegen wie bei den DT5, da die Linie U5 Bahnsteigtüren erhalten wird. Es wurden zwei Varianten bestellt: Die DT6-A sind vollautomatisch, besitzen keine Fahrerkabine und sind für die neue Linie U5 vorgesehen. Die DT6-F werden dagegen von Fahrern bedient und sollen besonders auf den Linien U2 und U4 eingesetzt werden, da diese teilautomatisiert werden.

### Übersichtstabelle der Baureihen
| Baureihe            | Auslieferung | Anzahl Einheiten            | Anzahl Bau- serien | Länge           | Breite | Aufbau   | Achsformel                                  | Anz. Sitze | Bau- mat. | Leermasse   | Anz. Motoren → ges. Leistung | V-max (Antrieb) | Beschleunigung   | Abstellung ab | letzter Einsatz |
| ------------------- | ------------ | --------------------------- | ------------------ | --------------- | ------ | -------- | ------------------------------------------- | ---------- | --------- | ----------- | ---------------------------- | --------------- | ---------------- | ------------- | --------------- |
| Nachkriegsbaureihen |              |                             |                    |                 |        |          |                                             |            |           |             |                              |                 |                  |               |                 |
| Typ DT1             | 1958–1959    | 50                          | 1                  | 27,91 m         | 2,55 m | 2-teilig | Bo'Bo' + Bo'Bo'                             | 80         | Stahl     | 50,35 t     | 8 → 592 kW                   | 80 km/h         | 1,14 / 0,41 m/s² | 1977          | 1991            |
| Typ DT2             | 1962–1968    | 186                         | 5                  | 27,60 m 28,44 m | 2,51 m | 2-teilig | Bo'1'1'Bo' (DT2.0–2.2) Bo'2'Bo' (DT2.3–2.5) | 82         | Stahl     | 34,0…35,4 t | 4 → 320 kW                   | 70 km/h         | 0,8 / 0,43 m/s²  | 1993          | 2015            |
| Typ DT3             | 1968–1971    | 127                         | 3                  | 39,06 m         | 2,48 m | 3-teilig | Bo'Bo'Bo'Bo'                                | 90         | Stahl     | 46,7…48,0 t | 8 → 640 kW                   | 80 km/h         | max. 1,2 m/s²    | 2016          | 2023            |
| im Betriebseinsatz  |              |                             |                    |                 |        |          |                                             |            |           |             |                              |                 |                  |               |                 |
| Typ DT4             | 1988–2006    | 126                         | 6                  | 60,28 m         | 2,58 m | 4-teilig | Bo’2’Bo’+Bo’2’Bo’                           | 182        | Stahl     | 76,9 t      | 8 → 1.000 kW                 | 80 km/h         | i.M. 0,63 m/s²   | ab 2030       |                 |
| Typ DT5             | 2010–2022    | 163                         | 6                  | 39,58 m         | 2,60 m | 3-teilig | Bo’+(1A)’(A1)’+Bo’                          | 96         | Edelstahl | 54,2 t      | 6 → 810 kW                   | 80 km/h         | i.M. 0.63 m/s²   |               |                 |
| geplant             |              |                             |                    |                 |        |          |                                             |            |           |             |                              |                 |                  |               |                 |
| Typ DT6-F           | ab 2028      | bestellt: 41 opt. insg. 254 |                    | 39,85 m         | 2,73 m | 4-teilig |                                             | 58         | Edelstahl |             |                              | ≥ 80 km/h       |                  |               |                 |
| Typ DT6-A           | ab 2028      | bestellt: 7 opt. insg. 120  |                    | 39,85 m         | 2,73 m | 4-teilig |                                             | 66         | Edelstahl |             |                              | ≥ 80 km/h       |                  |               |                 |

## Erweiterungen

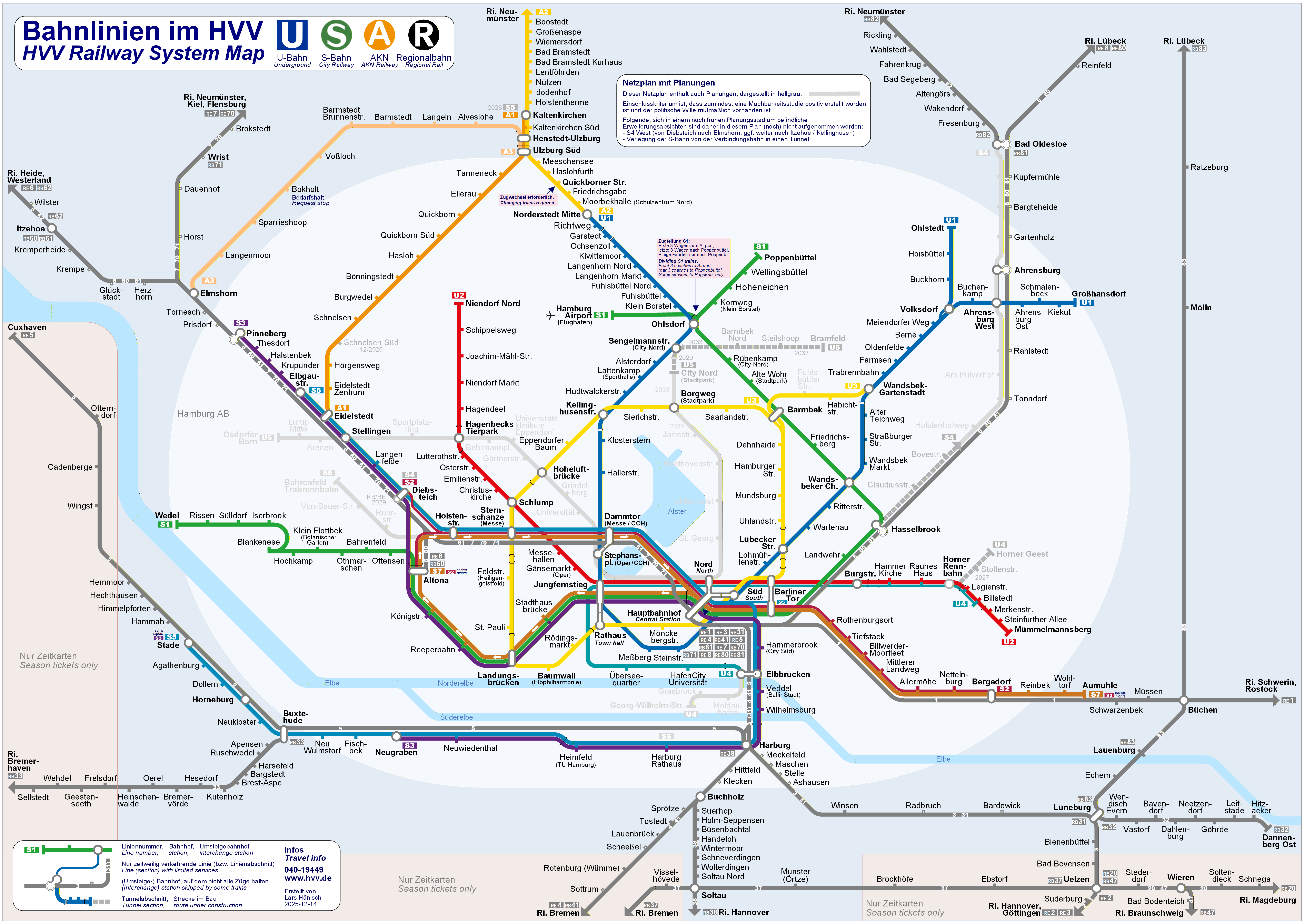
Schematischer Plan des Hamburger SPNV-Netzes mit in Umsetzung befindlichen Erweiterungsvorhaben

Es liegen umfangreiche Überlegungen und teilweise weitgediehene Planungen für verschiedene mittelfristig zu realisierende Ausbauvorhaben des U-Bahn-Netzes vor.
Die jüngste gesamthafte Betrachtung möglicher Ausbauvorhaben erfolgte im Jahr 2014 im Rahmen einer sog. Konzeptstudie, in der die Hochbahn im Auftrag der damaligen Behörde für Wirtschaft, Verkehr und Innovation das gesamte Hamburger Stadtgebiet auf Erschließungslücken und mögliche Anknüpfungspunkte für Verlängerungen bestehender Strecken, den Neubau zusätzlicher Strecken und Ergänzungen zusätzlicher Stationen entlang bestehender Strecken untersucht wurde.
Die Konzeptstudie stellt den Ausbau des U-Bahn-Netzes explizit in den Kontext der vom Senat verfolgten Stärkung des Umweltverbundes und der Verkehrswende und die sich hieraus ergebenden positiven Effekte auf Umwelt-, Wohn- und Aufenthaltsqualität und die sich ergebenden städtebaulichen und freiraumplanerischen Potenziale. Ein weiterer zentraler Faktor für die Erstellung der Studie war das prognostizierte gesamtstädtische Bevölkerungs- und Beschäftigungswachstum, durch das sich nach Einschätzung des Senats ein erhöhter Bedarf für eine Anpassung der Verkehrsinfrastruktur ergibt. Das erwartete zusätzliche Verkehrsaufkommen soll dabei vor allem durch den ÖPNV aufgefangen werden und müsse durch Ausbau und Anpassung des öffentlichen Verkehrsangebots entsprechend antizipiert werden. Nicht zuletzt spielte eine wesentliche Rolle für die Studie, dass größere Teile des Stadtgebiets deutliche Defizite in der ÖPNV-Erschließung bzw. -Qualität aufwiesen. Der Senat weist im Zusammenhang der Steigerung des ÖPNV-Anteils am Modal Split auf die bereits weitgehend ausgeschöpften Kapazitäten in Teilen des Busnetzes hin. Unter der Annahme weiterhin steigender Fahrgastzahlen bestehe keine Alternative zum Ausbau des Schienennetzes bzw. einer Umstellung von Bus zu Bahn.
Die von der Hochbahn in der Konzeptstudie untersuchten Vorhaben wurden in Abstimmung mit den zum damaligen Zeitpunkt laufenden Planungen im S-Bahn-Netz – diese beinhalteten insbesondere die Einrichtung der Linie S4 zur besseren Erschließung des Hamburger Ostens und des nordöstlichen Hamburger Umlandes und den Ausbau der bestehenden Strecke der AKN im Hamburger Westen und im nordwestlichen Umland für den S-Bahn-Betrieb – entwickelt.
Die Studie bildet die Grundlage der aktuell durch die Hochbahn und den Senat verfolgten Erweiterungen bzw. wurden alle aktuell verfolgten und im nachfolgenden Abschnitt beschriebenen Erweiterungen im Hamburger Stadtgebiet in ihren Grundzügen bereits in der Studie betrachtet.
Die nebenbestehende Karte gibt eine Übersicht der zurzeit in Umsetzung befindlichen und konkreter verfolgten Erweiterungen.

### In Umsetzung befindliche Vorhaben

#### U4: Verlängerung Horner Rennbahn bis Horner Geest

Verlauf der Strecke zur Horner Geest

| Linie | Anschluss- und Endstation      | Stationen                                      | Geplante Inbetriebnahme |
| ----- | ------------------------------ | ---------------------------------------------- | ----------------------- |
|       | Horner Rennbahn – Horner Geest | Horner Rennbahn – Stoltenstraße – Horner Geest | 2027                    |

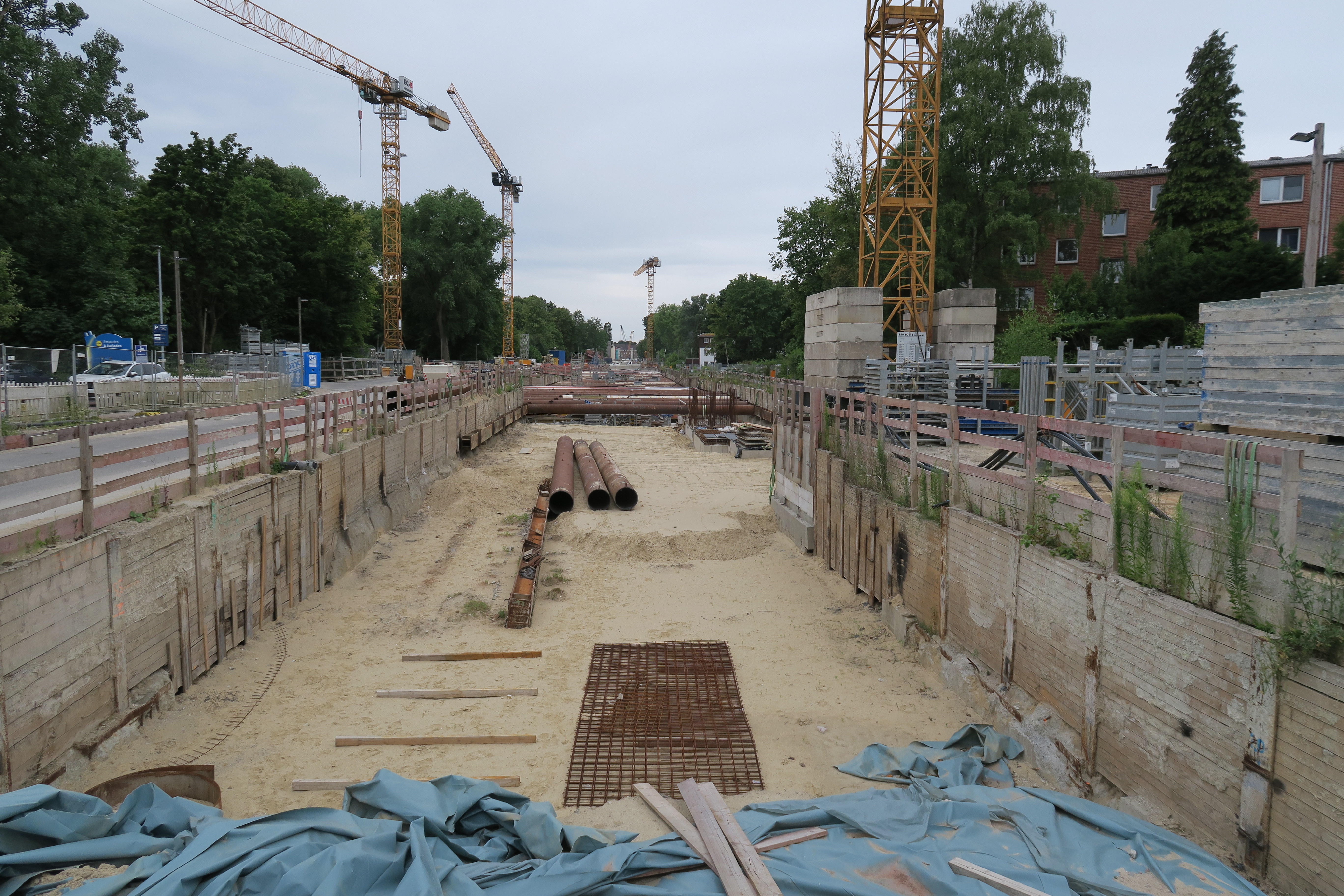
Baustelle in der Manshardtstraße (2025)
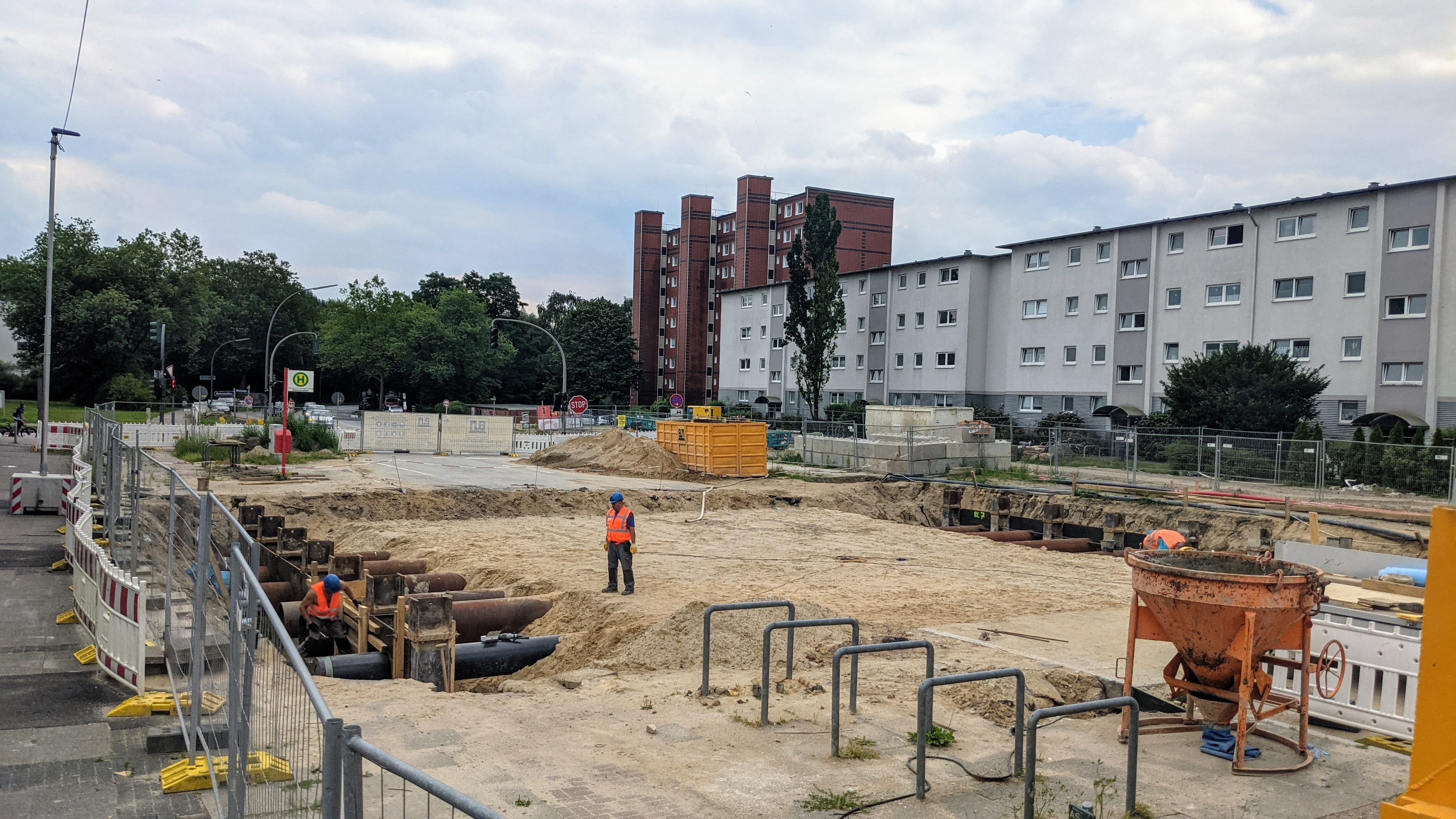
Bau der Station Horner Geest in offener Bauweise unter der bisherigen Manshardtstraße (2021)

Die U4 wird zurzeit ausgehend von der Bestandsstation Horner Rennbahn zur Horner Geest erweitert, wodurch die Haushalte von rund 13.000 Personen erstmals direkt an das U-Bahn-Netz angebunden werden. Mit Eröffnung der Strecke wird Billstedt als östlicher Endpunkt der U4 aufgegeben und stattdessen die Strecke bis Horner Geest bedient.
Planung
Das Vorhaben umfasst eine rund 1,9 Kilometer lange, vollständig zweigleisige und vollständig im Tunnel verlaufende Neubaustrecke einschließlich der zwei neuen Stationen Stoltenstraße östlich der gleichnamigen Bushaltestelle und Horner Geest westlich der Bushaltestelle Dannerallee im Bereich eines örtlichen Nahversorgungszentrums.
Die Neubaustrecke wird an der Station Horner Rennbahn aus der gemeinsam mit der U2 genutzten Strecke ausgefädelt und im Wesentlichen im Verlauf der Manshardtstraße in nordöstliche Richtung zur Horner Geest geführt. Die Station Horner Rennbahn wird für die Verlängerung durch eine zusätzliche eingleisige Bahnsteighalle südlich des bisherigen Stationsbauwerks von zwei auf drei Gleise erweitert. Die bestehenden Gleise werden künftig von den stadteinwärts bzw. in westliche Richtung fahrenden Zügen der U2 und U4 genutzt, während die stadtauswärts fahrenden Züge das neue Einzelgleis nutzen. Hierzu wird das bisherige stadtauswärts führende Gleis westlich der Bestandsstation in einen neuen Tunnel nach Süden verschwenkt, der zum neuen Bahnsteig führt. Östlich des neuen Bahnsteigs teilt sich die Tunnelstrecke in eine Südstrecke, die in die Bestandsstrecke der U2 in südöstliche Richtung einfädelt, und eine Nordstrecke, die in Richtung Horner Geest verläuft.
Aktueller Sachstand
Die bauvorbereitenden Maßnahmen wurden am 6. April 2020 aufgenommen, der offizielle Baubeginn erfolgte am 22. Februar 2021. Die Eröffnung wird für das Jahr 2027 angestrebt.

#### U5: Neue Linie Bramfeld – Arenen Volkspark
| Linie | Verlauf | Geplante Inbetriebnahme                                                                                                   |
| ----- | --- | --- |
| U 5   | im Bau: Bramfeld – Steilshoop – Barmbek Nord – Sengelmannstraße – City Nord (Stadtpark) – (in Planung:, vorläufige Namen kursiv: Borgweg – Jarrestraße – Beethovenstraße – Uhlenhorst – St. Georg – Hauptbahnhof Nord – Stephansplatz – Universität – Grindelhof – Hoheluftbrücke – Gärtnerstraße – Universitätsklinikum – Siemersplatz/Behrmannplatz – Hagenbecks Tierpark – Sportplatzring – Stellingen – Arenen Volkspark) | 1. BA: Anfang der 2030er Jahre 2. BA: Mitte der 2030er Jahre Verbleibende Strecke: Schrittweise bis Ende der 2030er Jahre |

Das seit Jahrzehnten mit Abstand umfangreichste Erweiterungsvorhaben des U-Bahn-Netzes ist der Bau einer vollständig neuen Strecke, die im Endausbau eine Länge von rund 24 Kilometern erreichen und den Hauptbahnhof mit peripheren Stadtteilen im Nordosten und Nordwesten der Stadt verbinden soll. Die Strecke soll durch eine neue Linie U5 bedient werden.
Planung

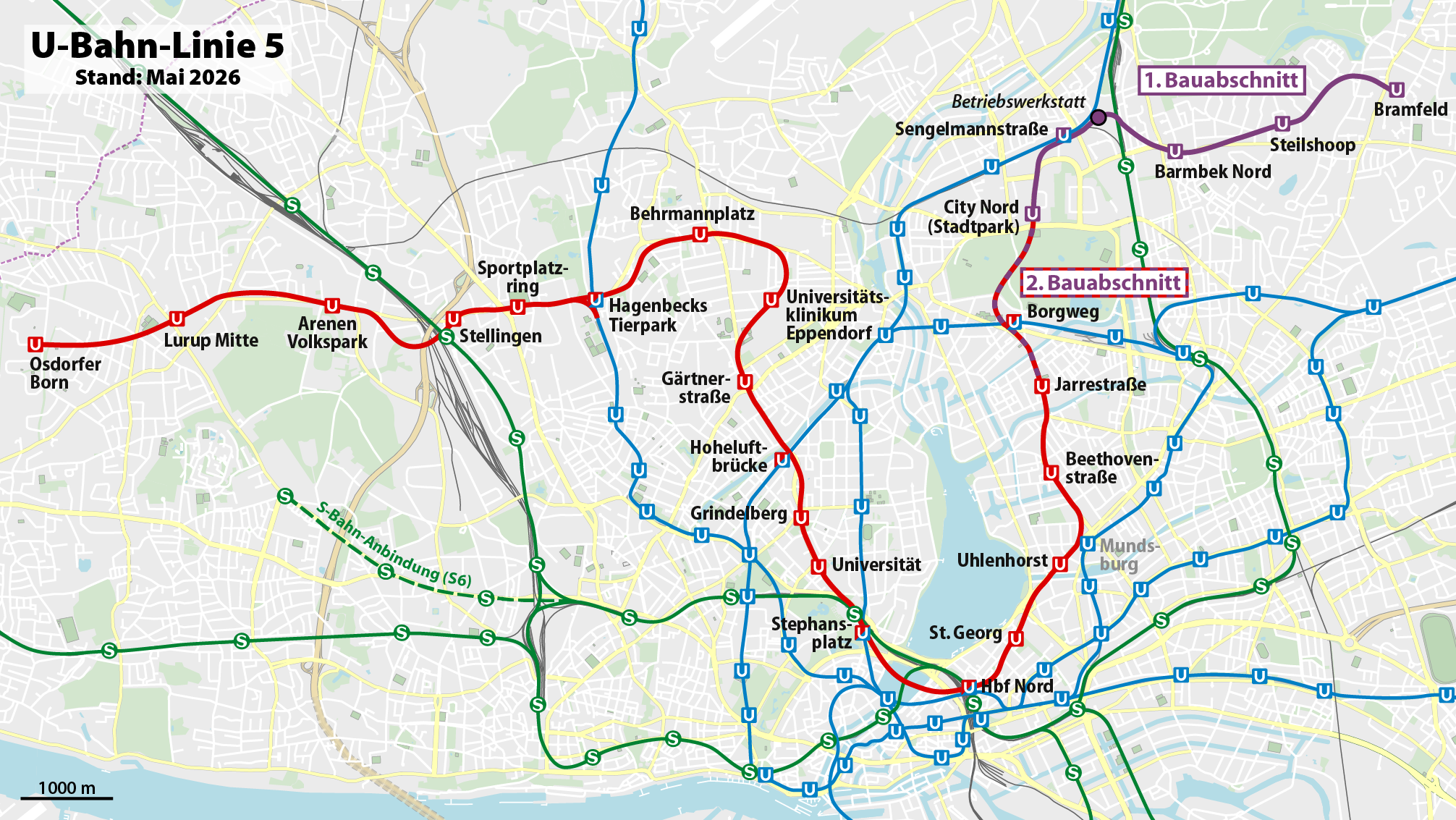
Geplante Strecke der U5

Der erste, in Umsetzung befindliche Bauabschnitt hat eine Länge von rund 5,8 Kilometern und umfasst fünf Stationen. Er wird vom Ortszentrum des Stadtteils Bramfeld über die Großwohnsiedlung Steilshoop und die bestehende U-Bahn-Station Sengelmannstraße in das Büroquartier City Nord führen.
Mit den in Planung befindlichen weiteren Bauabschnitten würde die Linie um 18 auf insgesamt 23 Stationen erweitert. Die Strecke verliefe ausgehend von der City Nord in südliche Richtung durch die östlich der Außenalster gelegenen, dicht besiedelten Stadtteile Winterhude, Barmbek-Süd, Uhlenhorst und St. Georg bis zum Hauptbahnhof und in die Innenstadt und von dort in nördliche Richtung durch die westlich der Außenalster gelegenen Stadtteile Rotherbaum, Harvestehude, Hoheluft-West, Eppendorf und Lokstedt und weiter in westliche Richtung über Stellingen bis zu den Sport- und Veranstaltungsstätten im Altonaer Volkspark in Bahrenfeld.
Die Strecke der U5 soll durchgehend zweigleisig hergestellt werden und entspricht in Hinblick auf Spurweite, Lichtraumprofil und Stromsystem den bestehenden U-Bahn-Linien. Die maximal mögliche Zuglänge entspricht mit 120 Metern derjenigen der bestehenden Linien U1, U2 und U4. Da die Strecke in wesentlichen Teilen durch baulich entwickelte Bereiche des Stadtgebiets führen soll, ist mit Ausnahme eines rund 400 Meter langen Abschnitts rund um die oberirdische Bestandsstation Sengelmannstraße eine Trassierung ausschließlich im Tunnel vorgesehen.
Zwei wesentliche Neuerungen gegenüber den bestehenden Strecken und Linien sind der fahrerlose Betrieb und die Ausstattung aller Stationen mit Bahnsteigtüren. Die U5 soll mit Fahrzeugen der in Entwicklung befindlichen Baureihe DT6 betrieben werden, von denen für die Linie insgesamt 120 Einheiten beschafft werden sollen.
Die Planungen greifen seit Jahrzehnten bestehende Erweiterungsvorhaben des U-Bahn-Netzes auf, die bislang nicht oder nur in modifizierter Form zur Umsetzung kamen. Insbesondere entspricht der Streckenabschnitt zwischen Jungfernstieg und Sengelmannstraße mit Ausnahme des Entfalls einer neuen Station im Bereich Mundsburg den Planungen der alten U4 in diesem Bereich, während der Abschnitt zwischen Stephansplatz und Siemersplatz/Behrmannplatz mit Ausnahme der Führung über das Universitätsklinikum den historischen Planungen der sogenannten Grindel-U-Bahn entspricht.
Aktueller Sachstand
Nach dem seit dem Frühjahr 2014 laufenden Prüf-, Planungs- und Genehmigungsprozess erteilte die Behörde für Wirtschaft und Innovation am 30. September 2021 den Planfeststellungsbeschluss für den ersten Bauabschnitt, die bauvorbereitenden Maßnahmen wurden unmittelbar danach am 2. Oktober 2021 aufgenommen. Der symbolische erste Spatenstich für die eigentlichen Bauarbeiten erfolgte am 30. September 2022. Die Aufnahme des Fahrgastbetriebs wird für Anfang der 2030er Jahre angestrebt.
Die Vorentwurfsplanung für die weiteren Bauabschnitte wurde Ende 2020 abgeschlossen und wird aktuell im Rahmen der Entwurfsplanung vertieft. Ein Baubeginn für den zweiten Bauabschnitt wird für Mitte der 2020er Jahre angestrebt, die Fertigstellung der Gesamtmaßnahme soll bis Ende der 2030er Jahre erfolgen.

### Weitere Planungen

#### U1: Verlängerung Norderstedt Mitte bis Quickborner Straße
| Linie | Anschluss- und Endstation              | Stationen                                                                                  | Status    |
| ----- | -------------------------------------- | ------------------------------------------------------------------------------------------ | --------- |
|       | Norderstedt Mitte – Quickborner Straße | Norderstedt Mitte – Moorbekhalle (Schulzentrum Nord) – Friedrichsgabe – Quickborner Straße | unbekannt |

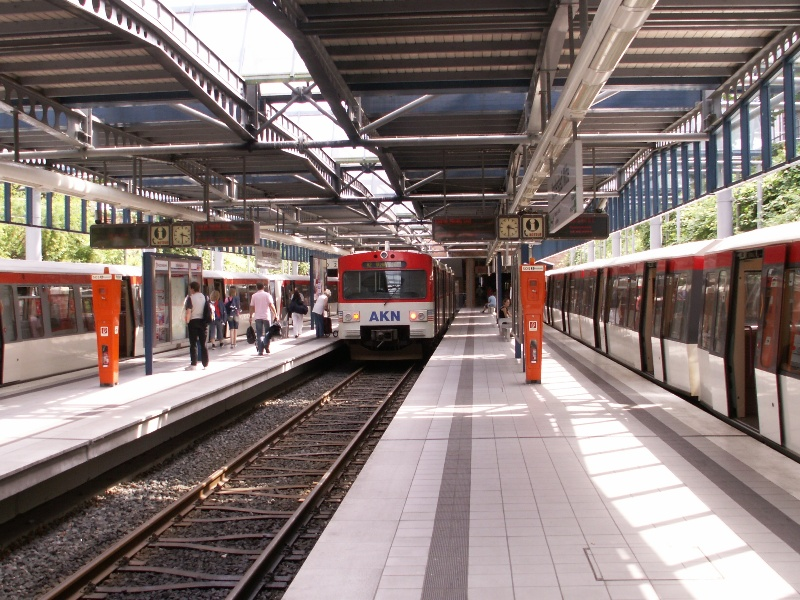
Die Stadt Norderstedt verfolgt eine Verlängerung der U1 auf der bisherigen Trasse der AKN; im Bild das Stumpfgleis der AKN zwischen den beiden Gleisen der U1 am bisherigen Endbahnhof Norderstedt Mitte

Die Stadt Norderstedt verfolgt eine Verlängerung der U1 von ihrem bisherigen Endpunkt Norderstedt Mitte auf der Trasse der AKN bis zum bestehenden Haltepunkt Quickborner Straße im Norden der Stadt.
Das Projekt war kein Bestandteil der Konzeptstudie der Hochbahn aus dem Jahr 2014.
Planung
Die Strecke hätte eine Länge von rund 3 Kilometern und umfasste die drei bestehenden, bislang von der Linie A2 der AKN bedienten Haltepunkte Moorbekhalle (Schulzentrum Nord), Friedrichsgabe und Quickborner Straße. Die Planungen sehen den Rückbau der bestehenden ebenerdigen Strecke der AKN und ihre Ersetzung durch eine durchgehend zweigleisige Strecke im Einschnitt, den entsprechenden Rück- und Neubau der drei bislang ebenerdigen AKN-Stationen und die Aufhebung der bestehenden Bahnübergänge an der Wald- und an der Quickborner Straße sowie die Anpassung der Station Norderstedt Mitte vor. Die Linie A2 würde mit Inbetriebnahme der U-Bahn bis Quickborner Straße verkürzt.
Zentrale Vorteile des Vorhabens wären die Erhöhung der Beförderungskapazität auf der Strecke durch den Einsatz der im Vergleich zu den Fahrzeugen der AKN längeren U-Bahn-Zügen und die Möglichkeit zur Verdichtung des Taktes (bislang maximal 10 Minuten) aufgrund des Wegfalls der Bahnübergänge, die gleichzeitige Reduzierung der Einschränkungen für den Straßenverkehr und der Wegfall lokaler Luftschadstoffemissionen durch Ersatz der Dieseltriebwagen der AKN durch die elektrisch betriebenen Fahrzeuge der U-Bahn.
Kosten und Finanzierung
Die Planungs- und Baukosten (einschließlich einer zehnprozentigen Preissteigerungsreserve) werden mit Stand August 2021 auf 135 Millionen Euro prognostiziert. Die Kosten sollen zu einem Viertel durch die Stadt Norderstedt und zu drei Vierteln durch den Bund und das Land Schleswig-Holstein getragen werden.
Projekthintergrund und aktueller Sachstand
Die Stadt Norderstedt beschäftigt sich seit längerem mit der Verlängerung der U1 auf ihrem Stadtgebiet und ließ zusammen mit der Hochbahn bereits in den Jahren 2018 und 2019 verschiedene Machbarkeitsstudien hierzu erstellen, die das Vorhaben in Hinblick auf seine ökologischen, lärmtechnischen, reisezeitbezogenen und ökonomischen Auswirkungen insgesamt positiv bewerteten. Aufbauend auf diesen Vorbetrachtungen trat Norderstedt 2020 in Verhandlungen mit dem Land über eine Förderung des Vorhabens ein. Schleswig-Holstein erklärte seine Unterstützung und sagte eine Aufnahme in den seinerzeit in Fortschreibung befindlichen Landesnahverkehrsplan unter der Bedingung zu, dass sich die Norderstedter Stadtvertretung bis spätestens September 2021 in einem Grundsatzbeschluss für das Projekt ausspricht. Das Land und der Bund stellten zudem eine Förderung in einem Umfang von bis zu drei Vierteln der Gesamtkosten in Aussicht unter der Bedingung, dass sich Norderstedt verbindlich zur Übernahme von mindestens einem Viertel der Kosten, d. h. bei zum damaligen Zeitpunkt geschätzten Gesamtkosten von 135 Millionen Euro zu einem Betrag von 33,75 Mio. Euro, in städtischer Eigenleistung und zur Durchführung der Projektplanung und Umsetzung in eigener Zuständigkeit verpflichtet.
Die Stadtvertretung entsprach beiden Bedingungen mit einem am 14. September 2021 gefassten Beschluss, nachdem bereits am 2. September 2021 der Ausschuss für Stadtentwicklung und Verkehr einer entsprechenden Vorlage zugestimmt hatte. Die Stadtvertretung knüpfte die Finanzierungszusage dabei ihrerseits an die Zusage von Bund und Land über die Förderung der verbleibenden 75 Prozent der Gesamtbaukosten. Weiterhin beauftragte sie die Verwaltung mit der Beantragung von Fördermitteln des Landes für den städtischen Finanzierungsanteil und verfügte die Einstellung der voraussichtlich erforderlichen Planungsmittel in Höhe von 850.000 Euro in den Doppelhaushalt 2022/2023.
Zum Zeitpunkt des Beschlusses der Stadtvertretung ging diese davon aus, dass das Planfeststellungsverfahren im Laufe des Jahres 2022 eröffnet und bei günstigem Verlauf 2024 abgeschlossen werden könnte. Für die anschließenden Schritte der Ausführungsplanung und der Umsetzung wurde ein Zeitraum von bis zu vier Jahren erwartet, sodass die Strecke frühestens 2028 in Betrieb gehen könnte.
Seit dem Grundsatzbeschluss im September 2021 gab es keine weitere formelle Befassung mit dem Vorhaben in der Stadtvertretung oder den Fachausschüssen. Die im Dezember 2021 verabschiedete Fortschreibung des Nahverkehrsplans enthält zudem das Vorhaben weder in den bis 2027 angestrebten noch in den ab 2027 geplanten Maßnahmen, sodass der Verfahrensstand und die Einhaltung des skizzierten Zeitplans zum gegenwärtigen Zeitpunkt nicht beurteilt werden können.

#### U2: Verlängerung Mümmelmannsberg bis Bergedorf
| Linie | Anschluss- und Endstation   | Stationen | Status                          |
| ----- | --------------------------- | --- | ------------------------------- |
|       | Mümmelmannsberg – Bergedorf | Mümmelmannsberg – Boberg/Boberger Drift – Schulenburgring – Perelsstraße – Binnenfeldredder – Lohbrügger Markt – Bergedorf | bis auf Weiteres zurückgestellt |

* kursiv gesetzte Stationsnamen sind von der jeweils nächstgelegenen Bushaltestelle übernommen
Die U2 könnte von ihrem südöstlichen Endpunkt Mümmelmannsberg in südöstliche Richtung über den Stadtteil Lohbrügge zum Bahnhof Bergedorf verlängert werden. Erste Planungen sehen den Bau von sechs neuen Stationen als Vorzugsvariante vor.
Das Vorhaben wird durch die Freie und Hansestadt Hamburg zurzeit nicht priorisiert und ist mit keinem Zeithorizont ausgestattet.

#### U2: Verlängerung Niendorf Nord bis Oldesloer Straße
| Linie | Anschluss- und Endstation        | Stationen                        | Status                          |
| ----- | -------------------------------- | -------------------------------- | ------------------------------- |
|       | Niendorf Nord – Oldesloer Straße | Niendorf Nord – Oldesloer Straße | bis auf Weiteres zurückgestellt |

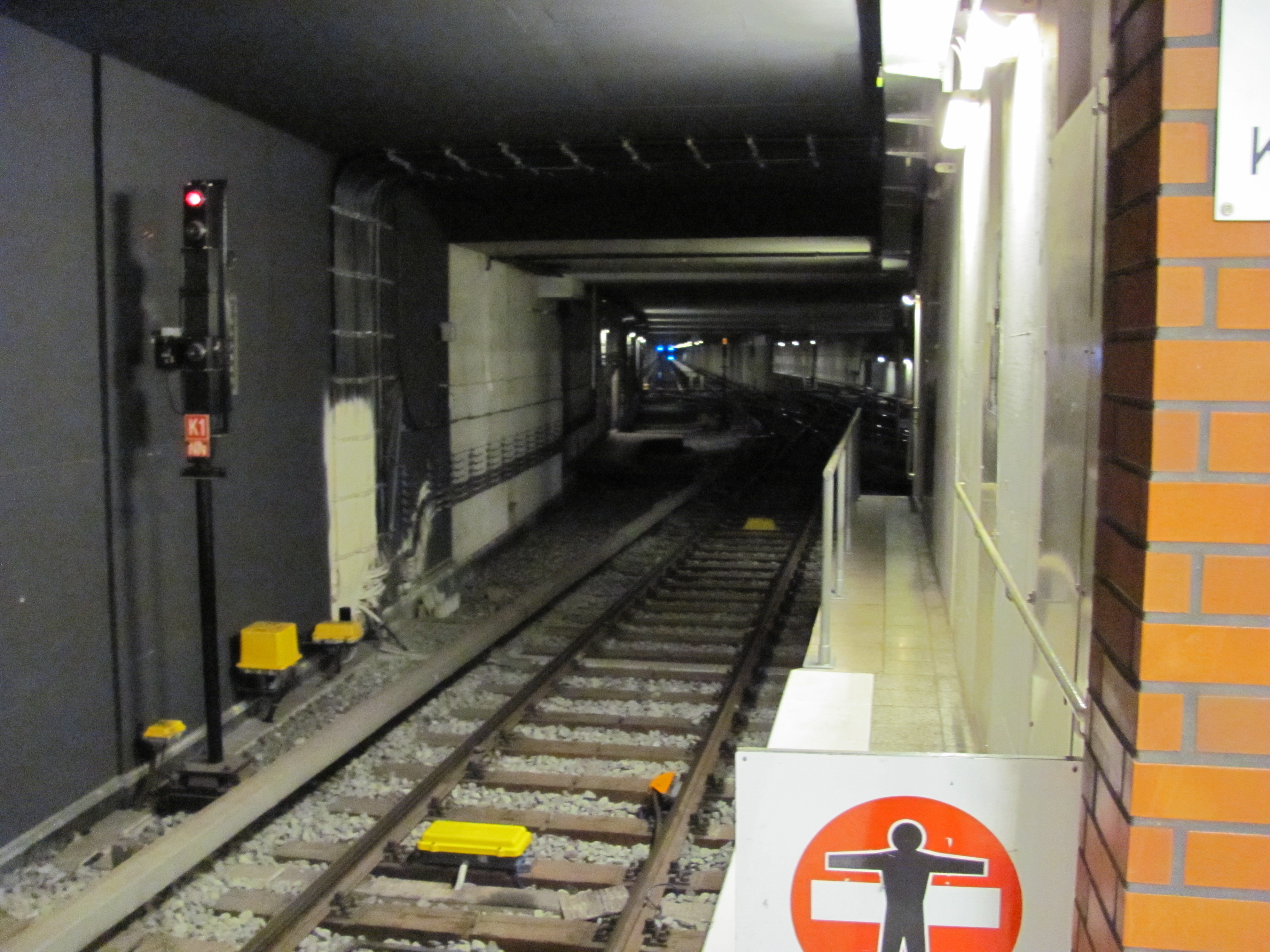
Die U2 könnte über ihren bisherigen Endpunkt Niendorf Nord hinaus an den Ring 3 verlängert werden; im Bild die Abstellanlage nördlich der bestehenden Station

Die U2 könnte von ihrem nordwestlichen Endpunkt Niendorf Nord in nordwestliche Richtung bis an den Ring 3 verlängert werden. Die Strecke schlösse an die bestehende Abstellanlage nördlich des bisherigen Endbahnhofs an und hätte eine Länge von rund 700 m. Die einzige neue Station der Verlängerung wäre der neue Endbahnhof Oldesloer Straße, etwa gegenüber der Einmündung der Straße Zum Golfplatz in den Ring 3.
Die Planung steht unter dem Vorbehalt der städtebaulichen Entwicklung des bislang landschaftlich geprägten Gebiets rund um die Oldesloer Straße oder zumindest des Baus einer größeren P+R-Anlage in diesem Bereich. Da beide Maßnahmen bislang nicht absehbar sind, sind die Planungen für das Vorhaben bis auf weiteres zurückgestellt.

#### U3: Zusätzliche Station Fuhlsbüttler Straße
| Linie | Station             | benachbarte Stationen   | Status                    |
| ----- | ------------------- | ----------------------- | ------------------------- |
|       | Fuhlsbüttler Straße | Barmbek – Habichtstraße | laufender Planungsprozess |

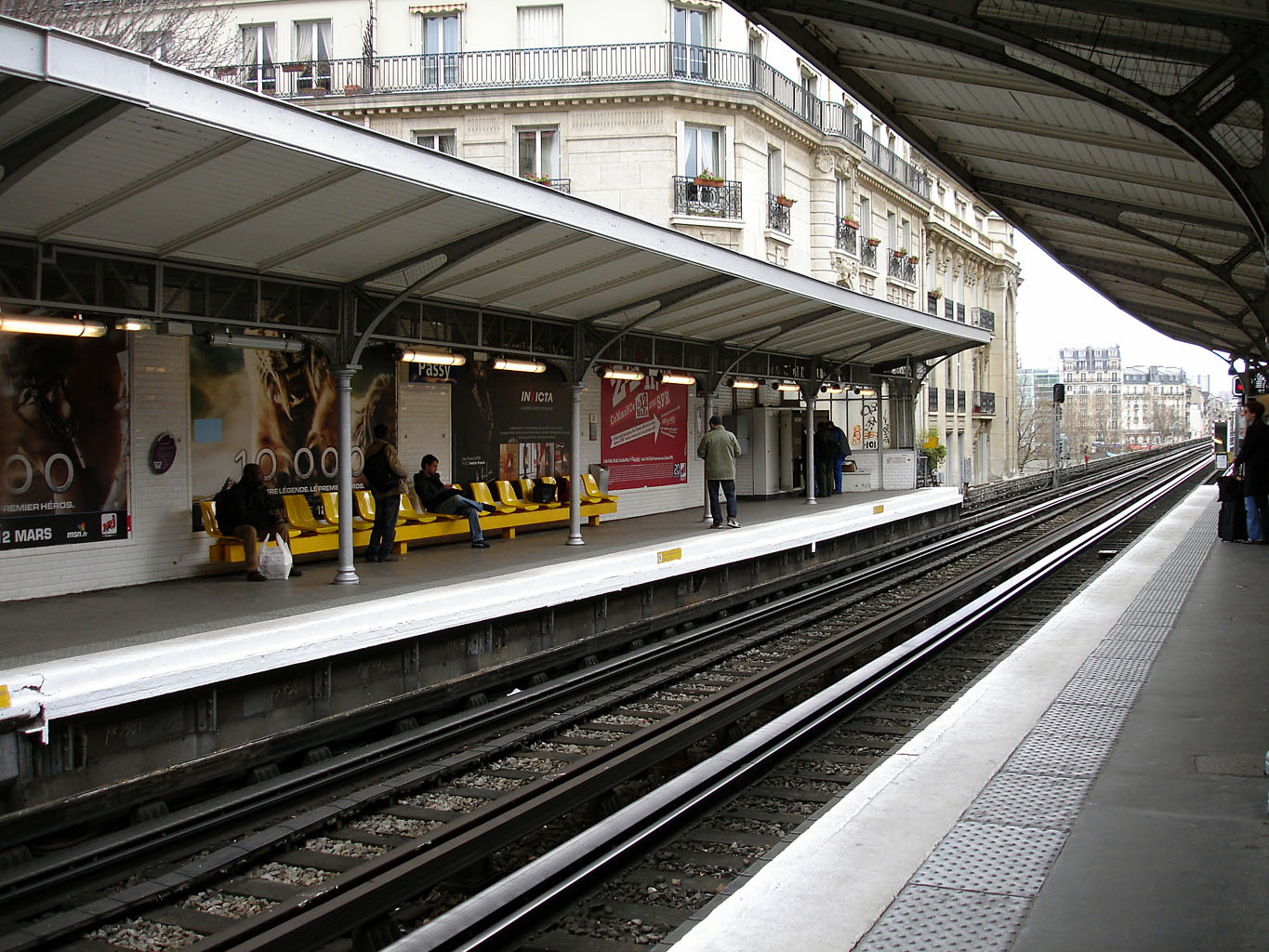
Der geplante Aufbau der Station findet sich ähnlich bei verschiedenen Stationen der Pariser Métro, im Bild die Station Passy der Linie 6

Unter dem Arbeitsnamen Fuhlsbüttler Straße plant die Hochbahn die Einrichtung einer zusätzlichen Station auf dem Bahndamm zwischen den Bestandsstationen Barmbek und Habichtstraße.
Planung
Die Station soll westlich der Brücke über die Fuhlsbüttler Straße parallel zum Hardorffsweg entstehen. Die Station erschlösse einen dicht besiedelten Teil von Barmbek-Nord, im fußläufigen Einzugsbereich lägen u. a. die Haushalte von rund 10.000 Personen und ein großer Teil der Einzelhandels- und Nahversorgungsbetriebe entlang der Fuhlsbüttler Straße. Die Hochbahn geht auch davon aus, dass die Haltestelle durch Verlagerung eines Teils der Ein- und Aussteiger zur Entlastung des Barmbeker Bahnhofs und der Buslinien in diesem Bereich beitrüge und dass sich die verbesserte Erschließung positiv auf den Gewerbestandort Fuhlsbüttler Straße auswirken würde.
Die Station soll über zwei jeweils 120 Meter lange Seitenbahnsteige verfügen, die im Gegensatz zu einem Mittelbahnsteig mit vergleichsweise geringen Anpassungen entlang der Bestandsstrecke ergänzt werden können. Der Hauptzugang soll in östliche Richtung zur Fuhlsbüttler Straße liegen, daneben wird ein zusätzlicher westlicher Zugang im Bereich der Einmündung des Vollmerswegs in den Hardorffsweg vorgesehen.
Der hochbauliche Entwurf der Station ist Gegenstand des laufenden Planungsprozesses, aufgrund der Lage in einem verdichteten Wohngebiet sind jedoch besondere Anforderungen in Hinblick auf den Lärm- und Blendschutz der angrenzenden Bebauung zu beachten, während gleichzeitig eine möglichst gute natürliche Belichtung erreicht werden soll. Die von der Hochbahn hierfür skizzierte Lösung sieht eine Einhausung der Bahnsteige vor, während der Bereich oberhalb der Gleise oben offen bliebe, was ein in Hamburg ungewöhnlicher Aufbau ist.
Projekthintergrund und aktueller Sachstand
Die Station wurde erstmals im Rahmen der Konzeptstudie von 2014 betrachtet. Die Studie erkannte die o. g. Vorzüge und stellte die grundsätzliche bauliche Machbarkeit des Vorhabens fest, hob jedoch auch eine umfangreiche Doppelerschließung mit den Bestandsstationen Alte Wöhr, Barmbek und Habichtstraße und potenzielle Konflikte mit der umliegenden Wohnbebauung und der lokalen Grünkulisse hervor. Weiterhin hätte sich eine Doppelerschließung mit dem östlichen Bauabschnitt der U5 ergeben können, für den zum damaligen Zeitpunkt in ein weiter südlich gelegener Verlauf untersucht wurde. Die Konzeptstudie empfahl daher, das Vorhaben bis zur endgültigen Entscheidung über die Trassenführung der U5 zurückzustellen. Nachdem die Hochbahn im Dezember 2017 die Entscheidung zugunsten des aktuell in Umsetzung befindlichen Verlaufs mit der neuen Station Barmbek Nord im Bereich der Straßenkreuzung Fuhlsbüttler Straße/Nordheimstraße getroffen hatte, wurde im Jahr 2018 der Bedarf einer zusätzlichen Haltestelle im südlichen Bereich der Fuhlsbüttler Straße erneut geprüft und insgesamt bestätigt. Am 5. Februar 2019 gab die Hochbahn bekannt, dass der Lenkungskreis zum Ausbau des U-Bahn-Netzes die Durchführung einer vertiefenden Planung beschlossen hat.
Im Herbst 2020 und 2021 führte die Hochbahn zwei Beteiligungsformate durch, in denen die Öffentlichkeit Vorschläge und Hinweise zur allgemeinen Planung und zur Gestaltung des Stationsbauwerks und seines Umfeldes einbringen konnte. Mit Stand September 2023 sind die Planungen abgeschlossen, und eine Eröffnung im Frühjahr 2029 wird anvisiert.

#### U4: Verlängerung Elbbrücken bis Moldauhafen
| Linie | Anschluss- und Endstation | Stationen                | Status                                                       |
| ----- | ------------------------- | ------------------------ | ------------------------------------------------------------ |
|       | Elbbrücken – Moldauhafen  | Elbbrücken – Moldauhafen | laufender Planungsprozess, laufender Realisierungswettbewerb |

Die Hochbahn und der Senat verfolgen eine Verlängerung der U4 von ihrem südlichen Endpunkt an den Elbbrücken in das Entwicklungsgebiet Grasbrook, in dem bis etwa 2040 ein gemischt genutztes Quartier mit rund 3.000 Wohnungen, 16.000 Arbeitsplätzen und kulturellen und weiteren freizeitbezogenen Nutzungen entwickelt werden soll.
Planung
Das Vorhaben umfasst eine insgesamt rund 1.000 Meter lange, vollständig zweigleisige und vollständig oberirdisch verlaufende Neubaustrecke einschließlich einer neuen Station mit dem Arbeitsnamen Moldauhafen über dem gleichnamigen Hafenbecken. Die Station erschließt mit ihrer zentralen Lage sowohl das gemischt genutzte Moldauhafenquartier im Norden des Entwicklungsgebiets Grasbrook als auch das ausschließlich gewerbliche genutzte Hafentorquartier in dessen Süden sowie Teile der nördlichen Veddel.
Die Strecke führt ausgehend von der bestehenden Endstation im Osten der HafenCity zunächst auf einem neuen Brückenbauwerk parallel zu den bestehenden Elbbrücken über die Norderelbe. Hieran schließt sich im Osten des Grasbrooks ein Rampen- und Viaduktbauwerk an, mit dem die Trasse auf ein Plus-1-Niveau angehoben und nach Südwesten verschwenkt wird. Den letzten Streckenabschnitt bildet ein zweigeschossiges Brückenbauwerk über dem Becken des Moldauhafens einschließlich der neuen Endstation, die über einen 125 Meter langen Mittelbahnsteig verfügen soll. Strecke und Station liegen auf der oberen Ebene der Brücke, während die auf Höhe des umliegenden Geländes gelegene untere Ebene der Erschließung der Station dient und gleichzeitig die zentrale Verbindung zwischen den beiden Teilquartieren für den Fußgänger- und Radverkehr herstellt.
Die Trasse wird so geplant, dass eine spätere Weiterführung in südliche Richtung in der Achse der Dessauer Straße oder über den westlichen Kleinen Grasbrook möglich ist.
Aktueller Sachstand
Die Hochbahn führte in Abstimmung mit der Freien und Hansestadt Hamburg und der HafenCity Hamburg GmbH einen interdisziplinären Realisierungswettbewerb für die Verlängerung durch. Der Abschluss des Verfahrens war für Februar 2023 avisiert.
Die Realisierung könnte vorbehaltlich des erfolgreichen Abschlusses einer Finanzierungsvereinbarung bis 2030 erfolgen.
Im Juli 2025 wurde die Planfeststellung eingeleitet.

#### U4: Verlängerung Moldauhafen über Wilhelmsburg bis Harburg
| Linie | Anschlussstation und Verlauf                                 | Status                            |
| ----- | ------------------------------------------------------------ | --------------------------------- |
|       | Moldauhafen – Elbinsel Wilhelmsburg – Bezirkszentrum Harburg | laufende Machbarkeitsuntersuchung |

Langfristig könnte die U4 über ihren zurzeit in Planung befindlichen Endpunkt im Stadtteil Kleiner Grasbrook in südliche Richtung auf die Elbinseln Wilhelmsburg und bis in das Zentrum des Bezirks Harburg südlich der Elbe verlängert werden.
Aufbauend aus den Erkenntnissen der Konzeptstudie von 2014 hat die Hochbahn eine entsprechende Planung im Jahr 2020 im Rahmen einer sogenannten Erweiterten Konzeptstudie vertiefend betrachtet, deren Ergebnisse zurzeit im Rahmen einer Machbarkeitsuntersuchung weiter vertieft werden.

#### U4: Verlängerung Horner Geest bis Jenfeld
| Linie | Anschlussstation und Verlauf                 | Status                   |
| ----- | -------------------------------------------- | ------------------------ |
|       | Horner Geest – Dringsheide – Jenfeld-Zentrum | strategische Betrachtung |

Die Konzeptstudie der Hochbahn zum Ausbau des U-Bahn-Netzes und die Machbarkeitsuntersuchung für die Strecke auf die Horner Geest skizzieren eine mögliche Verlängerung der Strecke von der künftigen Endstation Horner Geest in den nordöstlich angrenzenden Stadtteil Jenfeld. Als Vorleistung hierfür wird die östlich von Horner Geest geplante Abstellanlage so hergestellt, dass sie im Falle einer Verlängerung nach Jenfeld als Streckentunnel genutzt werden kann.
Aufgrund der bislang nur sehr allgemeinen Betrachtung des Vorhabens äußern sich die Konzeptstudie und die Machbarkeitsuntersuchung nicht detailliert zu Stationsstandorten. Die Studie nennt jedoch die Bereiche Dringsheide und Jenfeld-Zentrum als wichtige Siedlungsschwerpunkte, weshalb nahe liegt, dass diese bei der Bestimmung der Standorte Berücksichtigung finden könnten.
Die Studie weist jedoch auch auf die Möglichkeit hin, Jenfelds SPNV-Erschließung durch einen Busanschluss an die künftige S-Bahn-Linie S4 zu verbessern, die die westlich und nördlich an Jenfeld angrenzenden Stadtteile Wandsbek und Rahlstedt ab der zweiten Hälfte der 2020er Jahre mit mehreren Stationen bedienen soll. Weiterhin kann darauf hingewiesen werden, dass ein Großteil der Siedlungsbereiche zwischen Horner Geest und Jenfeld bislang durch eine geringe Bebauungsdichte charakterisiert wird, die eine Argumentation zugunsten der Notwendigkeit und der Wirtschaftlichkeit eines U-Bahn-Anschlusses nicht zwingend unterstützt.

### Ehemals geplante Erweiterungen

#### Erweiterung der Walddörferbahn

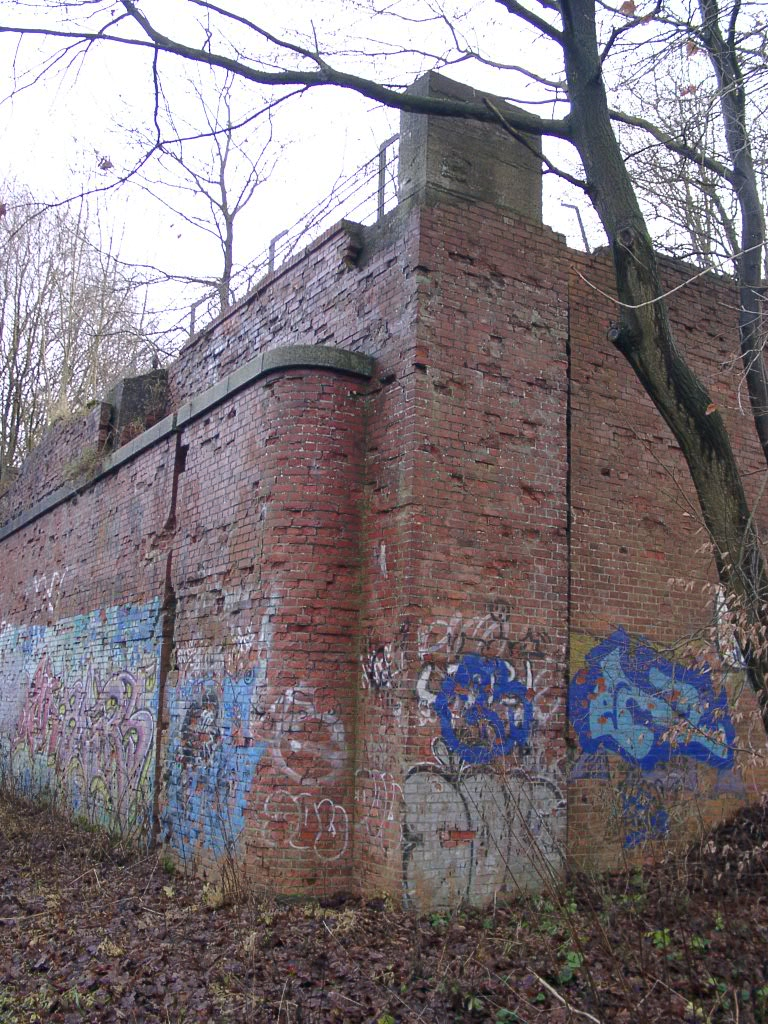
Fragment des U-Bahnhofs Beimoor

Der östliche Zweig der Walddörferbahn sollte ursprünglich über Großhansdorf hinaus in nördlicher Richtung weitergeführt werden. In der damals zu Hamburg gehörenden Exklave waren zwei Stationen geplant. Der Bahnhof Beimoor wurde bis 1918 nahezu fertiggestellt, um ein geplantes Wohngebiet und eine psychiatrische Klinik anzubinden. Infolge des Ersten Weltkrieges und Materialmangels bei der Elektrifizierung ging er jedoch nie in Betrieb, obwohl bis dorthin bereits Gleise verlegt waren. Durch das Groß-Hamburg-Gesetz wechselten diese Gebiete 1937 von Hamburg zu Preußen, sodass kein Interesse mehr an einer Inbetriebnahme bestand.
Beim Bau der Walddörferbahn wurde südwestlich von Ahrensburg auf Höhe des Guts Wulfsdorf eine weitere Haltestelle vorgesehen. Die Trasse ist an dieser Stelle für die Errichtung eines Mittelbahnsteigs verbreitert.

#### Historische Planung U4: Osdorf – City Nord
| Linie | Anschluss- und Endstation        | Stationen |
| ----- | -------------------------------- | --- |
|       | Sengelmannstraße – Osdorfer Born | Sengelmannstraße – Jahnring (City Nord) – Borgweg – Jarrestraße – Beethovenstraße – Winterhuder Weg – Mundsburger Brücke – Lange Reihe – Hauptbahnhof Nord – Jungfernstieg – Großneumarkt – St. Pauli – Brunnenstraße – Altona – Ottensen – Daimlerstraße – Von-Sauer-Straße – Ebertallee (Trabrennbahn) – Stadionstraße – Rugenbarg – Lurup – Osdorfer Born |

Bis in die 1970er Jahre hinein war eine andere vierte U-Bahn-Linie geplant: Sie sollte von der City Nord und Uhlenhorst durch die Innenstadt und über Altona nach Lurup und zum Osdorfer Born verlaufen. Um das Neubaugebiet Osdorfer Born möglichst schnell anzuschließen, war zunächst der Bau des 8,6 km langen Streckenabschnitts zwischen Altona und Osdorfer Born für 515 Mio. DM mit anschließendem Inselbetrieb geplant. Bis zum Anschluss an das übrige Netz sollten die U-Bahn-Züge mit Tiefladern zur Wartung in die Betriebswerkstatt Barmbek gebracht werden. Im Bereich des Bahnhofs Altona und unter der Autobahn A 7 in Bahrenfeld wurden Vorleistungen für den Bau von Tunneln getroffen. Für die weitere Strecke der U4 wurden in den Bahnhöfen Sengelmannstraße, Hauptbahnhof Nord und Jungfernstieg schon Gleisbetten und Bahnsteigkanten errichtet. Diese Bauten werden bis auf die zwei Bahnsteigkanten am Jungfernstieg verkehrlich nicht genutzt. Die nördliche Bahnsteigröhre der Haltestelle Hauptbahnhof Nord wird heute für die Kunstinstallation Hauptbahnhof Nord von Raimund Kummer und Stephan Huber genutzt. Hier liegen auf der nördlichen Bahnsteigseite mehrere Betonsterne wie herabgestürzt.
Das Vorhaben wurde unmittelbar vor dem für 1974 angesetzten Baubeginn vom damaligen Ersten Bürgermeister Hans-Ulrich Klose aus finanziellen Gründen gestrichen. Zumindest der Bau des östlichen Teils der U4 (Hauptbahnhof Nord – Sengelmannstraße) ist allerdings weiterhin in den Planungen der Stadt Hamburg vorgesehen. Außerdem wurde die Trasse auch 2009 noch bei sämtlichen neu festzustellenden oder zu ändernden Bebauungsplänen als „nachrichtliche Übernahme“ berücksichtigt.

#### Alsterhalbring
| Linie | Anschluss- und Endstation | Stationen |
| ----- | ------------------------- | --- |
| U     | Altona – Elbbrücken       | Altona – Holstenstraße – Schlump – Grindelhof – Hallerstraße – Goldbekplatz – Winterhuder Weg – Mundsburg – Wartenau – Landwehr – Burgstraße – Rothenburgsort – Hammerbrook – Elbbrücken |

Der Alsterhalbring ist eine Strecke, die in den 1920er Jahren das erste Mal in Erweiterungs-Plänen auftauchte.

#### U4: Barmbek – Bramfeld
| Linie | Anschluss- und Endstation | Anschluss- und Endstation                                                     |
| ----- | ------------------------- | ----------------------------------------------------------------------------- |
| U4    | Barmbek – Bramfeld        | Barmbek – Schwalbenplatz – Elligersweg – Steilshoop – Borchertring – Bramfeld |

Die ersten Entwürfe für die neue U4 sahen vor, die Linie nicht auf der bestehenden Strecke der U3 (heute U2) nach Billstedt zu führen, sondern die Linie in Barmbek auszufädeln und über eine Neubaustrecke die Stadtteile Steilshoop und Bramfeld zu erschließen. Der Bramfelder Streckenast entfiel jedoch in der weiteren Planungsphase aufgrund der unerwartet rasch steigenden Realisierungskosten für den südlichen Streckenast. So verstärkt die U4 stattdessen auf der Strecke nach Billstedt die U2. Als Ersatz sollte die U3 diesen Abschnitt mit einem wechselseitigen Betrieb des neuen Bramfelder Astes und dem nach Wandsbek-Gartenstadt übernehmen.
Für den Abschnitt Steilshoop sah der Koalitionsvertrag zwischen CDU und GAL den Bau einer neuen Stadtbahn vor, die diese geplante U-Bahn-Strecke ebenfalls entbehrlich gemacht hätte. Mit den Planungen zur Linie U5 ist diese Strecke nicht mehr in der Diskussion.

#### Elbuferlinie
In den 1950er Jahren gab es Überlegungen, eine Strecke von Teufelsbrück über Neumühlen, Fischmarkt, Landungsbrücken zum Meßberg zu führen. 1950 wurde überlegt, diese Strecke in der Nähe der ehemaligen Strecke nach Rothenburgsort über Rothenburgsort und Veddel nach Wilhelmsburg weiter zu führen. 1955 gab es dann die Planung, die Strecke über Rothenburgsort, Burgstraße, Landwehr, Wartenau, Mundsburg, Winterhude, Borgweg, Stadtpark nach Barmbek zu führen. Später wurde die Planung auf Grund schlechter Finanzlage zugunsten der Alt-U4 (die später auch der Rotstiftpolitik zu Opfer fiel) und der City-S-Bahn aufgegeben. Beim Bau der Haltestelle Meßberg für die U1 Ende der 1950er Jahre wollte man diese gleich viergleisig ausbauen. Dazu hätte man jedoch die Gas-, Strom- und Wasserleitungen an der benachbarten Kaimauer um 50 cm verlegen müssen. Wegen zu hoher Kosten konstruierte man die Haltestelle so, dass man später einen weiteren Bahnsteig darunter ergänzen könnte.

#### Weitere Projekte
Schon vor dem Ersten Weltkrieg plante man eine Strecke in den Freihafen. Hierfür wurde beim Bau der Freihafen-Elbbrücke eine zweite Ebene eingezogen, auf der die Hochbahn fahren sollte. Nach dem Ersten Weltkrieg wurden beim Bau des Sprinkenhofes schon Vorleistungen für eine U-Bahn-Haltestelle gebaut.
Die Haltestelle Billstedt wurde bereits gleich viergleisig angelegt, da ein Streckenast ursprünglich von hier über Kirchsteinbek nach Mümmelmannsberg ausgefädelt werden sollte. Die Strecke zur Merkenstraße sollte über Oststeinbek in Richtung Glinde verlängert werden.

### Ehemals geplante Nachverdichtung des Netzes
| Linie | Station     | Benachbarte Stationen        |
| ----- | ----------- | ---------------------------- |
|       | Universität | Stephansplatz – Hallerstraße |

## Stillgelegte Strecken und Bahnhöfe sowie Bauvorleistungen

### Stillgelegte, ungenutzte und abgerissene Strecken
- Rothenburgsort: Die frühere Hochbahnstrecke nach Rothenburgsort fiel 1943 im Zweiten Weltkrieg einem Luftangriff zum Opfer. Der Angriff zerstörte auch den umliegenden Stadtteil Hammerbrook. Die in großen Teilen zerstörten Viadukte und Bahnhöfe wurden nach dem Krieg abgerissen.[20][89] Für den Wiederaufbau der Strecke in der nun unbesiedelten Gegend wurde kein Bedarf gesehen. Die Strecke wurde abgebaut, geblieben sind lediglich die Tunnelausfahrt im Innenhof des Jobcenters am Besenbinderhof, einzelne Brückenlager und ein Teil des Tunnels, der jedoch im Zuge der um 1960 stattgefundenen Bauarbeiten an der U1 zweigeteilt wurde. Die damals noch viergleisige Haltestelle Hauptbahnhof Süd der Ringbahn wurde um 1970 so umgebaut, dass die beiden mittleren Gleise, die zur Rothenburgsorter Strecke führten, abgebaut wurden und so die beiden schmalen Mittelbahnsteige zu einem breiten Mittelbahnsteig zusammengefasst werden konnten.
- Freihafen Elbbrücken: Die Brücke wurde mit einer zweiten Ebene über der Straßenebene ausgestattet, die für eine U-Bahn nach Veddel gedacht war, jedoch ging diese nie in Betrieb. Aktuelle Planungen sehen vor, die U4 mit einer eigenen Brücke parallel zur Freihafen-Elbbrücke über die Elbe zu führen.
- Übergabegleis Hellbrookstraße: Am ehemaligen Güterbahnhof Barmbek befand sich eine Gleisverbindung zur Güterumgehungsbahn, über die U-Bahn-Wagen in das Gleisnetz der Bahn überführt werden konnten. 2000 wurde diese Verbindung abgebaut und durch ein Übergabegleis im Bahnhof Ohlsdorf ersetzt.
- Walddörferbahn: Zwischen Großhansdorf und Buchenkamp ist die Strecke der U1, abgesehen von 2 Ausweichen, eingleisig. An vielen Stellen lässt sich jedoch noch die frühere Zweigleisigkeit erkennen, die ehemalige Gleislage lässt sich gut anhand des Profils der Dämme und Einschnitte erkennen und an einigen Stellen sind auch noch Reste des Gleisbetts vorhanden.

| Linie | Stationen                      | Stationen                                                                          |
| ----- | ------------------------------ | ---------------------------------------------------------------------------------- |
| U     | Zweiglinie nach Rothenburgsort | Hauptbahnhof (Süd) – Spaldingstraße – Süderstraße – Brückenstraße – Rothenburgsort |

### Stillgelegte und ungenutzte Bahnhöfe sowie Bauvorleistungen
- Hellkamp: Die frühere Endstation in Eimsbüttel wurde 1964 geschlossen, als die Baumaßnahmen zur Verlängerung der heutigen U2 über die neue Haltestelle Lutterothstraße in Richtung Hagenbecks Tierpark begannen. Der ehemalige Mittelbahnsteig wurde entfernt, lediglich einzelne Wandfliesen im an dieser Stelle nach wie vor breiteren Tunnel zeugen noch von der ehemaligen Haltestelle.

- Berliner Tor (alt): Diese Station, die in seitlicher Hanglage mit offenen Seitenbahnsteigen direkt westlich der Lübecker Eisenbahnstrecke lag, wurde ebenfalls 1964 geschlossen und durch einen neuen viergleisigen Tunnelbahnhof weiter südwestlich ersetzt, der die Ein-/Ausfädelung der neuen Strecke nach Billstedt mit aufnehmen konnte. Im Bereich der alten Haltestelle befindet sich heute die U-Bahn-Abstell- und Wendeanlage von Berliner Tor.
- Tunnel Hopfenhof: Unter einem Neubau am Hopfenmarkt befindet sich ein kurzes Tunnelstück, das für eine damalige Verlegung der Station Rödingsmarkt der U3 vorgesehen war. Demnach sollte die Viaduktstrecke am Elbufer aufgegeben und durch eine Tunnelstrecke ersetzt werden. Der Bahnhof ging jedoch nie in Betrieb und wird als Tiefgarage benutzt.
- Bauvorleistung Altona: Unter dem Tiefbahnhof der S-Bahn in Altona liegt eine massive Betonplatte, die als Decke eines zukünftigen Bahnhofs der damals geplanten U4 vorgesehen war. Ein Bahnhof befindet sich hier jedoch nicht. Unter der A 7 in Bahrenfeld liegt ebenfalls ein sogenannter „Hilfstunnel“.
- Bauvorleistung Steilshoop: Unter der Gründgensstraße im Bereich des EKZ liegt eine Fußgängerunterführung, die als Zugang für einen U-Bahnhof genutzt werden könnte. Außerdem wurden tiefe Spundwände gesetzt, die es ermöglichen sollten, hier eine Station einzufügen. Einen Bahnhof im Rohbau, der von einigen Anwohnern dort vermutet wird, gibt es dort jedoch nicht. Dies wurde trotz der zahlreichen Mythen von der Hochbahn AG bestätigt.
- Ungenutzte Tunnelröhren am Hauptbahnhof: In der Haltestelle Hauptbahnhof Nord befinden sich an der Außenseite zwei ungenutzte Tunnelröhren mit Gleiströgen, die für die damalige U4 gedacht waren, die jedoch nie in Betrieb ging. Die aus gleichem Grund am Jungfernstieg errichteten Gleiströge sind inzwischen für die U4 in die HafenCity in Betrieb gegangen, die jedoch keine Gemeinsamkeiten mit der ursprünglich geplanten U4 hat. Die Tunnel am Hauptbahnhof sollen Mitte der 2030er Jahre mit der Linie U5 in Betrieb genommen werden. Hierzu müssen die dort eingebauten Aufzüge anderweitig eingebaut werden.
- Zweiter Bahnsteig Sengelmannstraße: Neben dem bestehenden Bahnsteig an der U1 wurde als Bauvorleistung in den 1970er Jahren ein zweiter Bahnsteig errichtet. Dieser ging noch nicht in Betrieb und sollte zukünftig als Richtungshaltestelle U1/U5 zum bahnsteiggleichen Umsteigen, vergleichbar Kellinghusenstraße, genutzt werden. In der tatsächlichen Bausauführung wurden jedoch alle bestehenden Bahnsteige durch Neubauten ersetzt.
- Verbreiterung Hauptbahnhof Süd (U1): Die Haltestelle ist am östlichen Ende auf dem Gleis Richtung Wandsbek aufgeweitet und könnte an dieser Stelle einen Abzweig z. B. Richtung Billstedt aufnehmen.
- Messberg und Hallerstraße: An beiden Stationen befindet sich auf einem kleinen Teil des Bahnsteigs, jeweils etwa in der Mitte, eine abweichende Säulenkonstruktion. Durch diese Maßnahme sollte die Möglichkeit eines Treppenabgangs zum nicht realisierten Alsterhalbring offen bleiben.
- Burgstraße: Im Tunnel Richtung Berliner Tor befinden sich zwei Ausbuchtungen in der Tunnelwand, welche ebenfalls für den geplanten Alsterhalbring vorgesehen waren. Bei Realisierung wäre nördlich des bestehenden Bahnsteigs an der Burgstraße ein zweiter entstanden.
- Bahnhof Beimoor: Die Walddörferbahn sollte im Jahr 1915 nördlich von Großhansdorf um eine Haltestelle in ein geplantes Wohngebiet auf damals zu Hamburg gehörendem Gelände verlängert werden. Dieses wurde jedoch nie realisiert. Zwar waren die Gleisanlagen bis 1918 komplett, jedoch fehlten die Stromschienen. Daraufhin wurden diese aufgrund von Rohstoffmangel nach dem Ersten Weltkrieg 1920 wieder demontiert und der Bahnhof dem Verfall preisgegeben. Ein Zug fuhr hier nie.